# Liste der Hochschulen für Architektur

## Hochschulen für Architektur nach Ländern
Dies ist eine Liste der Hochschulen bzw. Universitäten für Architektur in der Welt. Aufgeführt sind auch Fakultäten und Fachbereiche für Architektur an Universitäten und Hochschulen.

## A
Algerien
Hochschule für Architektur

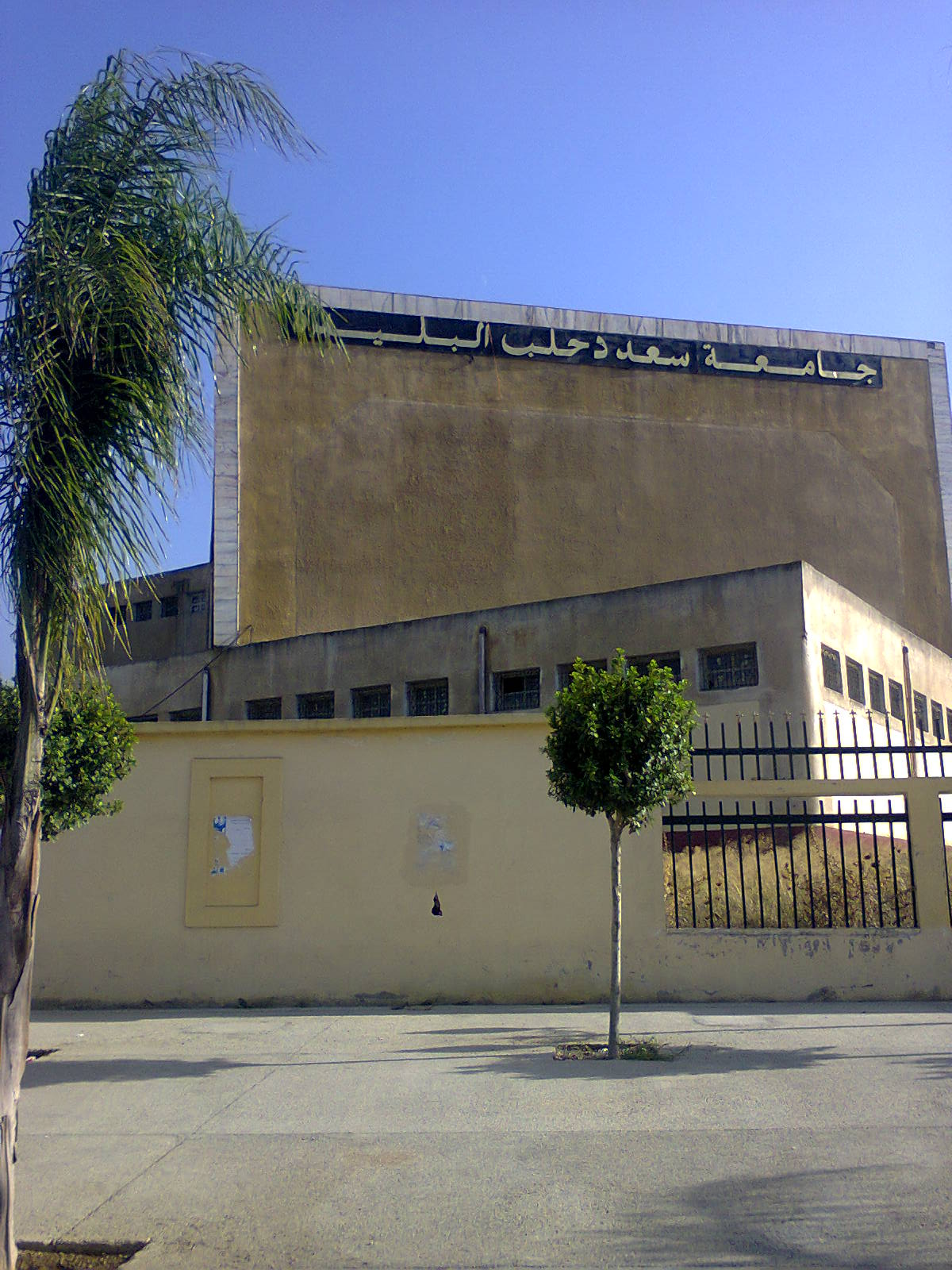
Université Saad Dahlab de Blida, Algerien

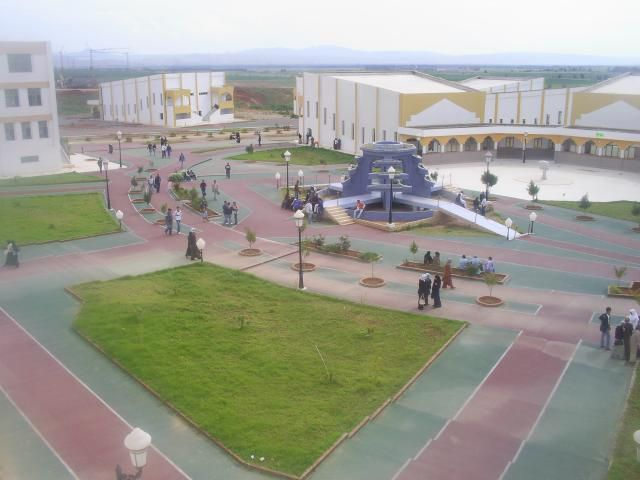
Université Hassiba Ben Bouali de Chlef, Algerien

- École Polytechnique d'Architecture et d'Urbanisme "Hocine Aït Ahmed", EPAU (arabisch: المدرسة المتعددة العلوم للهندسة المعمارية والعمران). Adresse: Route de Beaulieu, El Harrach, Algier. Gegründet 1970 – Staatliche Hochschule.

Fakultäten für Architektur
- Universität Algier Benyoucef Benkhedda / Département d'Architecture et d'Urbanisme (arabisch: 1 جامعة الجزائر). Adresse: 2, Rue Didouche Mourad, Algier. Gegründet 1909 – Staatliche Hochschule.
- Université Saad Dahlab de Blida 1, USDB / Institut d'Architecture et d'Urbanisme (arabisch: جامعة سعد دحلب البليدة). Adresse: Route de Soumaa; Boîte Postale 270, Blida. Gegründet 1981 – Staatliche Hochschule.
- Université Hassiba Ben Bouali de Chlef, UHBC / Département d'Architecture (arabisch: جامعة حسيبة بن بوعلي بالشلف). Adresse: Boîte Postale 151, Hay Essalam, Chlef. Gegründet 1983 – Staatliche Hochschule.
- Université Frères Mentouri de Constantine 1 / Institut d'Architecture et d'Urbanisme (arabisch: 1 جامعة الإخوة منتوري قسنطينة). Adresse: Route de Ain El Bey; Boîte Postale 325, Constantine. Gegründet 1969 – Staatliche Hochschule.
- Université Ferhat Abbas Sétif 1 (UFAS1) / Institut d'Architecture et Science de la Terre (arabisch: 1 جامعة فرحات عباس سطيف). Adresse: Campus El Bez, Sétif. Gegründet 1978 – Staatliche Hochschule.
- Université Badji Mokhtar de Annaba (UBMA) / Département d'Architecture (arabisch: جامعة عنابة). Adresse: Boîte Postale 12, Sidi Ammar, Annaba. Gegründet 1975 – Staatliche Hochschule.
- Université des Sciences et de la Technologie d'Oran Mohamed Boudiaf, USTO-MB (arabisch: جامعة العلوم والتكنولوجيا محمد بوضياف) / Département d'Architecture. Adresse: Oran. Gegründet 1971 – Staatliche Hochschule.
- Université Mouloud Maameri de Tizi Ouzou (UMMTO) / Département d'Architecture (arabisch: جامعة مولود معمري تيزي وزو). Adresse: Route de Hasnanoua Tizi-Ouzou; Boîte Postale 17RP, Tizi Ouzou. Gegründet 1977 – Staatliche Hochschule.
- Université Mohamed Khider de Biskra (UMKB) / Département d'Architecture (arabisch: جامعة محمد خيضر بسكرة). Adresse: Boîte Postale 145 R.P. Biskra. Gegründet 1983 – Staatliche Hochschule.
- Université Abou Bekr Belkaid de Tlemcen (UABT) / Département d'Architecture (arabisch: جامعة أبي بكر بلقايد–تلمسان). Adresse: 22 Rue Abi Ayad Abdelkrim, Tlemcen. Gegründet 1974 – Staatliche Hochschule.
- Université Abdelhamid Ibn Badis de Mostaganem (UMOSTAG) / Département d'Architecture (arabisch: جامعة عبد الحميد بن باديس–مستغانم). Adresse: Route de Belahcel; Boîte Postale 188, Mostaganem. Gegründet 1978 – Staatliche Hochschule.
- Université Hadj Lakhdar de Batna 1 / Département d'Architecture (arabisch: جامعة باتنة). Adresse: 1, Rue Chahid Boukhlouf Mohamed, Batna. Gegründet 1977 – Staatliche Hochschule.
- Université Amar Telidji de Laghouat (UL) / Département d'Architecture (arabisch: جامعة عمار ثليجي). Adresse: Route de Ghardaia; Boîte Postale G37, Laghouat. Gegründet 1986 – Staatliche Hochschule.
- Université Larbi Tebessi de Tébessa (LTU) / Département d'Architecture (arabisch: جامعة العربي التبسي تبسة). Adresse: Road of Constantine, Tebessa. Gegründet 2009 – Staatliche Hochschule.
- Université Tahri Mohammed de Béchar / Département d'Architecture (arabisch: جامعة طاهري محمد بشــار). Adresse: Rue de l'indépendance; Boîte Postale 417, Béchar. Gegründet 1986 – Staatliche Hochschule.
- Université Mohamed Seddik Ben Yahia de Jijel / Département d'Architecture (arabisch: جامعة جيجل). Adresse: Boîte Postale 98, Ouled Aissa, Jijel. Gegründet 1998 – Staatliche Hochschule.
- Université Abderrahmane Mira de Béjaia (UAMB) / Département d'Architecture (arabisch: جامعة عبد الرحمان ميرة بجاية). Adresse: Route de Targua Ouzemour, Béjaia. Gegründet 1983 – Staatliche Hochschule.
- Université 8 Mai 1945 Guelma (UGUELMA) / Département d'Architecture (arabisch: جامعة 8 ماي 1945 قالمة). Adresse: Avenue du 19 mai 1956; Boîte Postale 401, Guelma. Gegründet 1986 – Staatliche Hochschule.
- Université Larbi Ben Mhidi de Oum El Bouaghi (ULBM) / Département d'Architecture (arabisch: جامعة العربي بن مهيدي أم البواقي). Adresse: Route de Constantine; Boîte Postale 358, Provinz Umm al-Bawāqī. Gegründet 1983 – Staatliche Hochschule.

 Argentinien
Fakultäten für Architektur

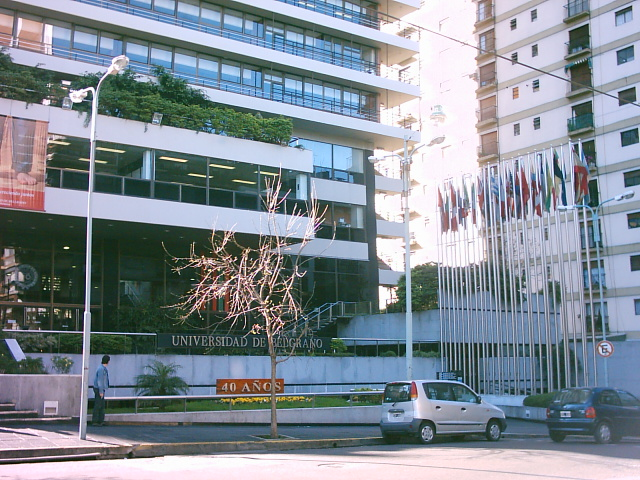
Universidad de Belgrano, Argentinien

- Universidad de Belgrano (UB) / Facultad de Arquitectura y Urbanismo. Adresse: Zabala 1837, Buenos Aires. Gegründet 1964 – Private Hochschule.
- Universidad de Buenos Aires (UBA) / Facultad de Arquitectura, Diseño y Urbanismo. Adresse: Viamonte 430/444 y Reconquista 694, Buenos Aires. Gegründet 1821 – Staatliche Hochschule.
- Universidad de Palermo (UP) / Facultad de Arquitectura. Adresse: Mario Bravo 1050, Buenos Aires. Gegründet 1986 – Private Hochschule.
- Universidad Nacional de La Plata (UNLP) / Facultad de Arquitectura y Urbanismo. Adresse: Calle 7 N 776, La Plata. Gegründet 1905 – Staatliche Hochschule.
- Universidad Nacional de Rosario (UNR) / Facultad de Arquitectura, Planeamiento y Diseño. Adresse: Córdoba 1814, Rosario. Gegründet 1968 – Staatliche Hochschule.
- Universidad de Flores (UFLO) / Facultad de Planeamiento Socio-ambiental. Adresse: Pedernera 275/288, Buenos Aires. Gegründet 1994 – Private Hochschule.

 Armenien
Hochschule für Architektur

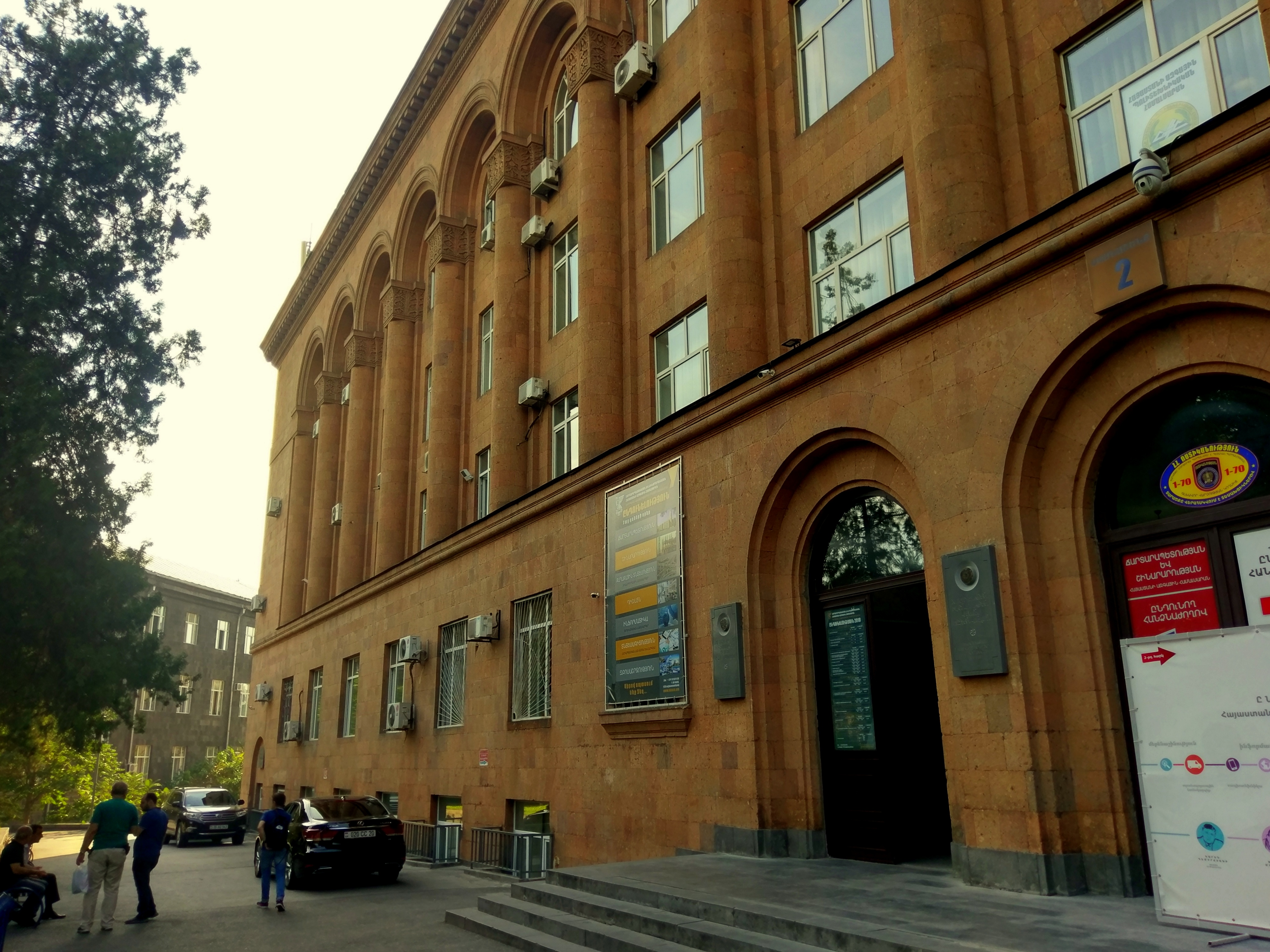
National University of Architecture and Construction of Armenia

- National University of Architecture and Construction of Armenia, NUACA (armenisch: Երևանի ճարտարապետության և շինարարության պետական համալսարանի). Adresse: 105 Terian Street, Jerevan. Gegründet 1921 – Staatliche Hochschule.

 Australien
Fakultäten für Architektur

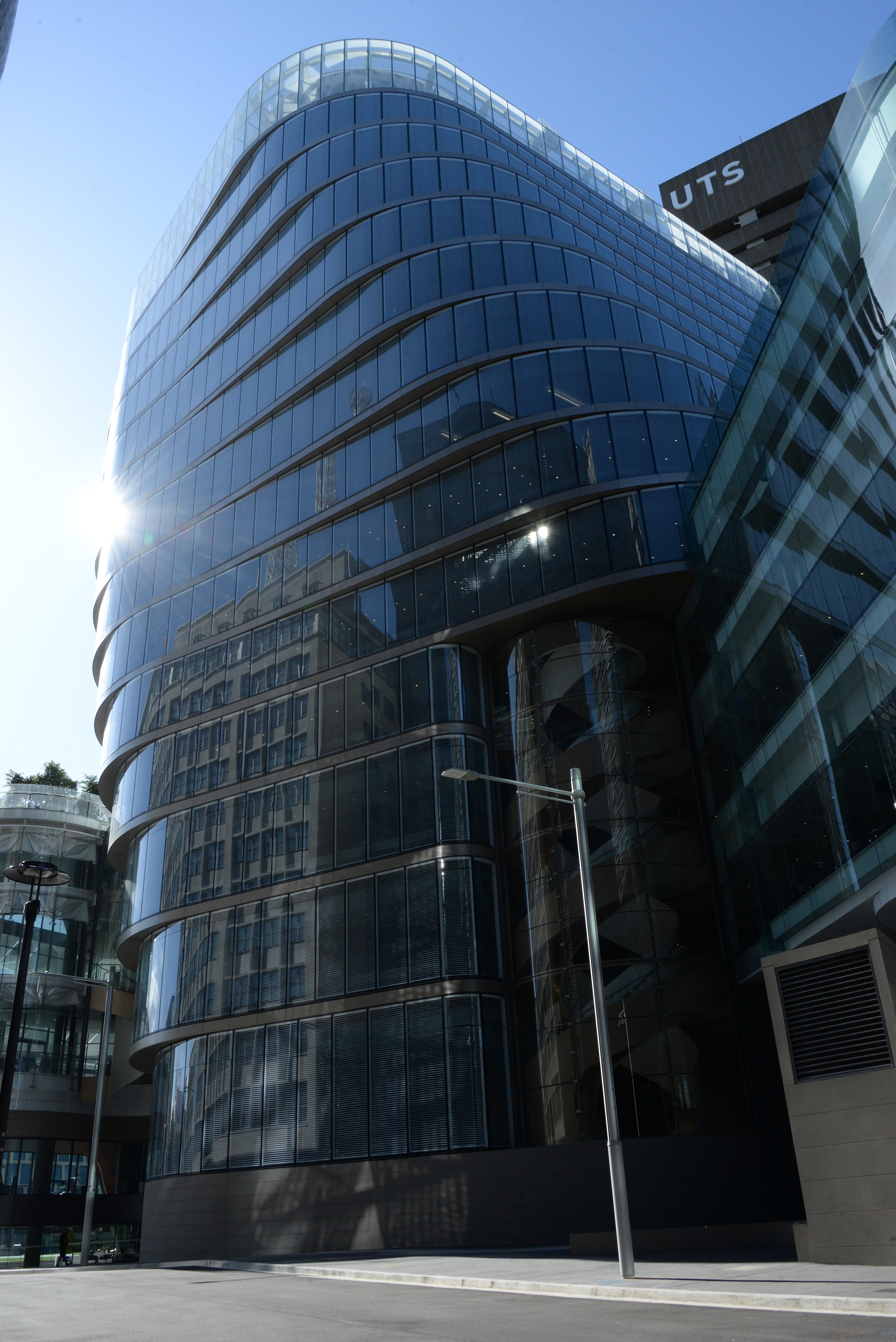
University of Technology Sydney, Australien

- Queensland University of Technology (QUT) / Department of architecture. Adresse: 2 George Street; GPO Box 2434, Brisbane. Gegründet 1989 – Staatliche Hochschule.
- The University of Queensland (UQ) / Department of architecture. Adresse: Brisbane QLD 4072. Gegründet 1909 – Staatliche Hochschule.
- University of Technology Sydney (UTS) / Faculty of Design, Architecture and Building. Adresse: 15 Broadway, Ultimo, Sydney. Gegründet 1965 – Staatliche Hochschule.

## B
Belgien
Fakultäten für Architektur

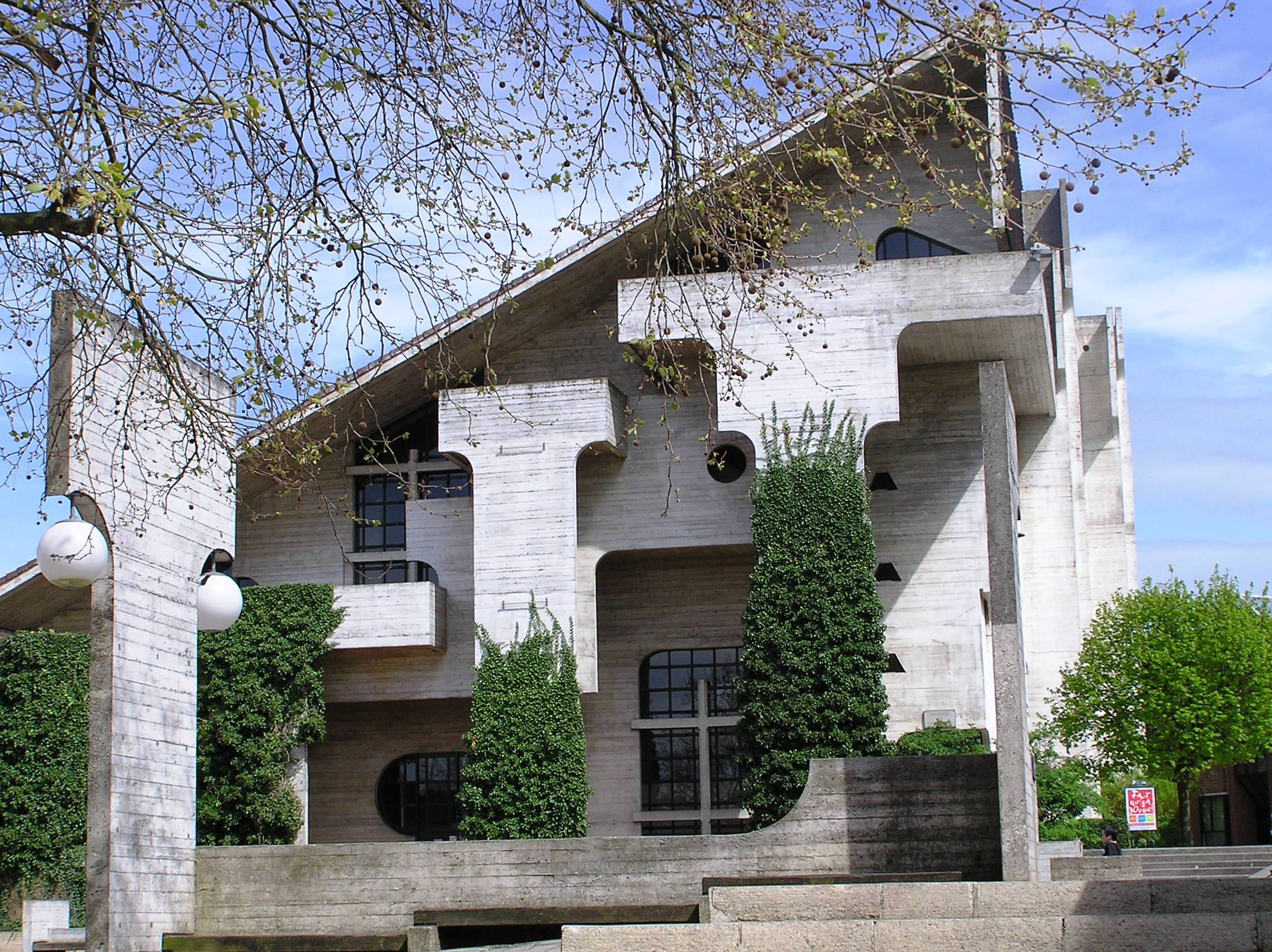
Université Catholique de Louvain, Belgien

- Université Catholique de Louvain (UCL) / Faculté d'architecture, d'ingénierie architecturale, d'urbanisme (LOCI). Adresse: Place de l'Université, 1 Louvain-la-Neuve. Gegründet 1425 unter dem Namen von Universitas Lovaniensis; diese Universität wurde während der Napoleonischen Epoche 1797 geschlossen und 1834 wiedergegründet; 1968 wurde die Universität aufgeteilt in die Katholieke Universiteit Leuven und die Université catholique de Louvain – Private Hochschule.
- Université libre de Bruxelles (ULB) / Faculté d'architecture La Cambre-Horta. Adresse: Avenue Franklin Roosevelt, 50, Brüssel. Gegründet 1834 unter dem Namen Université libre de Belgique; der Name wurde 1836 in Université libre de Bruxelles geändert – Private Hochschule.
- Université de Liège (ULg) / Faculté d'architecture. Adresse: Place du 20 Août 7, 4000 Liège. Gegründet 1817 unter dem Namen Academia Leodiensis – Staatliche Hochschule.
- Université de Mons (UMONS) / Faculté d'architecture et d'urbanisme. Adresse: Place du Parc, Mons. Gegründet 2009 als Zusammenschluss der Universität von Mons-Hainaut und der Faculté Polytechnic de Mons; die Anfänge reichen zurück bis 1836 – Staatliche Hochschule.
- Universiteit Antwerpen (UAntwerpen) / Faculteit Ontwerpwetenschappen (Facultät der grafischen Wissenschaften). Adresse: Prinsstraat 13, 2000 Antwerpen. Gegründet 2003 als Zusammenschluss von Rijksuniversitair Centrum Antwerpen (1852), Universitaire Faculteiten Sint-Ignatius Antwerpen (1852) and Universitaire Instelling Antwerpen (1971) – Staatliche Hochschule.
- Katholieke Universiteit Leuven (KU Leuven) / Faculté d'architecture. Adresse: Naamsestraat 22, Löwen. Gegründet 1425 unter dem Namen von Universitas Lovaniensis; diese Universität wurde während der Napoleonischen Epoche 1797 geschlossen und 1834 wiedergegründet; 1968 wurde die Universität aufgeteilt in die Katholieke Universiteit Leuven und die Université catholique de Louvain – Staatliche Hochschule.

 Brasilien
Fakultäten für Architektur

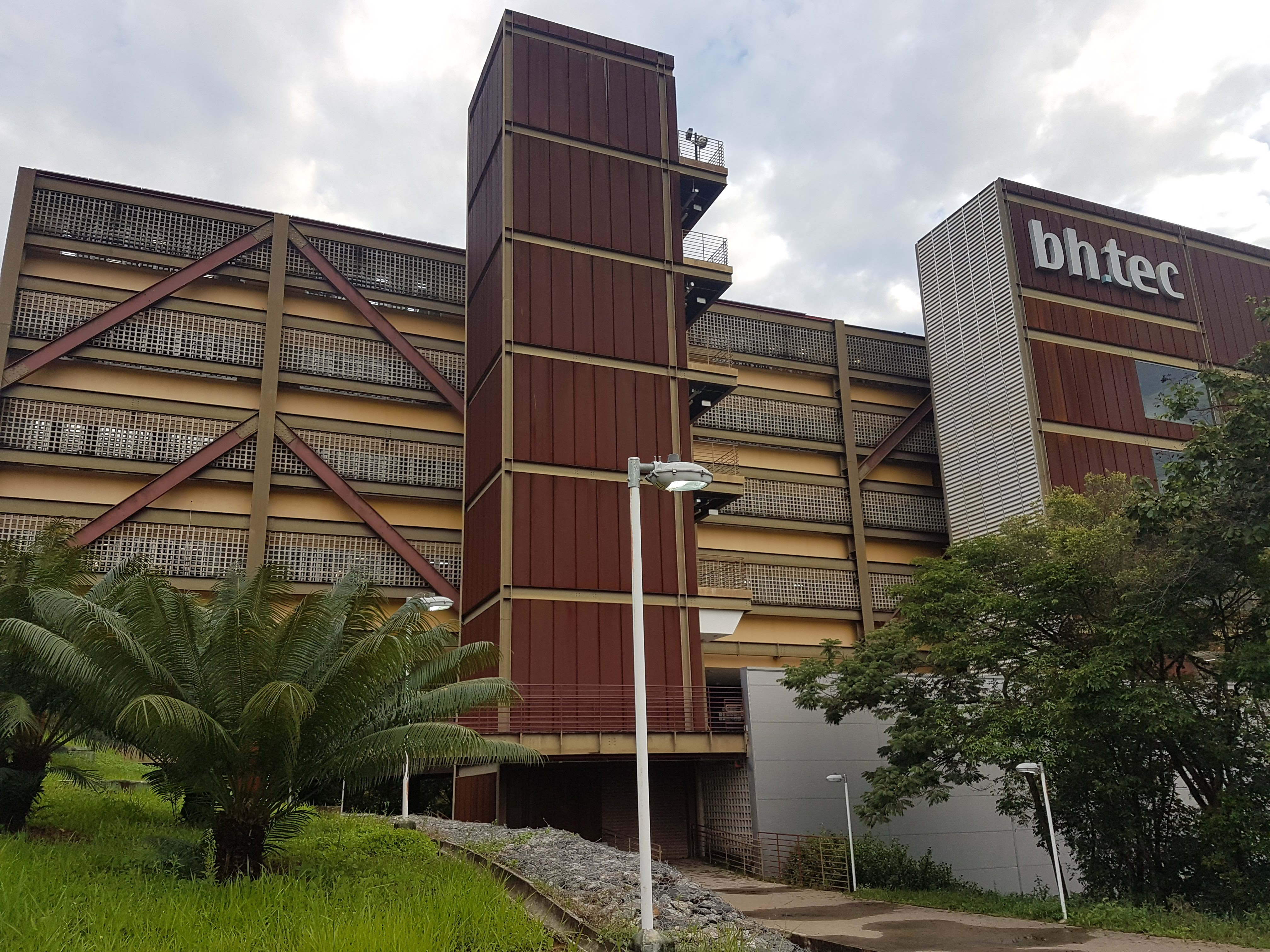
Universidade Federal de Minas Gerais, Brasilien

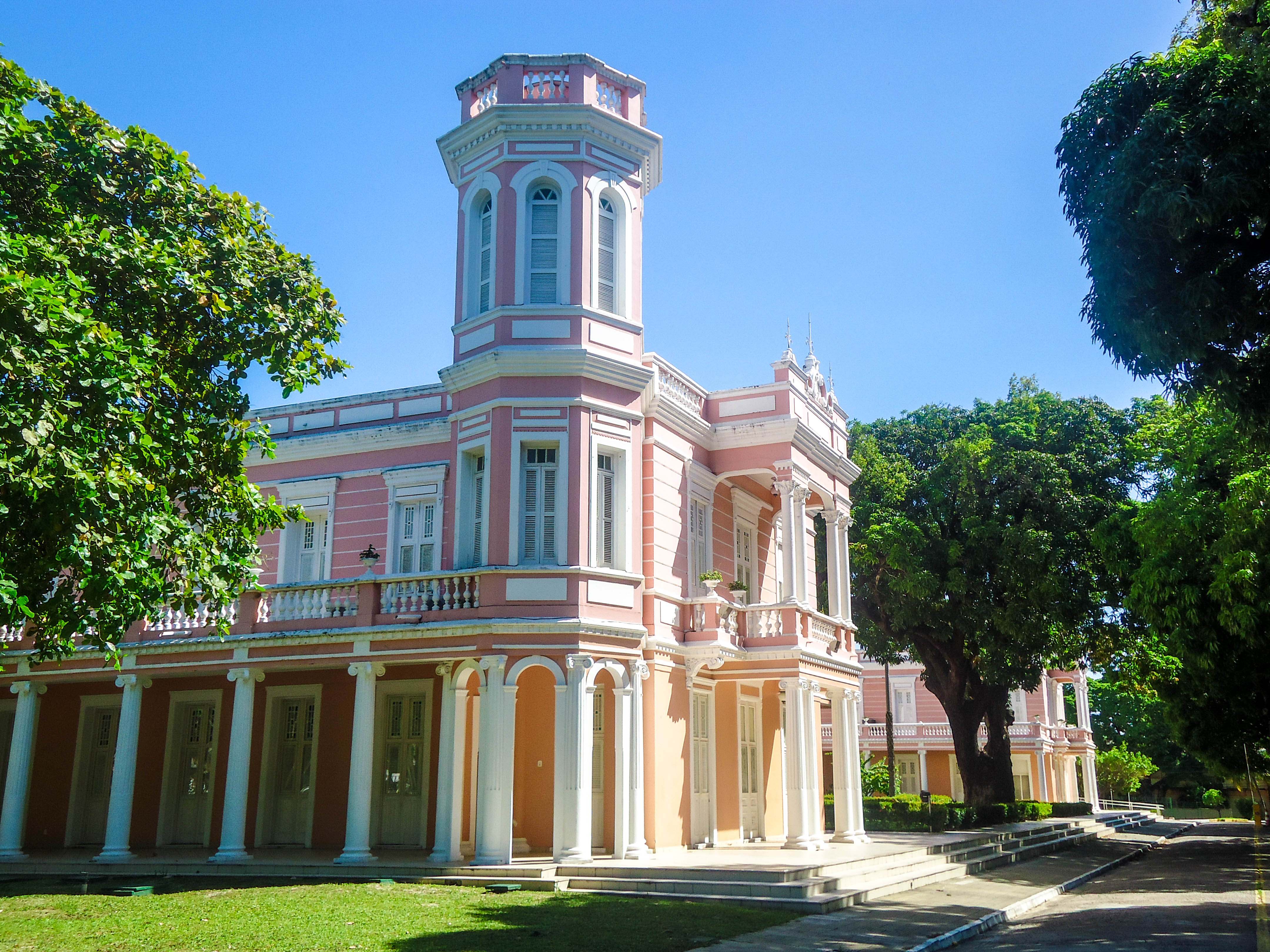
Universidade Federal do Ceará, Brasilien

- Universidade de São Paulo (USP) / Faculdade de Arquitetura e Urbanismo. Adresse: Rua da Reitoria 374 - Butantã, São Paulo. Gegründet 1827 – Staatliche Hochschule.
- Universidade Federal do Estado do Rio de Janeiro (UNIRIO) / Faculdade de Arquitetura e Urbanismo. Adresse: Avenida Pasteur 296 - Urca, Rio de Janeiro. Gegründet 1969 – Staatliche Hochschule.
- Universidade Federal de Minas Gerais (UFMG) / Escola de Arquitetura. Adresse: Avenida Presidente Antônio Carlos 6627 - Pampulha, Belo Horizonte. Gegründet 1927 – Staatliche Hochschule.
- Universidade Federal do Ceará (UFC) / Centro de Tecnologia, Faculdade de Arquitetura e Urbanismo. Adresse: Avenida da Universidade 2853, Benfica, Fortaleza. Gegründet 1954 – Staatliche Hochschule.
- Universidade Presbiteriana Mackenzie (MACKENZIE) / Faculdade de Arquitetura e Urbanismo. Adresse: Rua da Consolação 896 - Consolação, São Paulo. Gegründet 1952; Vorgängerinstitution reicht zurück bis 1870 – Private Hochschule.
- Universidade de Fortaleza (UNIFOR) / Centro de Ciências Tecnológicas, Faculdade de Arquitetura e Urbanismo. Adresse: Avenida Washington Soares 1321 - Edson Queiroz, Fortaleza. Gegründet 1973 – Private Hochschule.
- Universidade Belas Artes / Faculdade de Arquitetura e Urbanismo. Adresse: São Paulo. Gegründet 1925 – Private Hochschule.
- Universidade Cidade de São Paulo (UNICID) / Faculdade de Arquitetura e Urbanismo. Adresse: Rua Cesário Galero 448/475, Tatuapé, São Paulo. Gegründet 1972 – Private Hochschule.
- Universidade Federal de Santa Catarina (UFSC) / Centro de Tecnologia, Faculdade de Arquitetura e Urbanismo. Adresse: Campus Universitário s/n, Trindade, Florianópolis. Gegründet 1960 – Staatliche Hochschule.

 Bulgarien
Hochschulen für Architektur
- University of Architecture, Civil Engineering and Geodesy, UACEG (bulgarisch: Университет по архитектура, строителство и геодезия). Adresse: 1 Hristo Smirnenski Blvd, Sofia. Gegründet 1942 – Staatliche Hochschule.
- University of Structural Engineering and Architecture "Lyuben Karavelov", VSU (bulgarisch: Висше строително училище "Любен Каравелов"). Adresse: 175 Suhodolska Street, Sofia. Gegründet 1973 – Staatliche Hochschule.

## C
Chile
Fakultäten für Architektur

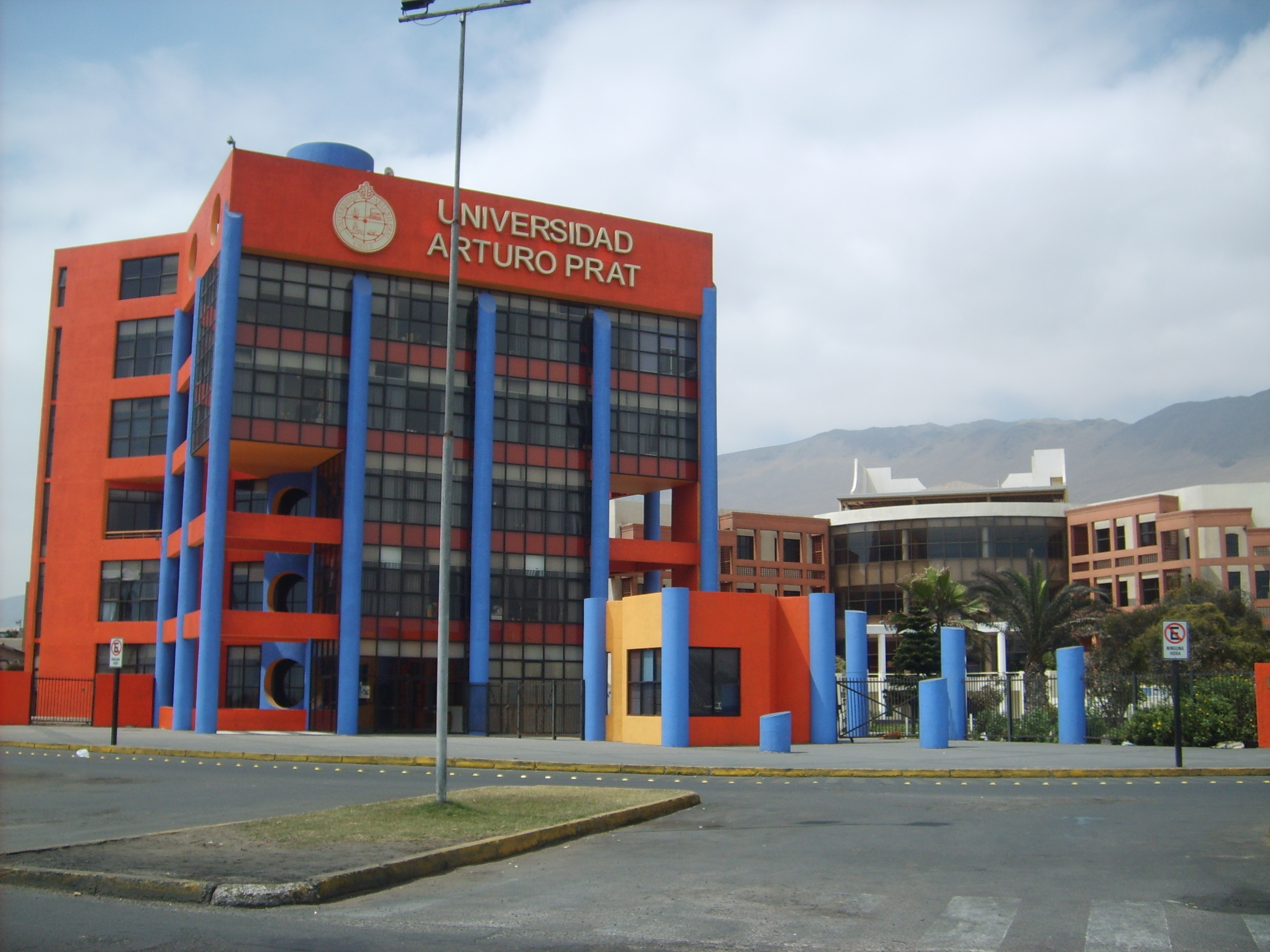
Universidad Arturo Prat, Chile

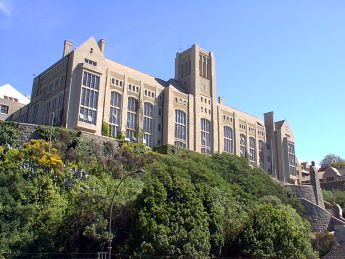
Universidad Técnica Federico Santa María, Chile

- Universidad Arturo Prat (UNAP) / Escuela de Arquitectura. Adresse: Arturo Prat Nº 2120, Iquique. Gegründet 1984 – Staatliche Hochschule.
- Pontificia Universidad Católica de Chile (PUC) / Facultad de Arquitectura, Diseño y Estudios Urbanos. Adresse: Avenida Libertador Bernardo O'Higgins Nº 340, Santiago de Chile. Gegründet 1888 – Private Hochschule.
- Universidad de Chile (UCH) / Facultad de Arquitectura y Urbanismo. Adresse: Avenida Libertador Bernardo O'Higgins Nº 1058, Santiago de Chile. Gegründet 1842 – Staatliche Hochschule.
- Pontificia Universidad Católica de Valparaíso (PUCV) / Escuela de Arquitectura y Diseño. Adresse: Avenida Brasil 2950, Valparaíso. Gegründet 1928 – Private Hochschule.
- Universidad Técnica Federico Santa María (UTFSM) / Departamento de Arquitectura. Adresse: Avenida España Nº 1680, Valparaíso. Gegründet 1932 – Private Hochschule.
- Universidad Católica del Norte (UCN) / Escuela de Arquitectura. Adresse: Avenida Angamos Nº 0610, Antofagasta. Gegründet 1956 – Private Hochschule.
- Universidad Diego Portales (UDP) / Facultad de Arquitectura, Arte y Diseño. Adresse: Manuel Rodríguez Nº 415, Santiago de Chile. Gegründet 1982 – Private Hochschule.

## D
Dänemark
Fakultäten für Architektur

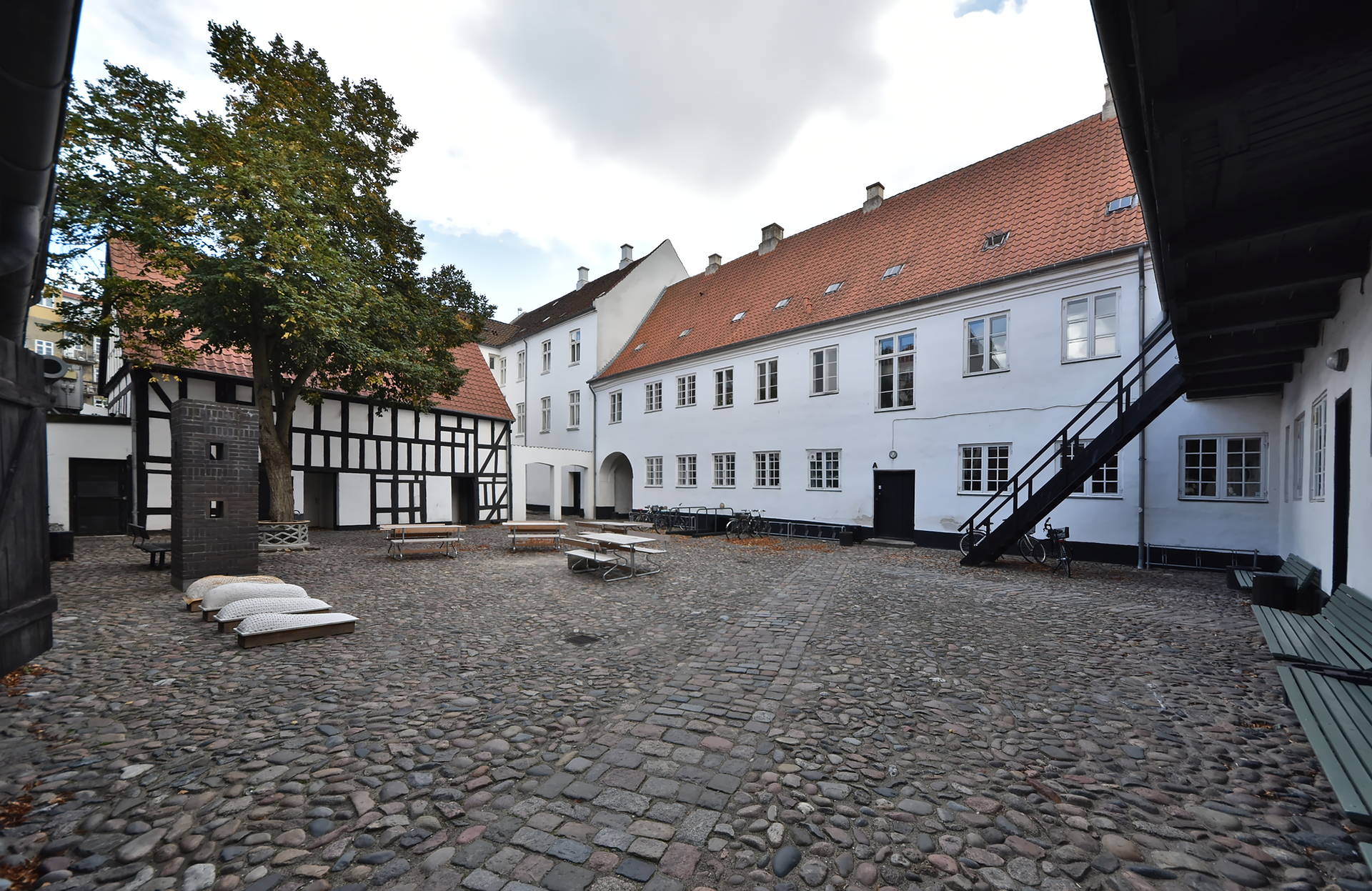
Arkitektskolen Aarhus, Dänemark

- Det Kongelige Danske Kunstakademi (KADK) / Skoler for Arkitektur, Design og Konservering. Adresse: Philip de Langes Allé 10, Kopenhagen. Gegründet 2011; die Ursprünge reichen ins 1754 zurück – Staatliche Hochschule.
- Arkitektskolen Aarhus (AAA). Adresse: Nørreport 20, Aarhus. Gegründet 1965 – Staatliche Hochschule.

 Demokratische Republik Kongo
Hochschule für Architektur
- Institut Supérieure d'Architecture et d'Urbanisme (I.S.A.U). Adresse: Gombe, Kinshasa. Gegründet 2010 – Staatliche Hochschule.[1]

Fakultäten und Fachbereiche für Architektur
- Université Panafricaine du Congo (U.PA.C) / Faculté d'Architecture. Adresse: 01, Rue Mpese, Quartier Dumez, Commune de Mont Ngafula, Kinshasa. Private Hochschule.
- Académie des Beaux Arts de Kinshasa (A.B.A) / ???. Adresse: Kinshasa Avenue du 24 novembre Kinshasa, Gombe, Kinshasa. Gegründet 1943.[2]
- Université Kongo (UK) / Faculté d’ Architecture, Urbanisme et Aménagement du Territoire. Adresse: Matadi. Gegründet 1992 – Private Hochschule.[3]
- Université Notre-Dame du Kasayi (U.KA). Adresse: Site de kambote, Commune de Lukonga, Kananga. Gegründet 1996 – Staatliche Hochschule.[4]

 Deutschland
Fakultäten für Architektur

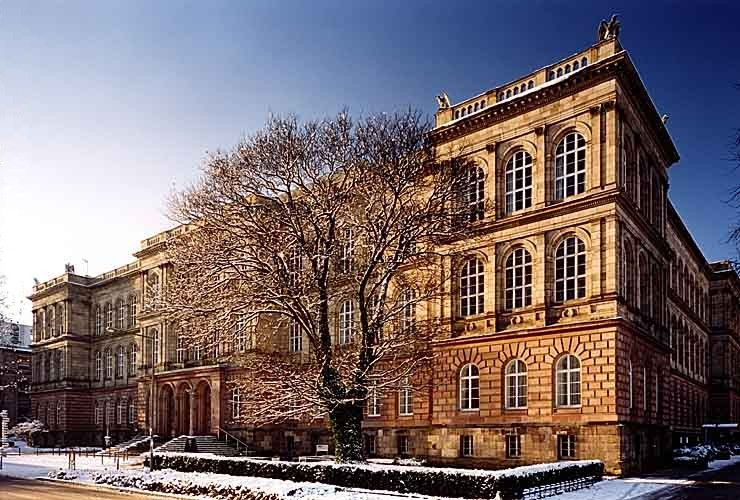
Rheinisch-Westfälische Technische Hochschule Aachen, Deutschland

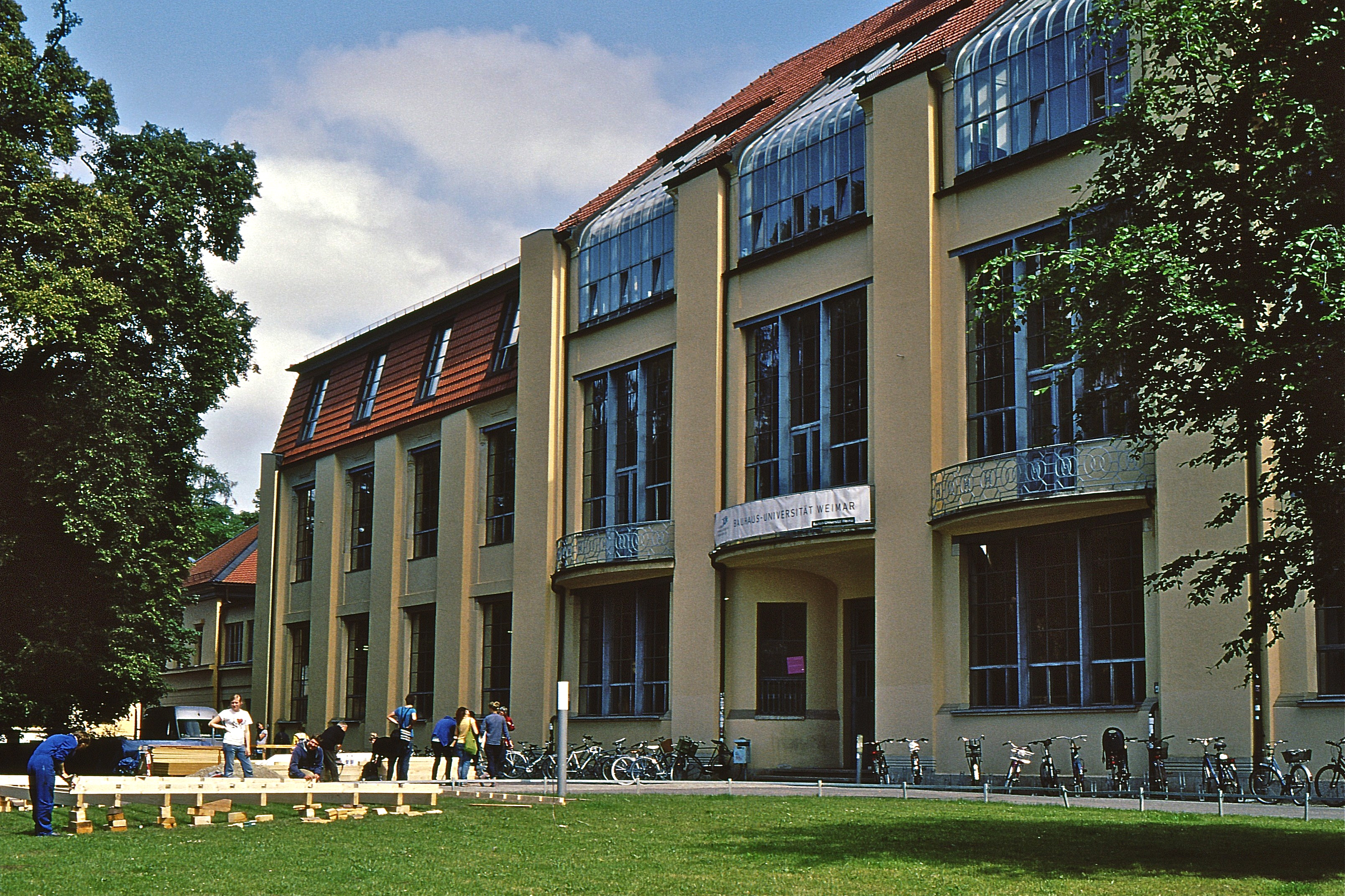
Bauhaus-Universität Weimar, Van-de-Velde-Bau (Fakultät für Architektur), Deutschland

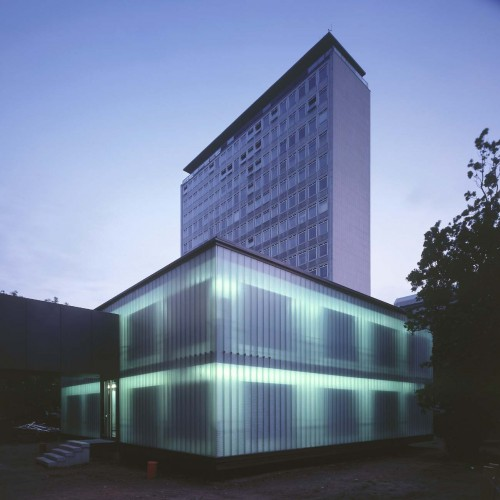
Technische Universität Braunschweig, Deutschland

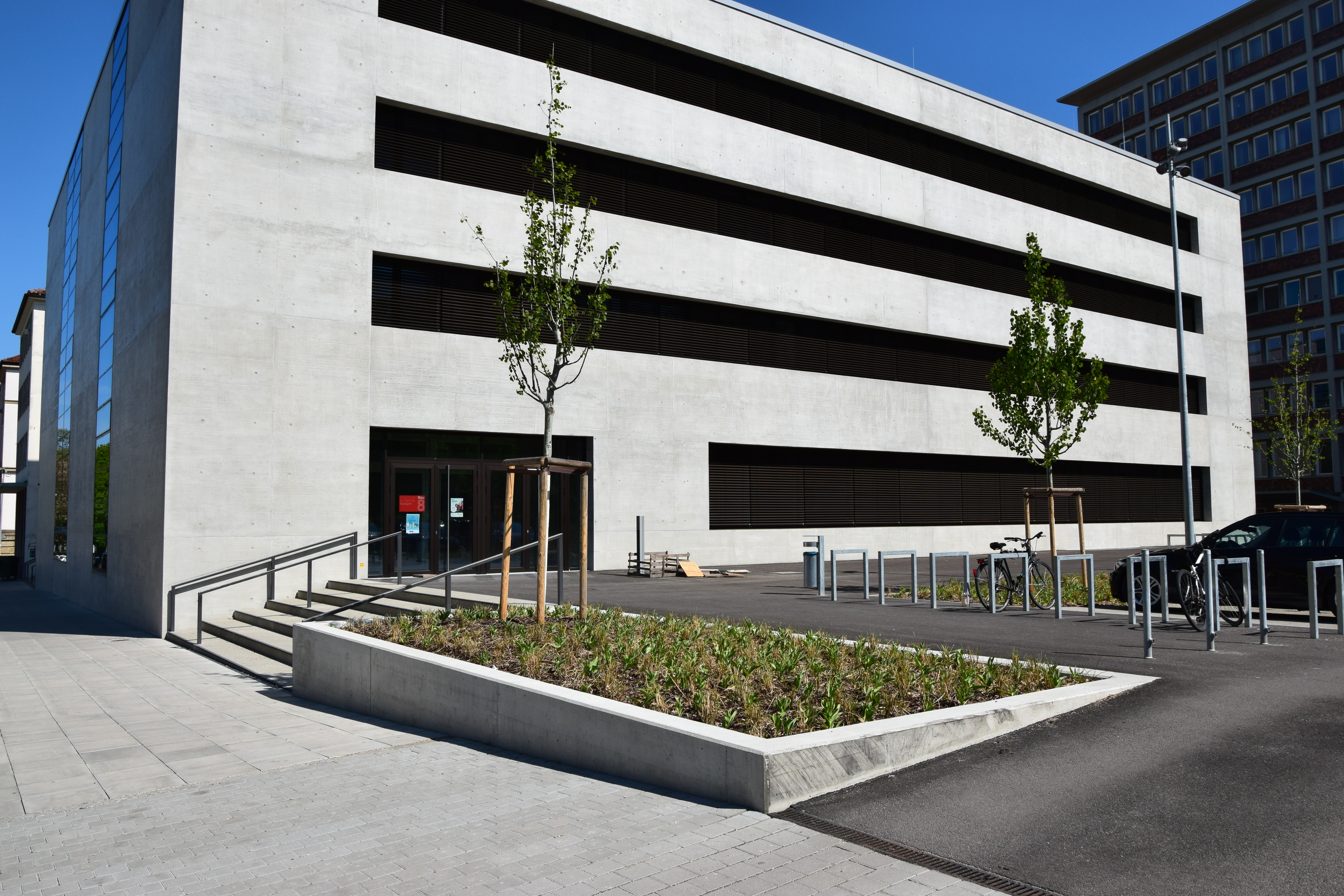
Hochschule für Technik Stuttgart, Fakultät für Architektur und Gestaltung, Deutschland

- Rheinisch-Westfälische Technische Hochschule Aachen (RWTH Aachen) / Fakultät für Architektur. Adresse: Templergraben 55, Aachen. Gegründet 1870 – Staatliche Hochschule.
- Technische Universität Berlin (TUB) / Institut für Architektur. Adresse: Straße des 17. Juni 135, Berlin. Gegründet 1946; die Vorgängerinstitution geht auf 1879 zurück – Staatliche Hochschule.
- Universität der Künste Berlin (UdK Berlin) / Fakultät Gestaltung. Adresse: Einsteinufer 43, Berlin. Gegründet 1975 – Staatliche Hochschule.
- Technische Universität Braunschweig (TU Braunschweig) / Fakultät für Architektur, Bauingenieurwesen und Stadtplanung. Adresse: Pockelsstraße 14, Braunschweig. Gegründet 1745 – Staatliche Hochschule.
- Hochschule Bremen (HSB) / Fakultät für Architektur, Bau- und Umweltingenieurwesen. Adresse: Neustadtswall 30, Bremen. Gegründet 1982 – Staatliche Hochschule.
- Brandenburgische Technische Universität Cottbus-Senftenberg (BTU) / Fakultät für Architektur, Bauingenieurwesen und Stadtplanung. Adresse: Platz der Deutschen Einheit 1, Cottbus. Gegründet 2013 als Zusammenschluss der Brandenburgischen Technischen Universität Cottbus (1991) und der Hochschule Lausitz (1991) – Staatliche Hochschule.
- Hochschule Düsseldorf (HSD). Adresse: Münsterstraße 156, Düsseldorf. Gegründet 1971 – Staatliche Hochschule.
- Gottfried Wilhelm Leibniz Universität Hannover / Fakultät für Architektur und Landschaftsbau. Adresse: Welfengarten 1, Hannover. Gegründet 1831 – Staatliche Hochschule.
- Hochschule Karlsruhe – Technik und Wirtschaft (HsKA) / Fakultät für Architektur und Bauingenieurwesen. Adresse: Moltkestraße 30, Karlsruhe. Gegründet 1878 – Staatliche Hochschule.
- Technische Universität München (TUM) / Fakultät für Architektur. Adresse: Arcisstraße 21, München. Gegründet 1868 – Staatliche Hochschule.
- Fachhochschule Potsdam (FHP) / Architektur und Städtebau. Adresse: Kiepenheuerallee 5, 14469 Potsdam. Gegründet 1991 – Staatliche Hochschule.
- Universität Siegen /  Department Architektur. Adresse: Paul-Bonatz-Str. 9–11, 57068 Siegen. Gegründet 1972 – Staatliche Hochschule.
- Hochschule für Technik Stuttgart / Fakultät für Architektur und Gestaltung. Adresse: Schellingstr. 24, Stuttgart
- Universität Stuttgart / Fakultät für Architektur und Stadtplanung. Adresse: Keplerstraße 7, Stuttgart. Gegründet 1829 – Staatliche Hochschule.
- Hochschule Weihenstephan-Triesdorf (HSWT) / Abteilung für Landschaftsarchitektur. Adresse: Am Hofgarten 4, Freising. Gegründet 1971 – Staatliche Hochschule.
- Bauhaus-Universität Weimar (BUW) / Fakultät für Architektur und Stadtplanung. Adresse: Geschwister-Scholl-Straße 8, Weimar. Gegründet 1860 – Staatliche Hochschule.[5]

## E
Elfenbeinküste
Hochschulen für Architektur
- École d'Architecture d'Abidjan (EAA). Adresse: Cocody Boulevard des martyrs, Abidjan. Gegründet 2014 – Private Hochschule.[6]
- Université Félix Houphouët-Boigny / Zentrum für Architektur und Stadtplanung. Adresse: Boîte Postale V 34, Abidjan. Gegründet 1964 – Staatliche Hochschule.

## F
Frankreich
Hochschulen für Architektur

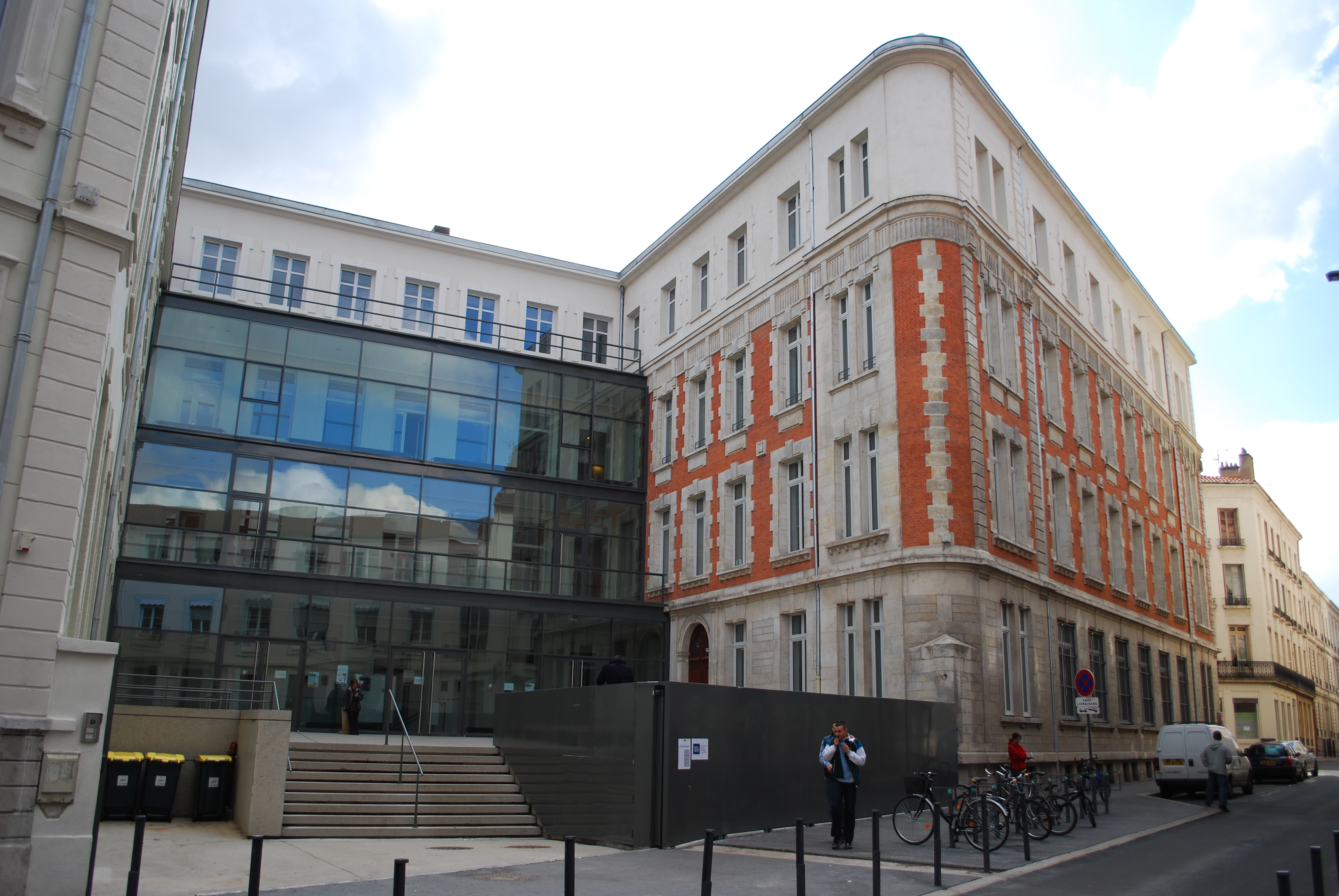
ENSASE in Sainte-Etienne, Frankreich

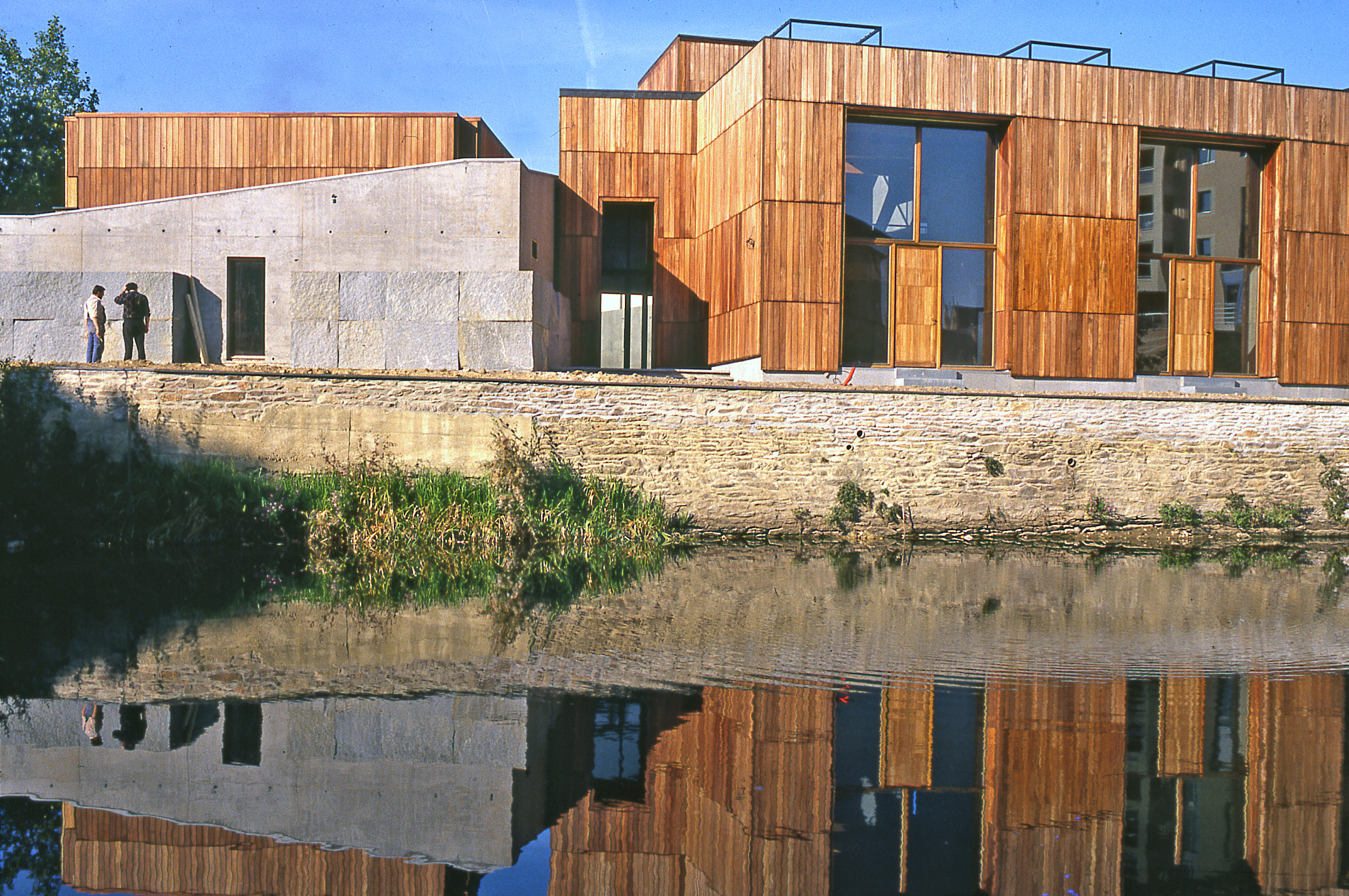
ENSAB de Rennes, Frankreich

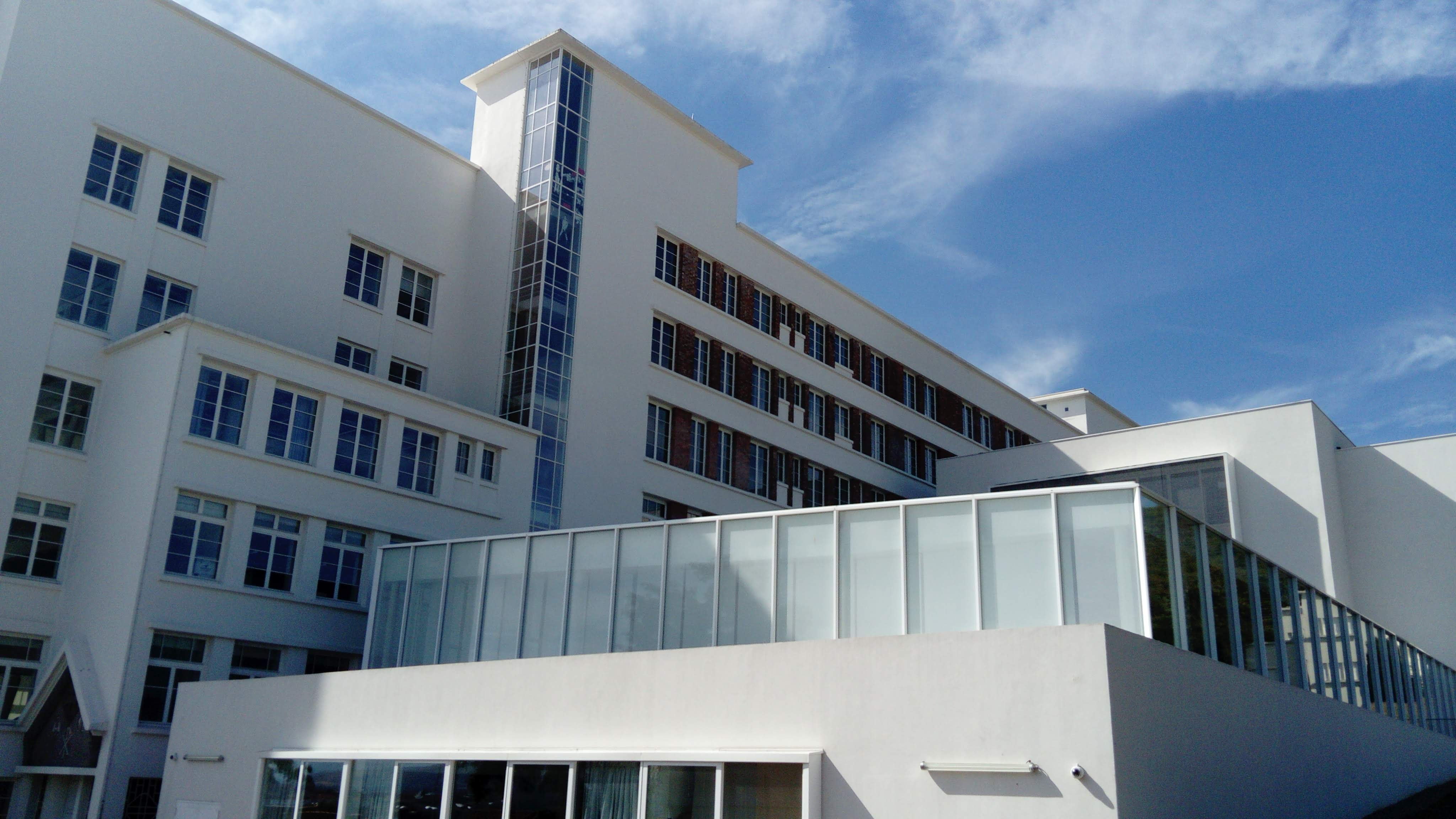
École Nationale Supérieure d'Architecture de Clermont-Ferrand, Frankreich

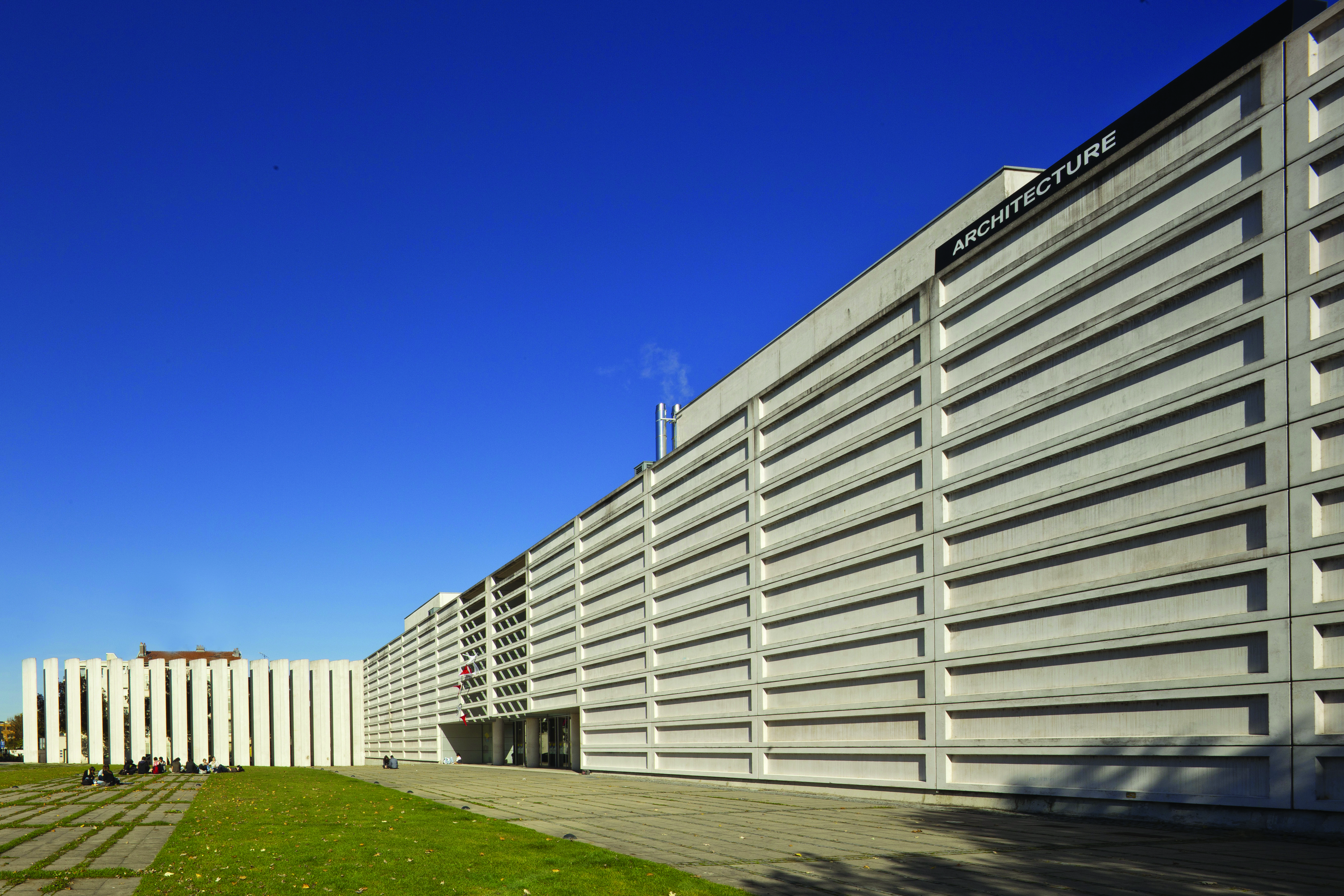
École nationale supérieure d'architecture de Nancy von Livio Vacchini, Frankreich

In Frankreich wurden seit Ende der 1960er Jahre nationale Architekturhochschulen gegründet auf Basis eines Dekretes von André Malraux von 1968. Bis dahin war die Architektenausbildung meist an den Kunsthochschulen angesiedelt. Alle Hochschulen mit dem Titel École Nationale Supérieure d'Architecture sind seit 1995 direkt dem französischen Ministerium für Kultur und Kommunikation unterstellt.
- École Nationale Supérieure d'Architecture et de Paysage de Bordeaux (ENSAP). Adresse: 740 cours de la Libération, 33405 Talence. Gegründet 1968 als École Nationale Supérieure d'Architecture; 1992 programmatische Umbenennung in École Nationale Supérieure d'Architecture et de Paysage – Staatliche Hochschule.[7]
- École Nationale Supérieure d'Architecture de Bretagne (ENSAB). Adresse: 44 Boulevard de Chézy, Rennes. Gegründet 1905 als École Régionale d’Architecture de Rennes als Institut der Hochschule für Bildende Kunst; 1968 Eigenständigkeit; 1984 Umbenennung in École d’Architecture de Bretagne; seit 1995 Umbenennung in L’École Nationale Supérieure d’Architecture de Bretagne – Staatliche Hochschule.[8]
- École Nationale Supérieure d'Architecture de Clermont-Ferrand (ENSACF). Adresse: 85 rue du Docteur Bousquet, Clermont-Ferrand. Gegründet 1970 – Staatliche Hochschule.[9]
- École Nationale Supérieure d'Architecture de Grenoble (ENSAG). Adresse: 60 avenue de Constantine, Grenoble. Gegründet 1925 unter dem Namen École d'Architecture de Grenoble; später École régionale d'Architecture; – Staatliche Hochschule.[10]
- École Nationale Supérieure d'Architecture de La Réunion. Adresse: Port, La Réunion. Gegründet 1988 als Niederlassung der ENSAM – Staatliche Hochschule.[11]
- École Nationale Supérieure d'Architecture et de Paysage de Lille (ENSAPL). Adresse: Lille. Gegründet 1977 – Staatliche Hochschule.[12]
- École Nationale Supérieure d'Architecture de Lyon (ENSA Lyon). Adresse: 92 rue Pasteur, CS 30122, Lyon. Gegründet 1906 als École d'architecture de Lyon; 1969 umbenannt – Staatliche Hochschule.
- École (Nationale Supérieure) d'Architecture de la Ville et des Territoires Paris-Est. Adresse: 12 avenue Blaise Pascal 77420 Champs-sur-Marne. Gegründet 1998 – Staatliche Hochschule.
- École Nationale Supérieure d'Architecture de Marseille-Luminy (ENSAMarseille oder ENSA-M). Adresse: 184, avenue de Luminy, case 924, Marseille-Luminy. Gegründet 1969 – Staatliche Hochschule.
- École Nationale Supérieure d'Architecture de Montpellier (ENSAM). Adresse: 179 rue de l'Espérou, Montpellier. Gegründet 1969 unter dem Namen École d’architecture du Languedoc-Roussillon, firmiert seit 2005 unter dem aktuellen Namen – Staatliche Hochschule.[13]
- École Nationale Supérieure d'Architecture de Nancy (ENSA). Adresse: 2, Rue Bastien-Lepage; Boîte Postale 40435, Nancy. Gegründet 1969 – Staatliche Hochschule.
- École Nationale Supérieure d'Architecture de Nantes (ENSA Nantes). Adresse: no 6 quai François-Mitterrand, Nantes. Gegründet 2008 – Staatliche Hochschule.
- École Nationale Supérieure d'Architecture de Normandie (ENSA Normandie). Adresse: 27 rue Lucien Fromage, Darnétal. Gegründet 1904 – Staatliche Hochschule.
- École Nationale Supérieure d'Architecture de Paris-Belleville. Adresse: 60 boulevard de la Villette, Paris-Belleville. Gegründet 1969 – Staatliche Hochschule.
- École Nationale Supérieure d'Architecture de Paris-La Villette. Adresse: 144 avenue de Flandre, Paris-La Villette. Gegründet 1969 – Staatliche Hochschule.
- École Nationale Supérieure d'Architecture de Paris-Malaquais. Adresse: 14 rue Bonaparte, Paris-Malaquais. Gegründet 2001 – Staatliche Hochschule.
- École Nationale Supérieure d'Architecture de Paris-Val de Seine (ENSAPVS). Adresse: 3/15 quai Panhard et Levassor, Paris-Val de Seine. Gegründet 2001 – Staatliche Hochschule.
- École Nationale Supérieure d'Architecture de Saint-Étienne (ENSASE). Adresse: 1 rue Buisson, Saint-Étienne. Gegründet 1971 – Staatliche Hochschule.
- École Nationale Supérieure d'Architecture de Strasbourg (ENSAS). Adresse: 6-8 Boulevard du Président-Wilson, Strasbourg. Gegründet 1922; seit 2013 mit der Universität Straßburg assoziiert – Staatliche Hochschule.[14]
- École Nationale Supérieure d'Architecture de Toulouse. Adresse: 83 rue Aristide Maillol, Toulouse. Gegründet 1969 – Staatliche Hochschule.
- École Nationale Supérieure d'Architecture de Versailles (ENSA-V). Adresse: 5 avenue de Sceaux, Versailles. Gegründet 1969 – Staatliche Hochschule.

Weitere Hochschulen
- École Spéciale d'Architecture. Adresse: Paris. Gegründet 1865 – Private Hochschule.
- Confluence Institute for Innovation and Creative Strategies in Architecture. Adresse: 11 rue des Arquebusiers, Paris. Gegründet 2014 als Établissement d’Enseignement Supérieur Privé pour l’architecture in Lyon; seit 2019 in Paris – Private Hochschule.[15]
- Institut National des Sciences Appliquées de Strasbourg (INSA) ist eine Grand École für Ingenieurwissenschaften und Architektur. Adresse: 24 Bld de la Victoire, Straßburg. Gegründet 1875; 2003 Betritt zur INSA-Gruppe – Staatliche Hochschule.[16]
- École de Chaillot. Adresse: 1, Place du Trocadéro et du 11 Novembre, Paris. Gegründet 1887 als Centre d'études supérieures d'histoire et de conservation des monuments anciens; 2004 Ernennung zum Pariser Ausbildungszentrum für Architektur und Denkmalschutz – Staatliche Hochschule.[17]

## G
Griechenland
Fakultäten für Architektur
- Nationale Technische Universität Athen, NTUA (griechisch: Εθνικό Μετσόβιο Πολυτεχνείο) / Institut für Architektur. Adresse: 9, Iroon Polytechniou Straße, Athen. Gegründet 1836 – Staatliche Hochschule.
- Technische Universität Kreta, TUC (griechisch: Πολυτεχνείο Κρήτης) / Institut für Architektur. Adresse: University Campus, Kounoupidiana, Akrotiri, Chania. Gegründet 1977 – Staatliche Hochschule.

## H
Hongkong
Fakultäten für Architektur

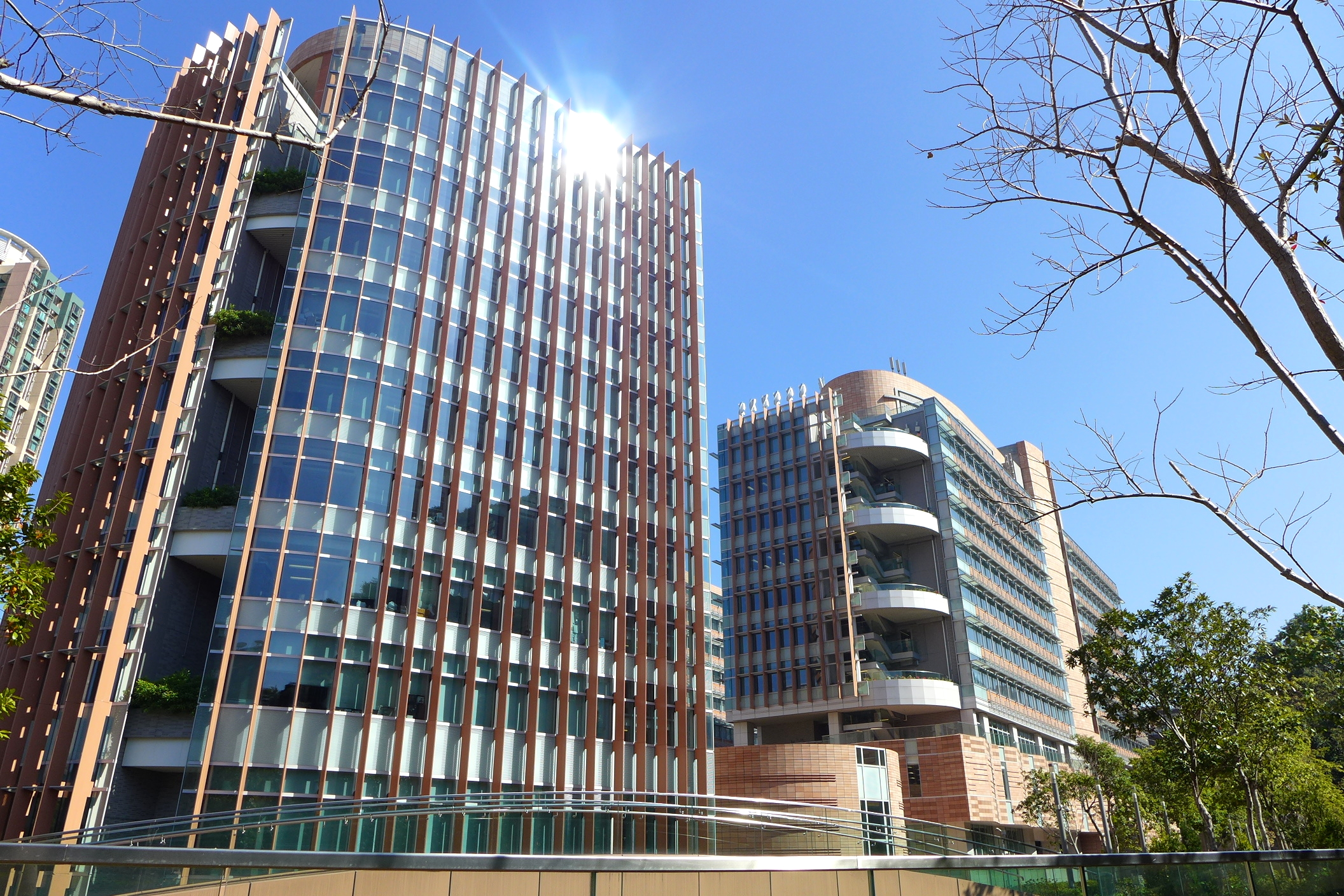
HKU, Hongkong

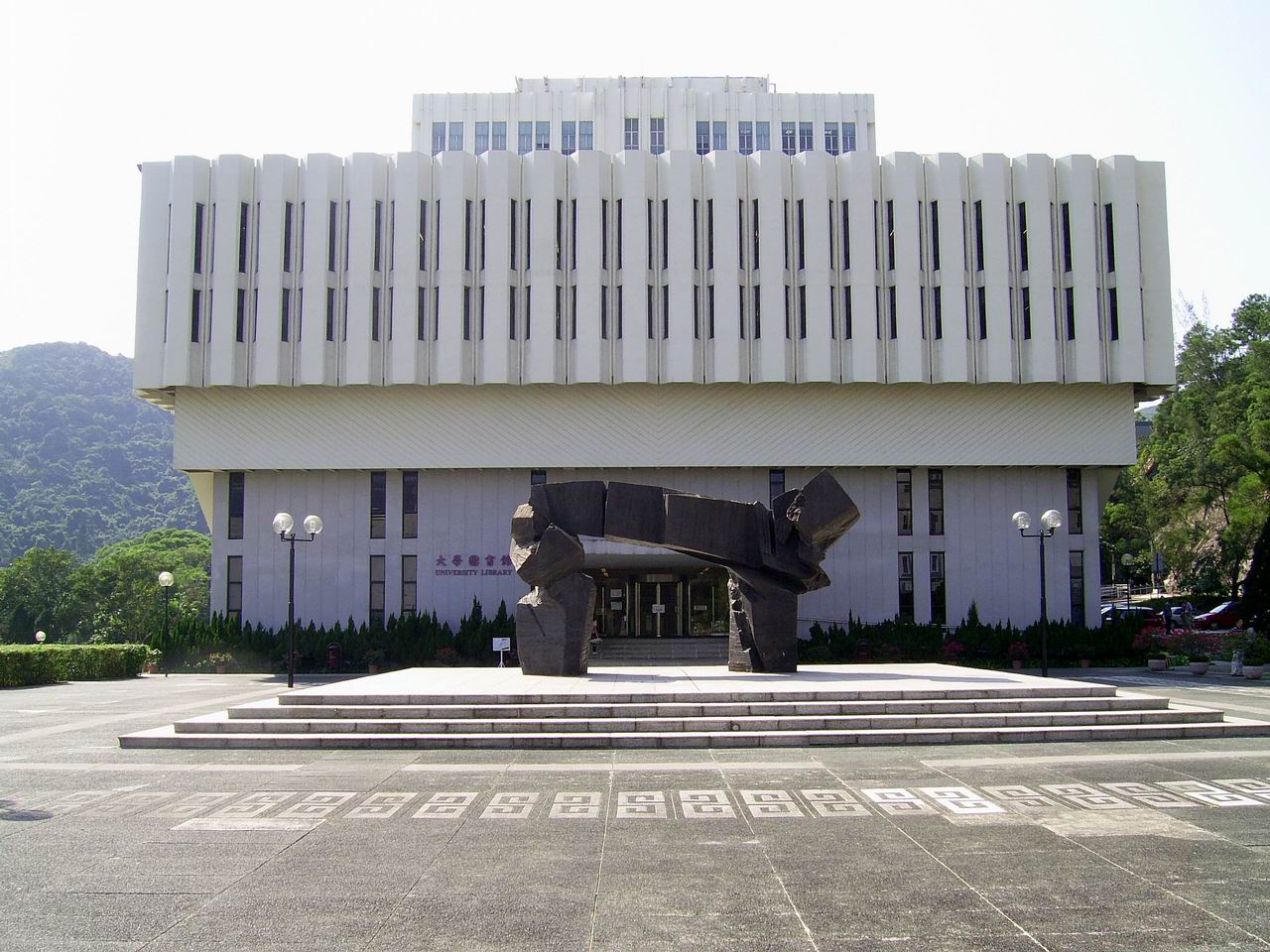
CUHK Bibliothek, Hongkong

- Universität Hongkong, HKU (香港大學) / Fakultät für Architektur. Adresse: Pok Fu Lam Road, Hongkong. Gegründet 1911 – Staatliche Hochschule.
- Chinesische Universität Hong Kong, CUHK (香港中文大学) / Abteilung für Architektur. Adresse: Shatin, New Territories, Hongkong. Gegründet 1963 – Staatliche Hochschule.

## I
Italien
Fakultäten für Architektur

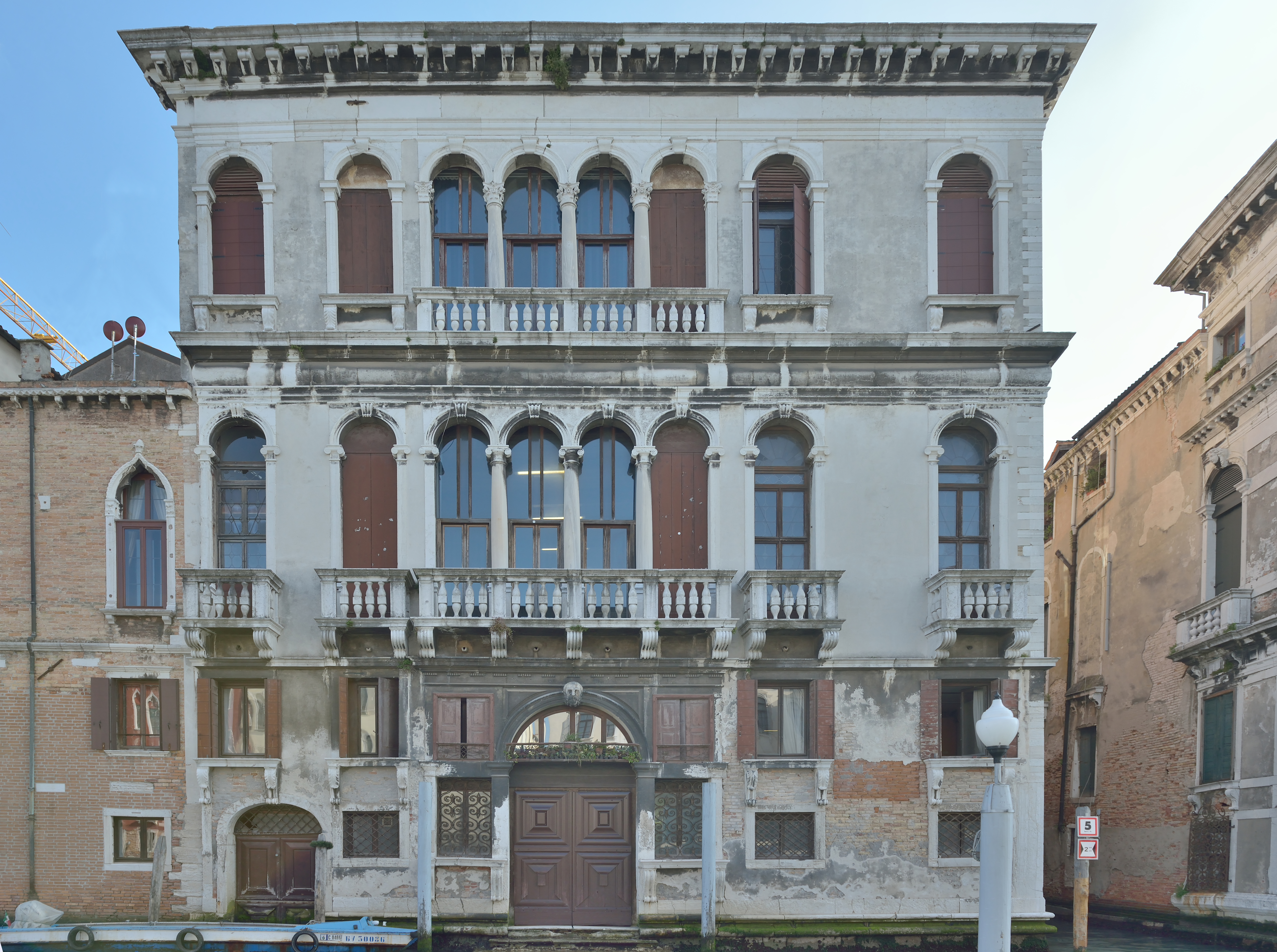
Fakultät für Architektur der Universität IUAV in Venedig, Italien

- Università degli Studi di Roma "La Sapienza" (UNIROMA1) / Facoltà di Architettura. Adresse: Piazzale Aldo Moro 5, Roma. Gegründet 1303 – Staatliche Hochschule.
- Università degli Studi di Parma (UNIPR) / Dipartamento di Ingegneria e Architettura. Adresse: Via Università 12, Parme. Gegründet 1117 – Staatliche Hochschule.
- Politecnico di Bari (POLIBA) / Dipartimento di Ingeneria Civile e Architettura. Adresse: Via Amendola 126/B, Bari. Gegründet 1990 – Staatliche Hochschule.
- Politecnico di Milano (POLIMI) / Facoltà di Architettura. Adresse: Piazza Leonardo da Vinci 32, Milano. Gegründet 1863 – Staatliche Hochschule.
- Politecnico di Torino (POLITO) / Facoltà di Architettura. Adresse: Corso Duca degli Abruzzi 24, Turin. Gegründet 1859 – Staatliche Hochschule.
- Università degli Studi di Palermo (UNIPA) / Facoltà di Architettura. Adresse: Palazzo Steri, Palermo. Gegründet 1806 – Staatliche Hochschule.
- Università degli Studi di Bologna (UNIBO) / Facoltà di Architettura "Aldo Rossi". Adresse: Via Zamboni 33, Cesena. Gegründet 1088 als Universitas Bononiensis, seit dem 19. Jahrhundert Università degli studi di Bologna, seit 2000 Università di Bologna – Staatliche Hochschule.
- Università degli Studi di Cagliari (UNICA) / Facoltà di Architettura. Adresse: Via Università 40, Cagliari. Gegründet 1620 – Staatliche Hochschule.
- Università degli Studi di Camerino (UNICAM) / Scuola di Architettura e Design "Eduardo Vittoria". Adresse: Via Gentile III da Varano, Ascoli Piceno. Gegründet 1727 – Staatliche Hochschule.
- Università degli Studi di Catania (UNICT) / Dipartimento di Architettura. Adresse: Piazza Università 2, Syracuse. Gegründet 1434 – Staatliche Hochschule.
- Università degli Studi di Firenze (UniFI) / Facoltà di Architettura. Adresse: Piazza San Marco 4, Florenz. Gegründet 1321 – Staatliche Hochschule.
- Università degli Studi di Genova (UNIGE) / Facoltà di Architettura. Adresse: Via Balbi 5, Genua. Gegründet 1481 – Staatliche Hochschule.
- Università degli Studi di Padova (UNIPD) / Facoltà di Ingegneria. Adresse: Via VIII Febbraio 2, Padua. Gegründet 1222 – Staatliche Hochschule.
- Università degli Studi di Napoli Federico II (UNINA) / Facoltà di Architettura. Adresse: Corso Umberto I 40, Neapel. Gegründet 1224 – Staatliche Hochschule.
- Università IUAV di Venezia (IUAV) / Facoltà di Architettura. Adresse: Santa Croce 191 Tolentini, Venedig. Gegründet 1929 als Istituto Universitario di Architettura di Venezia, seit 2011 Università IUAV di Venezia – Staatliche Hochschule.

 Indien
Hochschulen für Architektur

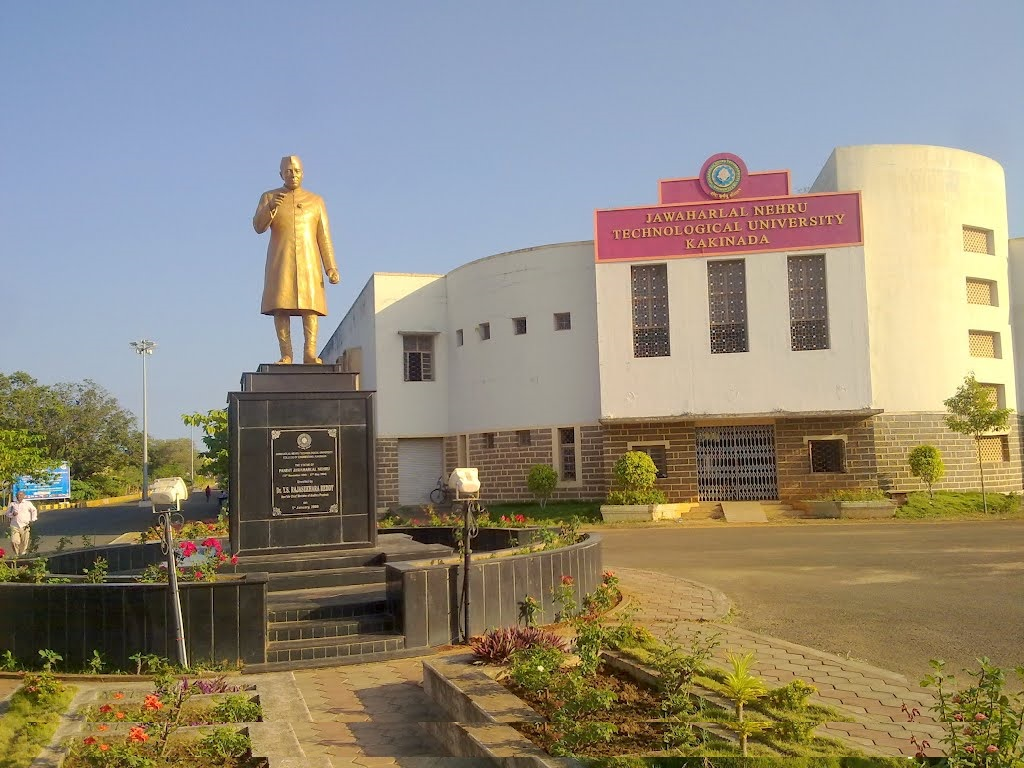
JNTU, Hyderabad, Indien

SPA Vijayawada Campus, Indien

- Jawaharlal Nehru Architecture and Fine Arts University, JNTU SPA (జవహర్ లాల్ నెహ్రూ ఆర్కిటెక్చర్, ఫైన్ ఆర్ట్స్ విశ్వవిద్యాలయం) Opposite Mahaveer Marg, Masab Tank, Hyderabad. Gegründet 2008 – Staatliche Hochschule.
- School of Planning and Architecture Bhopal (योजना तथा वास्तुकला विद्यालय, भोपाल). Adresse: Neelbad Road, Khasra No 13/1/1, Bhauri Village, Bhopal. Gegründet 2008 – Staatliche Hochschule.
- School of Planning and Architecture Delhi, SPA Delhi (स्कूल ऑफ़ प्लानिंग एंड आर्किटेक्चर). Adresse: 4, Block B, Indraprastha Estate, New Delhi. Gegründet 1959 – Staatliche Hochschule.
- School of Planning and Architecture Vijayawada, SPAV (స్కూల్ అఫ్ ప్లానింగ్ అండ్ ఆర్కిటెక్చర్, విజయవాడ). Adresse: Sy. No.71/1, National Highway 5, Nidamunuru, Vijayawada. Gegründet 2009 – Staatliche Hochschule.

Fakultät für Architektur
- Centre for Environmental Planning and Technology, CEPT (સેપ્ટ યુનિવર્સિટી) / Faculty of Architecture. Adresse: Kasturbhai Lalbhai Campus, University Road, Ahmedabad. Gegründet 1962 – Private Hochschule.

## J
Japan
Fakultäten für Architektur

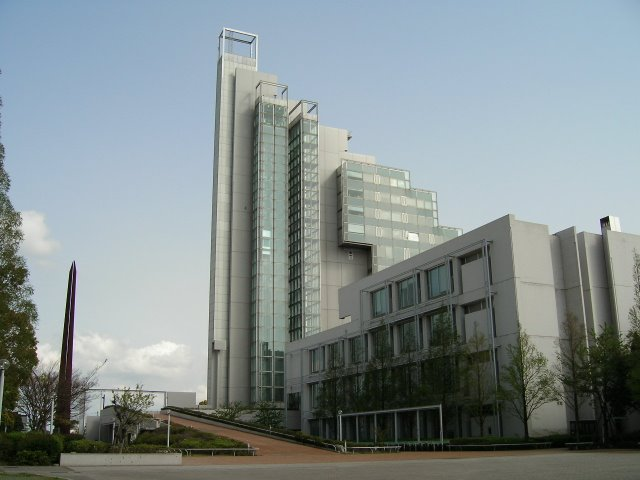
Universität von Kitakyushu, Japan

- Tokyo Polytechnic University (japanisch: 東京工芸大学) / Fakultät für Ingenieurwissenschaften / Architekturkurs. Adresse: 9-5 Honcho 2-chome, Nakano-ku, Tokyo. Gegründet 1966, Vorgänger 1923 – Staatliche Hochschule.
- Technische Universität Kyoto, KIT (japanisch: 京都工芸繊維大学) / Institut für Architektur. Adresse: Hashigami-cho, Matsugasaki. Gegründet 1948; Vorgängerinstitution reicht zurück bis 1899 – Staatliche Hochschule.
- Hokkaido Tokkai Universität / Institut für Architektur. Adresse: Nishi 5 Kita 8, Kita-ku, Sapporo. Gegründet 1918; Vorgängerinstitution reicht zurück bis 1876 – Staatliche Hochschule.
- Städtische Universität Kitakyushu / Fakultät für international Umwelt- und Ingenieurwissenschaften, Institut für Architektur. Adresse: 4-2-1 Kitagata, Kokuraminami, Kitakyushu. Gegründet 1946 – Staatliche Hochschule.

## K
Kamerun
Hochschule für Architektur
- École supérieure spéciale d'architecture du Cameroun (ESSACA). Adresse: Quartier Nylon, Yaoundé. Private Hochschule.[18][19]

Fakultäten für Architektur
- École Nationale Supérieure des Travaux Publics de Yaoundé (ENSTP) / Département d'Architecture. Adresse: BP : 510, Rue Elig-Effa , Yaoundé. Gegründet 1970 – Staatliche Hochschule.[20]
- Universität Dschang (UDS) / Institut Foumban der schönen Künste, Abteilung für Architektur und Ingenieurwesen. Adresse: Boîte Postale 96, Dschang. Gegründet 1993 – Staatliche Hochschule.[21]

 Kanada
Fakultäten für Architektur

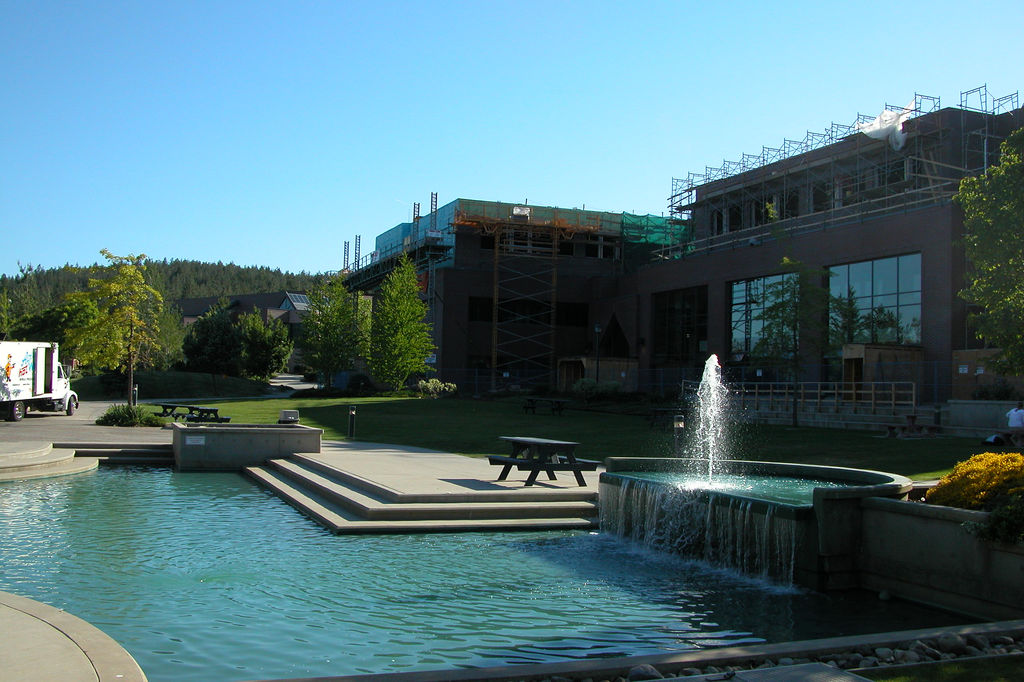
Okanagan Campus, UBC, Vancouver, Kanada

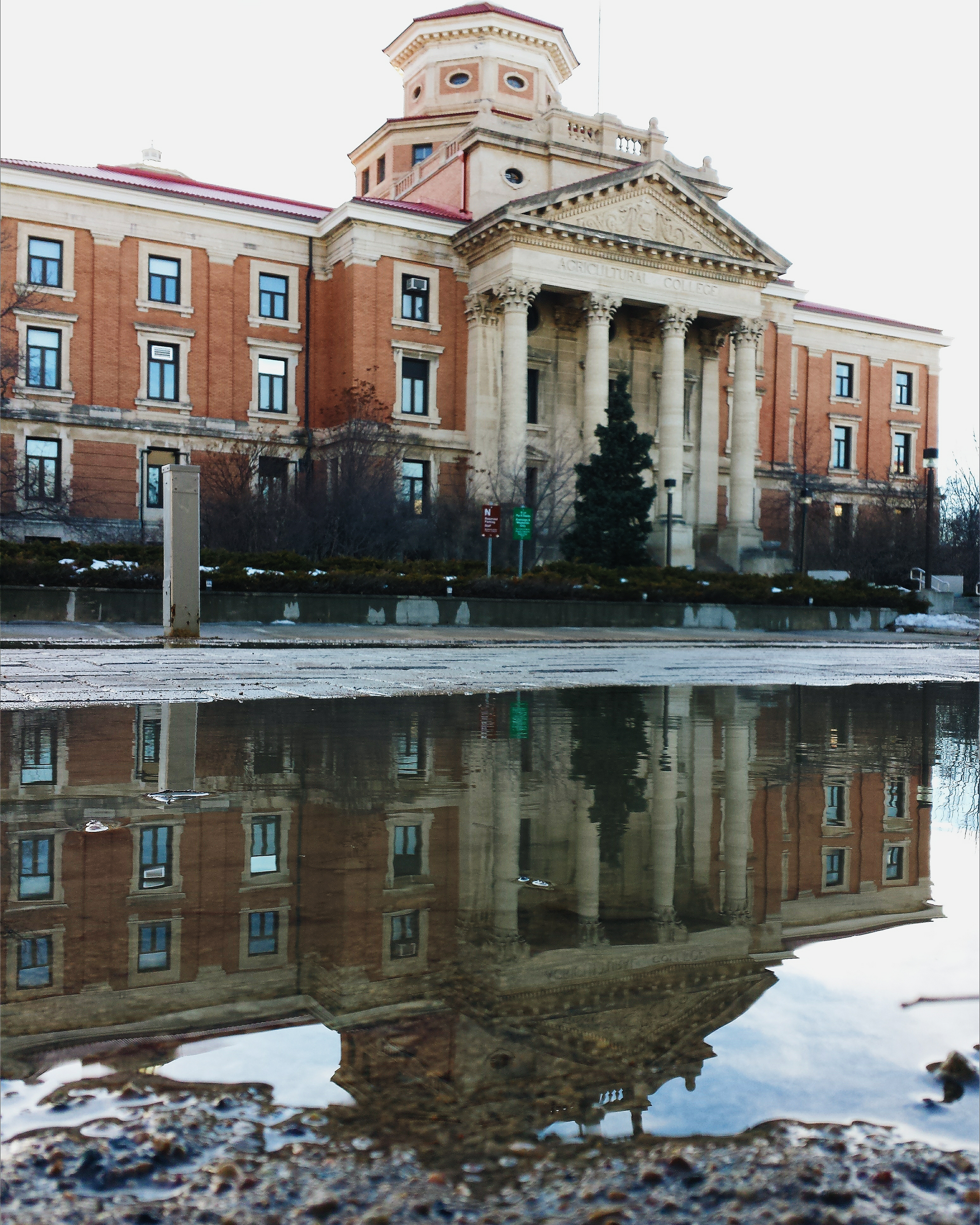
University of Manitoba, Verwaltungsgebäude, Winnipeg, Kanada

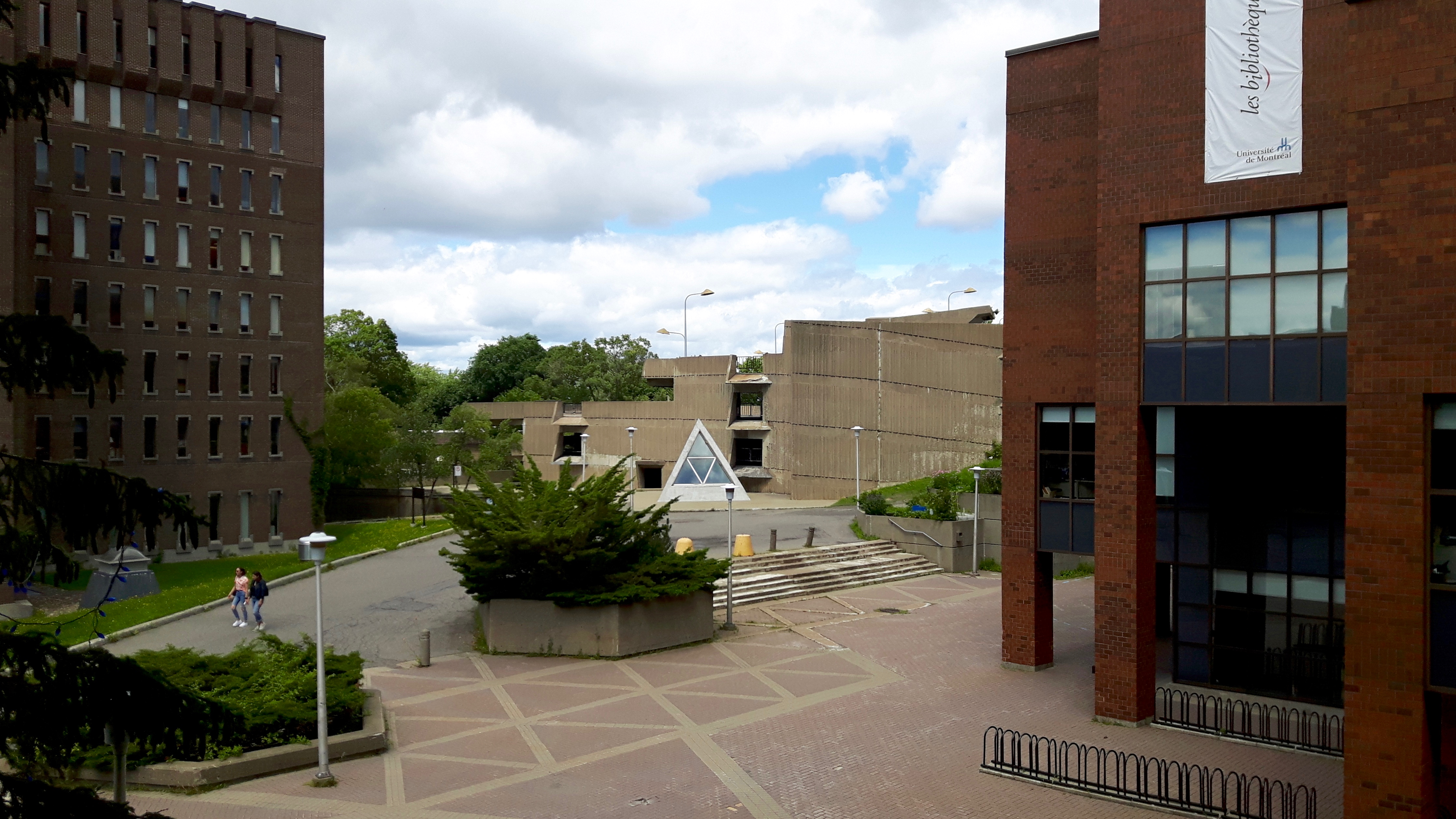
Place de La Laurentienne, Université de Montréal, Kanada

- University of British Colombia (UBC) / Faculty of Applied Science (beinhaltet u. a. Ingenieursbereiche, Architektur, Naturwissenschaften). Adresse: 2329 West Mall, Vancouver. Gegründet 1908 – Staatliche Hochschule.
- University of Calgary (UCalgary) / School of Architecture, Planning and Landscape. Adresse: 2500 University Drive NW, Calgary. Gegründet 1966 – Staatliche Hochschule.
- University of Manitoba (U of M) / Faculty of Architecture. Adresse: 66 Chancellors Circle, Winnipeg. Gegründet 1877 – Staatliche Hochschule.
- Ryerson University / Faculty of Engineering, Architecture and Science. Adresse: 350 Victoria Street, Toronto. Gegründet 1948 – Staatliche Hochschule.
- Carleton University (CU) / Faculty of Engineering and Design, Azrieli School of Architecture and Urbanism. Adresse: 1125 Colonel By Drive, Ottawa. Gegründet 1942 – Staatliche Hochschule.
- University of Waterloo (UW) / Faculty of Engineering, including Architecture. Adresse: Waterloo. Gegründet 1957 – Staatliche Hochschule.
- University of Toronto (UofT) / Faculty of Architecture, Landscape and Design. Adresse: 27 King’s College Circle, Toronto. Gegründet 1827 – Staatliche Hochschule.
- Université Laval (UL) / Facultè d'urbanisme, d'architecture et d'arts visuels. Adresse: 2305 Rue de l'Université, Québec. Gegründet 1852 – Staatliche Hochschule.
- McGill University / School of Architecture. Adresse: 845 Sherbrooke Street West, Montréal. Gegründet 1821 – Staatliche Hochschule.
- Université de Montréal (UdeM) / Faculté d'architecture de paysage, de design et de d'urbanisme. Adresse: CP 6128, Succursale Centre Ville, Montréal. Gegründet 1878 – Staatliche Hochschule.
- Dalhousie University / Faculty of Architecture and Planning. Adresse: 6885 University Avenue, Halifax. Gegründet 1818 – Staatliche Hochschule.

 Kolumbien
Fakultäten für Architektur

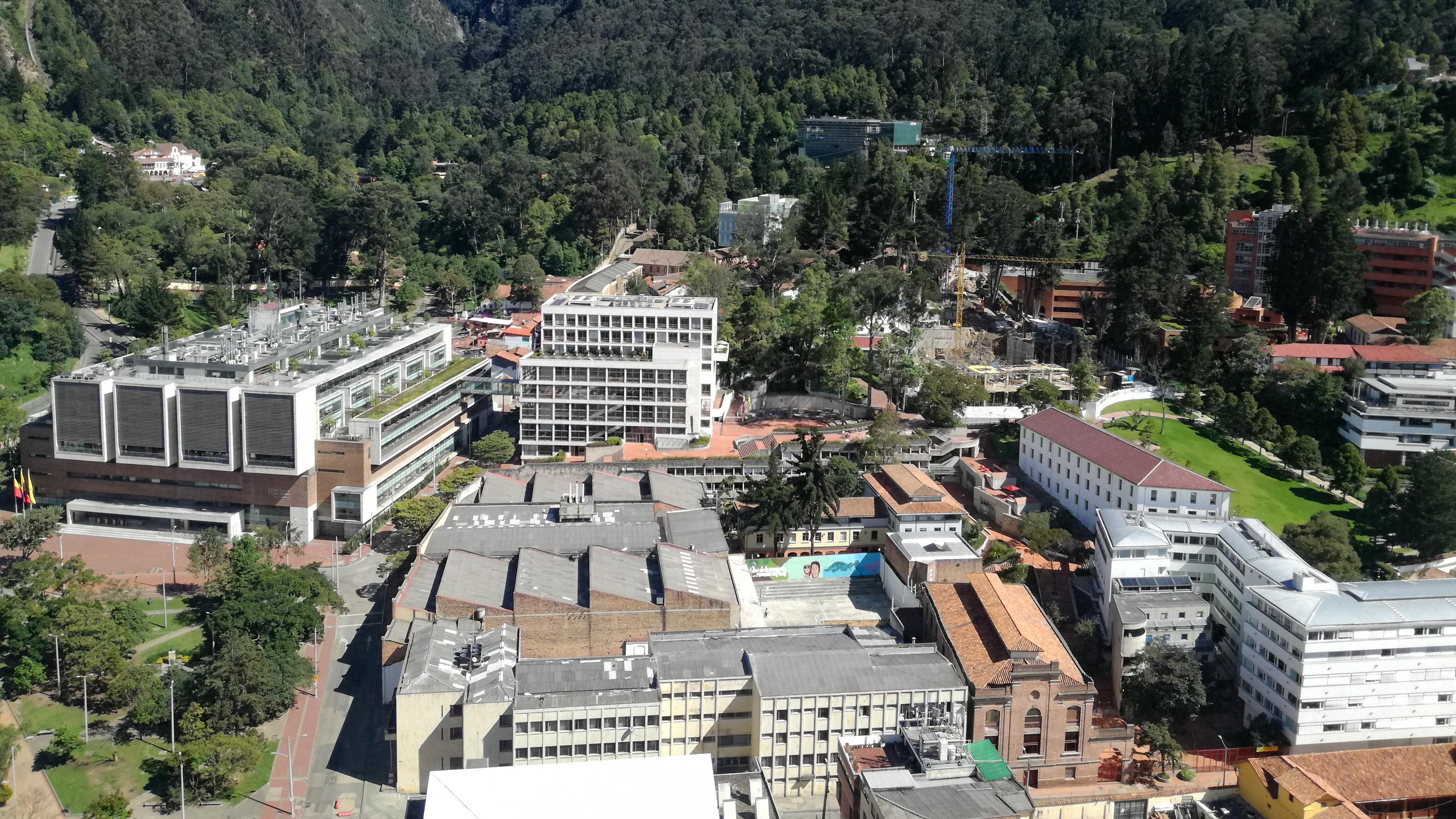
Campus, Universidad de los Andes, Bogotá, Kolumbien

- Universidad del Valle (UNIVAL) / Facultad de Artes Integradas, beinhaltet Architektur. Adresse: Ciudad Universitaria Meléndez, Calle 13 No. 100-00, Cali. Gegründet 1945 – Staatliche Hochschule.
- Pontificia Universidad Javeriana (PUJ) / Facultad de Arquitectura e Diseño. Adresse: Carrera 7 No. 40-62, Bogotá. Gegründet 1623 – Private Hochschule.
- Universidad de los Andes (UNIANDES) / Facultad de Arquitectura e Diseño. Adresse: Carrera 1 No. 18 A-10, Bogotá. Gegründet 1949 – Private Hochschule.[22]
- Universidad Nacional de Colombia / Facultad de Arquitectura. Adresse: Carrera 45 No. 26-85, Bogotá. Gegründet 1867 – Staatliche Hochschule.

 Kasachstan
Hochschule für Architektur
- Kazakh Leading Academy of Architecture and Civil Engineering, KazGASA (Kasachisch: Казахская головная архитектурно-строительная академия). Adresse: Toraigyrov str., 29, Almaty. Gegründet 1979 – Private Hochschule.

 Kirgisistan
Hochschule für Architektur
- Staatliche Kirgisische Universität für Bauwesen, Verkehrswesen und Architektur, KSUCTA (kirgisisch: Кыргызский государственный университет строительства, транспорта и архитектуры). Adresse: 34 Maldybayeva Street, Bishkek. Gegründet 1992 – Staatliche Hochschule.

 Kuba
Fakultät für Architektur
- Universidad Tecnológica de la Habana José Antonio Echeverría (CUJAE) / Facultad de Arquitectura. Adresse: La Habana. Gegründet 1964 – Staatliche Hochschule.

## L
Libanon
Fakultäten für Architektur

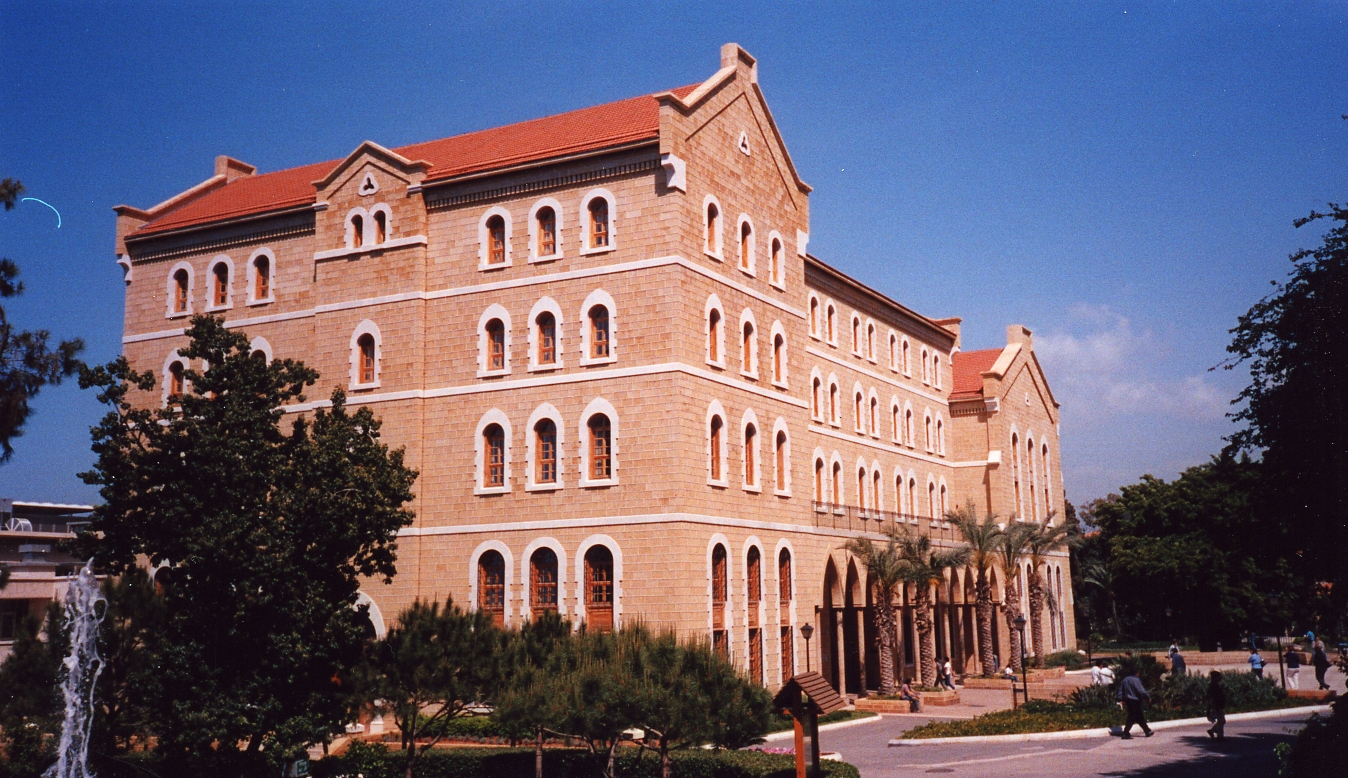
College Hall of AUB, Beirut, Libanon

- Lebanese American University, LAU (arabisch: الجامعة الاميركية اللبنانية) / School of Architecture and Design (SArD). Adresse: PO Box 13-5053, Chouran, Beirut. Gegründet 1924 – Private Hochschule.
- Université libanaise, UL (arabisch: الجامعة اللبنانية) / Faculté des Beaux-Arts et d' Architecture. Adresse: Place du Musée, Beirut. Gegründet 1951 – Staatliche Hochschule.
- Université Saint-Esprit de Kaslik, USEK (arabisch: جامعة الروح القدس - الكسليك) / École d'Architecture et de Design (vor 1974: Faculté des Beaux-Arts et des Arts Appliqués). Adresse: Street of Kaslik, Jounieh, Mount Lebanon. Gegründet 1950 – Private Hochschule.
- Université de Balamand, UOB (arabisch: جامعة البلمند) / Académie libanaise des beaux-arts, École d'Architecture (ALBA). Adresse: Deir El Balamand, El-Koura. Gegründet 1988 – Private Hochschule.
- American University of Beirut, AUB (arabisch: الجامعة الاميركية في بيروت) / Faculty of Engineering and Architecture. Adresse: PO Box 110236, Riad El Solh, Beirut. Gegründet 1866 – Private Hochschule.
- Beirut Arab University, BAU (arabisch: جامعة بيروت العربية) / Faculty of Architecture. Adresse: Tareek al-Jadida, Beirut. Gegründet 1960 – Private Hochschule.

 Liechtenstein
Fakultät für Architektur

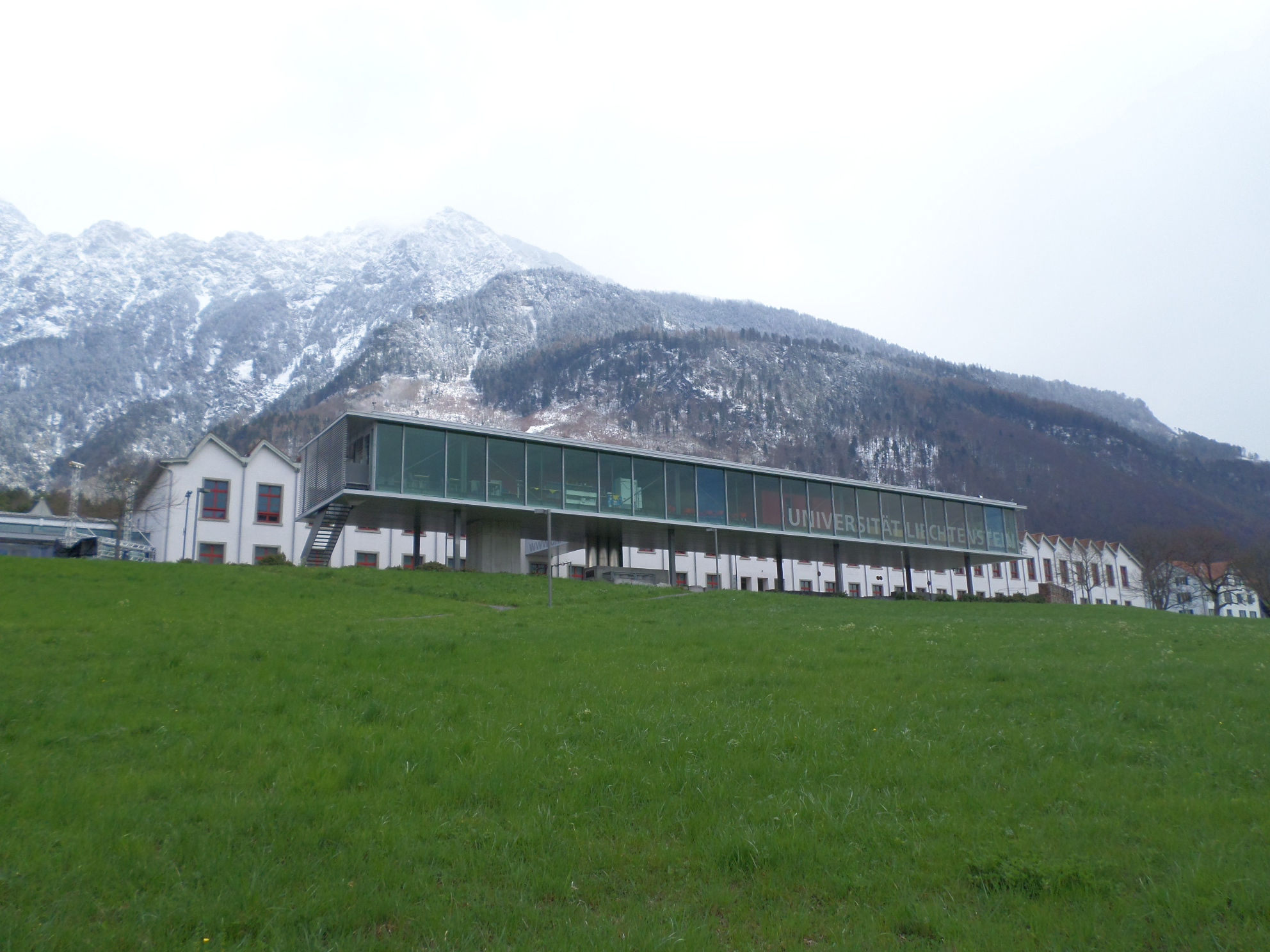
Universität Liechtenstein, Vaduz, Liechtenstein.

- Universität Liechtenstein (UNILI) / Studiengang Architektur. Adresse: Fürst-Franz-Josef-Strasse, Vaduz. Gegründet 1961 – Staatliche Hochschule.

## M
Mali
Hochschule für Architektur

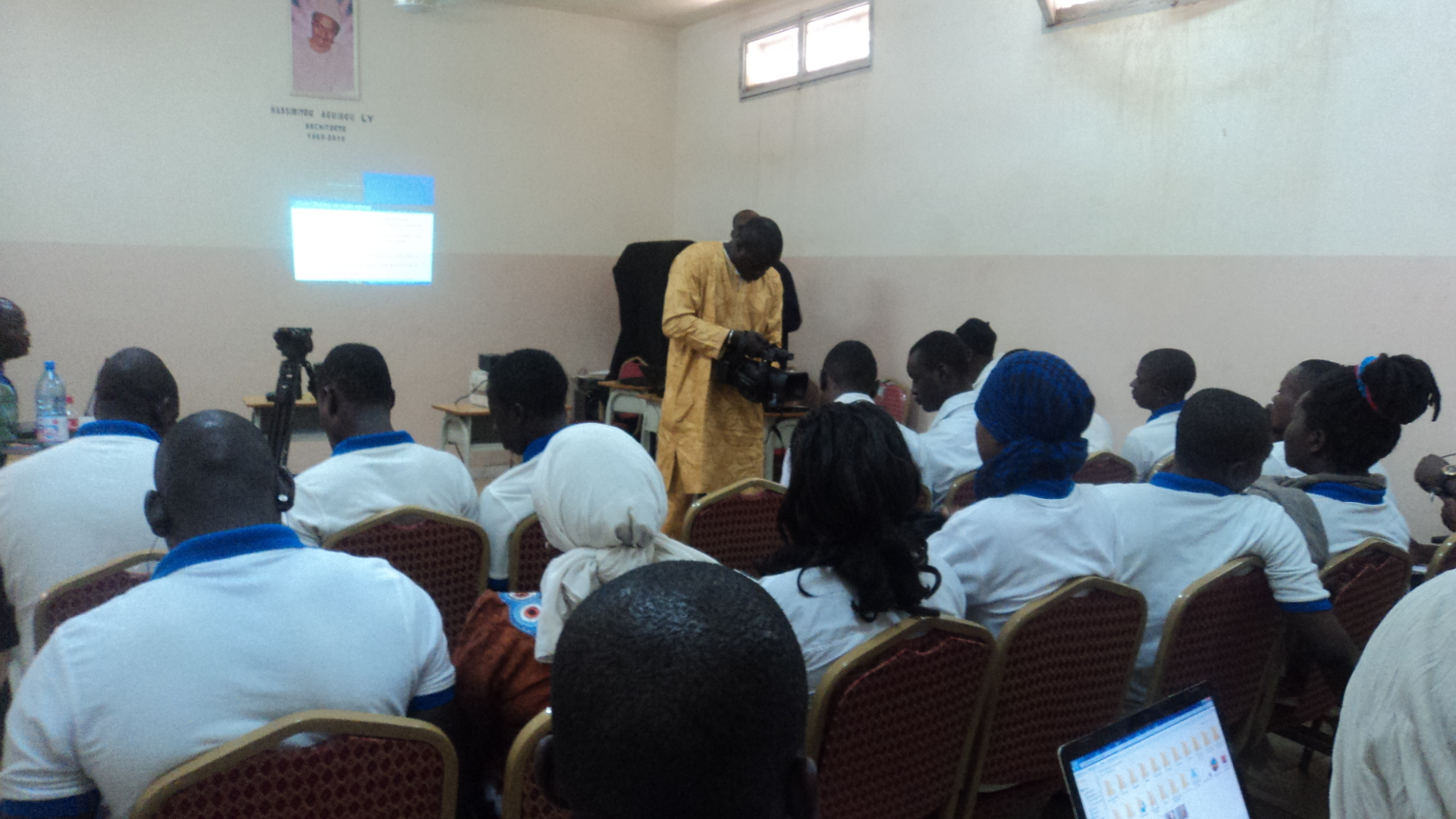
Club Wikipedia der ESIAU, Bamako, Mali

- École supérieure d'ingénierie, d'architecture et d'urbanisme (ESIAU). Adresse: Badialan I, Rue 466 Porte 28, Bamako. Gegründet 2006 – Staatliche Hochschule.

 Marokko
Hochschulen für Architektur

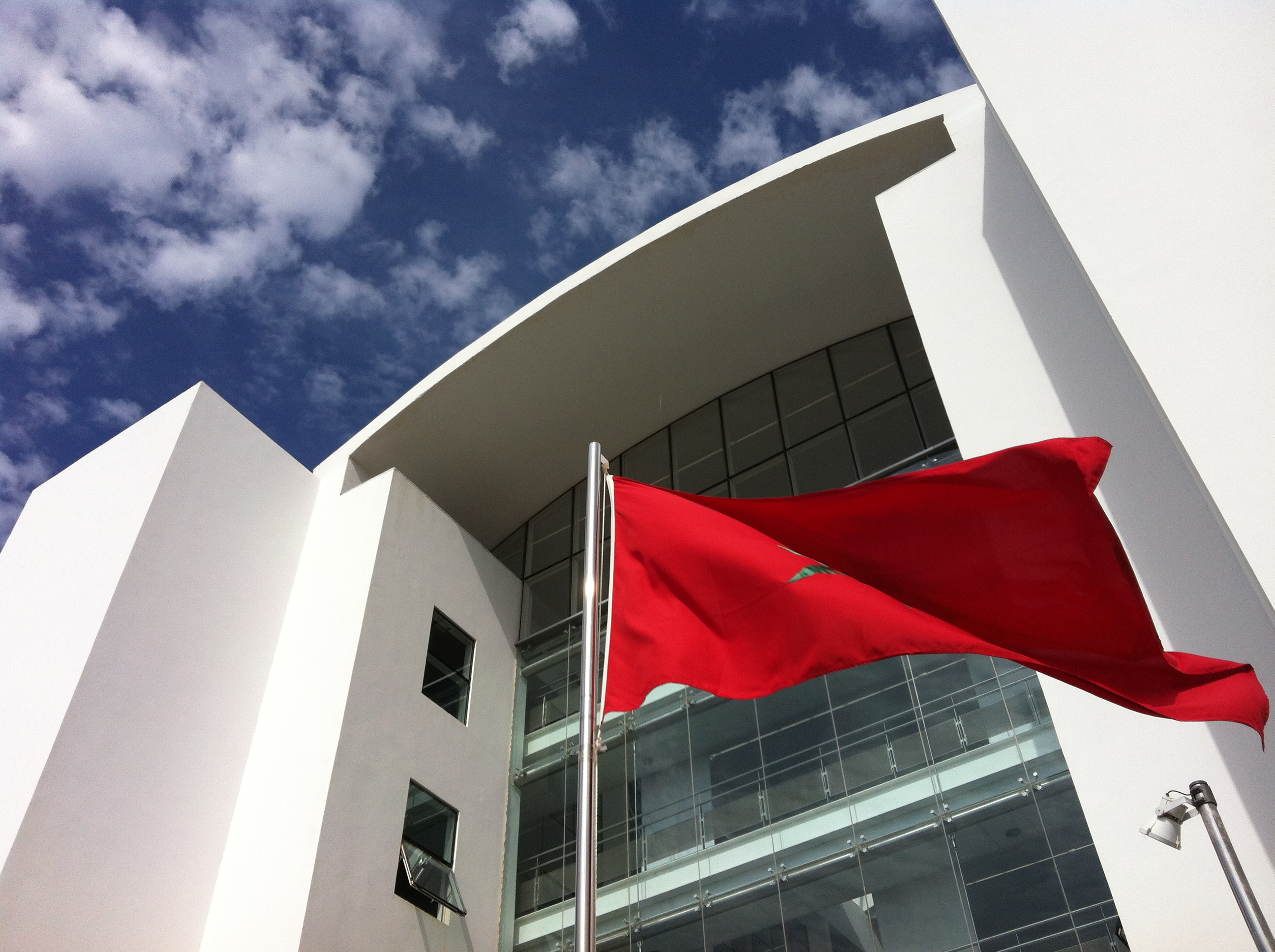
Eingangsbereich UIR, Marokko.

- École Nationale d'Architecture, ENA (arabisch: المدرسة الوطنية للهندسة المعمارية). Adresse: Avenue Allal El Fassi; Boîte Postale 6372, Rabat. Gegründet 1980 – Staatliche Hochschule. Es gibt vier weitere angegliederte Hochschulungszentren für Architektur in verschiedenen Städten:
  - École nationale d'architecture de Fès. Adresse: Route Sidi Hrazem Parc Fes Shore, Fès.[23]
  - École nationale d'architecture de Tétouan. Adresse: Tétouan.[24]
  - École nationale d'architecture de Marrakech. Adresse: Marrakesch.[25]
  - École nationale d'architecture de Agadir. Adresse: Agadir.[26]
- École d'Architecture de Casablanca, EAC (arabisch: مدرسة العمارة بالدار البيضاء). Adresse: Angle Bd. Abou Hanifa Al Noâman et Tarik Al Kheir - Sidi Bernoussi, Casablanca. Gegründet 2004 – Private Hochschule.

Fakultät für Architektur
- Université Internationale de Rabat, UIR (arabisch: الجامعة الدولية للرباط) / L'Ecole d'Architecture de Rabat. Adresse: Technopolis Rabat-Shore Rocade, Rabat. Gegründet 2010 – Private Hochschule.

 Mexiko
Hochschule für Architektur

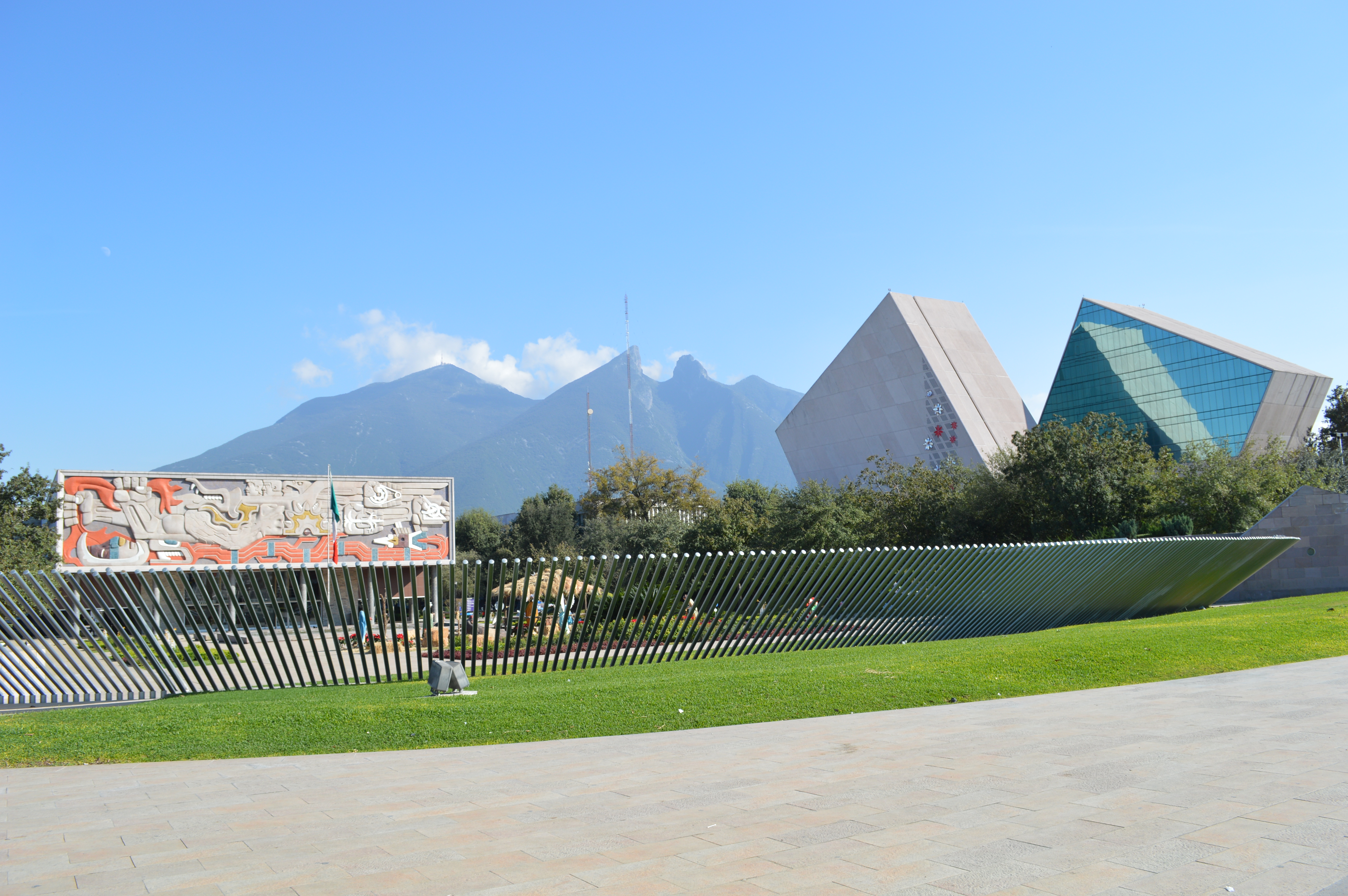
Haupteingang der ITESM, Monterrey, Mexiko

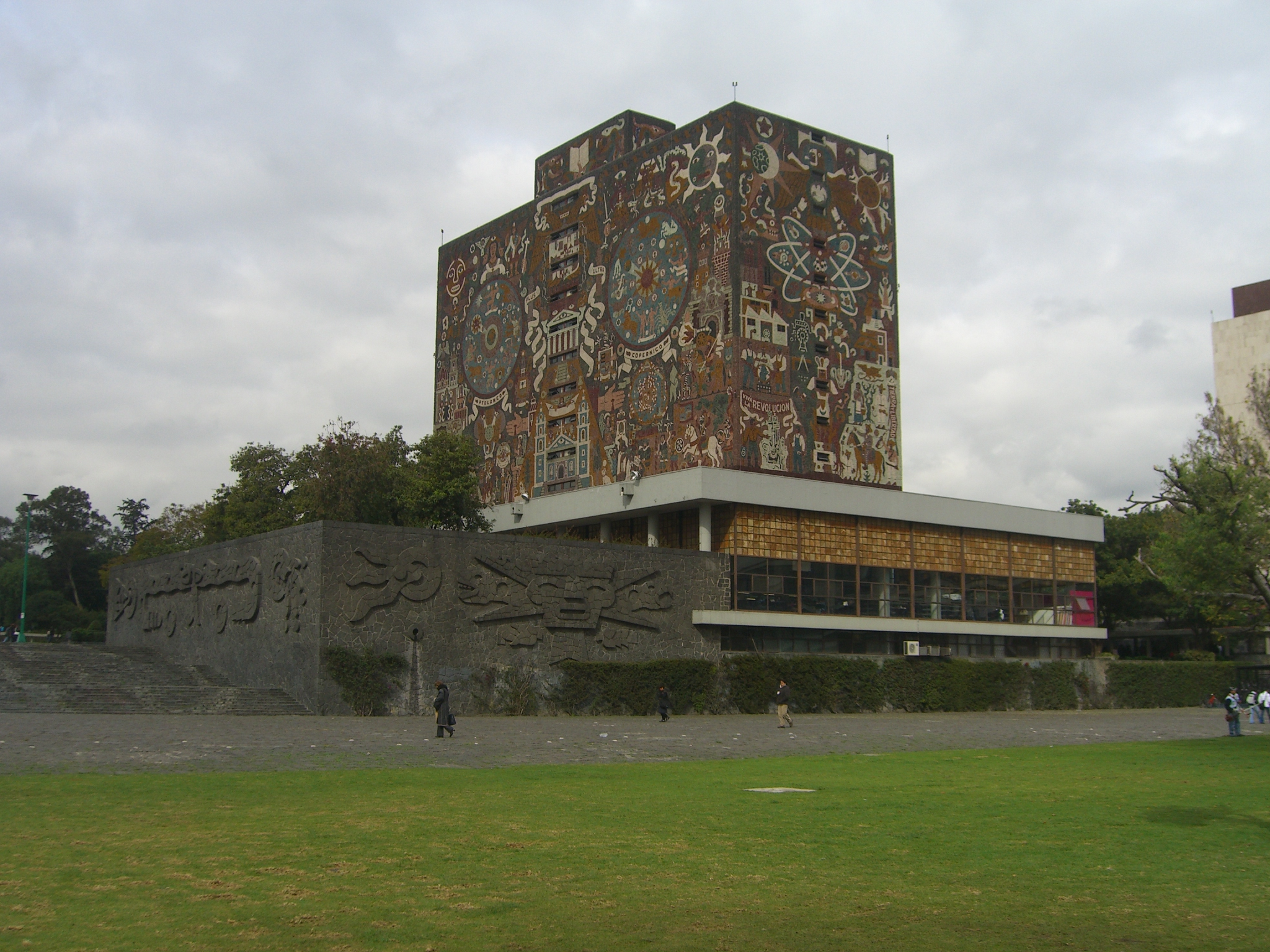
Zentralbibliothek der UNAM, Mexiko-Stadt, Mexiko

- Escuela Superior de Arquitectura (ESARQ). Adresse: Libertad #1745 Col. Americana C.P. 44160, Guadalajara. Gegründet 1998 – Private Hochschule.[27][28]

Fakultäten für Architektur
- Universidad de Guadalajara (UDG) / Centro universitario de arte, arquitectura y diseno (CUAAD). Adresse: Avenida Juárez No. 975 Planta Alta Esq. Enrique Díaz de León, Colonia Centro, Guadalajara. Gegründet 1792 – Staatliche Hochschule.
- Universidad Nacional Autonoma de Mexico (UNAM) / Facultad de arquitectura. Adresse: Ciudad Universitaria, Mexiko-Stadt. Gegründet 1551 – Staatliche Hochschule.
- Benemérita Universidad Autónoma de Puebla (BUAP) / Área de Ingenería y Ciencias Exactas, Facultad de Arquitectura. Adresse: Calle 4 Sur No. 104 Edificio Carolino, Colonia Centro, Puebla. Gegründet 1587 – Staatliche Hochschule.
- Universidad Autónoma de Nuevo León (UANL) / Facultad de Arquitectura. Adresse: Avenida Pedro de Alba s/n Torre de Rectoría 8º Piso Ciudad Universitaria, San Nicolás de Los Garza. Gegründet 1933 – Staatliche Hochschule.
- Instituto Tecnológico y de Estudios Superiores de Monterrey (ITESM), auch Tecnológico de Monterrey / Escuela de Arquitectura, Arte y Disegno. Adresse: Avenida Eugenio Garza Sada No. 2501 Sur, Colonia Tecnológico, Monterrey. Gegründet 1943 – Private Hochschule.
- Instituto Tecnologico de Estudios Superiores de Occidente (ITESO) / Departamento del Hábitat y Desarrollo Urbano, Licenciatura en Arquitectura. Adresse: Periférico Sur Manuel Gómez Morín No. 8585, Tlaquepaque. Gegründet 1957 – Private Hochschule.
- Instituto Politécnico Nacional (IPN) / Escuela Superior de Ingenieria y Arquitectura (ESIA), Tecamachalco. Adresse: Avenida Luis Enrique Erro S/N, Unidad Profesional Adolfo López Mateos, Zacatenco, Delegación Gustavo A. Madero, Mexiko-Stadt. Gegründet 1936 – Staatliche Hochschule.
- Universidad Iberoamericana A.C. (UIA oder Ibero) / Faculdad en Arquitectura. Adresse: Prolongación Paseo de la Reforma, 880, Mexiko-Stadt. Gegründet 1943 – Private Hochschule.[29]
- Universidad del Valle de Atemajac A.C. (UNIVA) / Licenciaturas Presenciales Ingeniero Arquitecto. Adresse: Avenida Tepeyac No. 4800, Fracc. Prados Tepeyac, Zapopan. Gegründet 1960 – Private Hochschule.[30]
- Universidad Metropolitana de Monterrey (UMM) / Programma de Arquitecto. Adresse: 5 de Mayo No. 114 Ote., Colonia Centro, Monterrey. Gegründet 1989 – Private Hochschule.[31]

## N
Nordkorea
Hochschule für Architektur
- Pjöngjang University of Architecture and Building Materials (koreanisch: 평양건축종합대학). Adresse: Pjöngjang. Gegründet 1953 – Staatliche Hochschule.

## O
Österreich
Fakultäten für Architektur

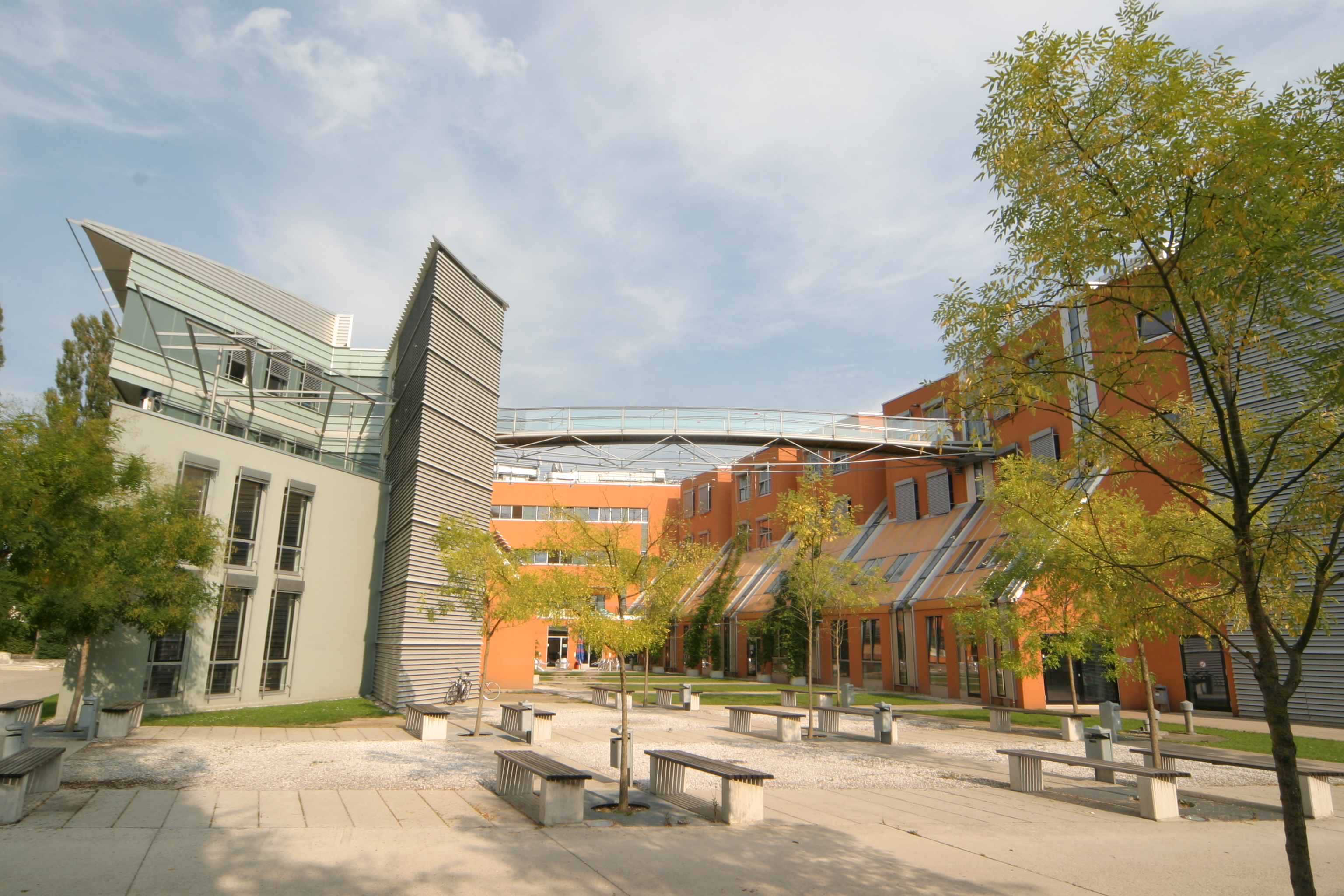
Studienzentrum der Technischen Universität Graz, Österreich

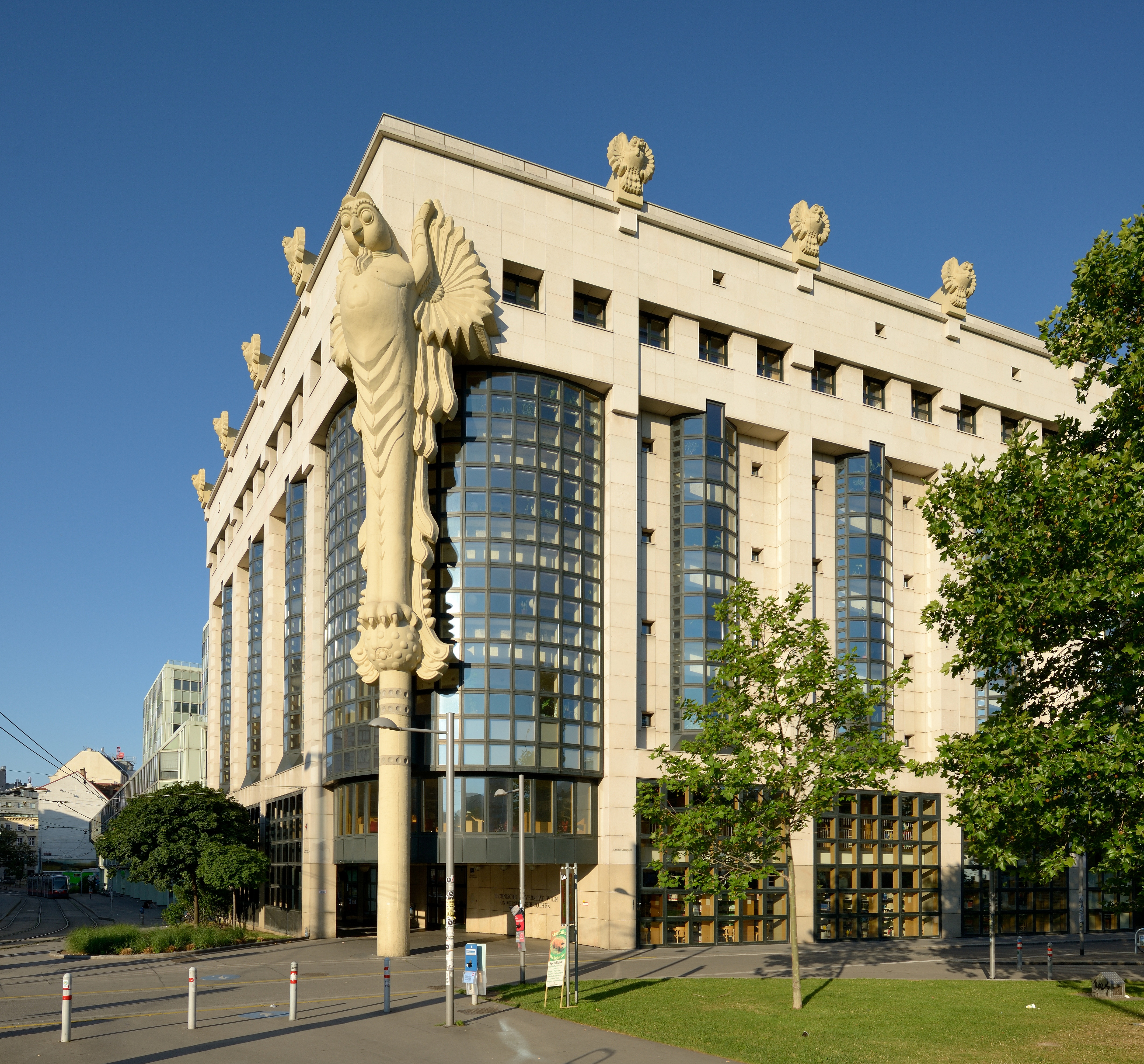
Bibliothek der Technischen Universität Wien, Österreich.

- Technische Universität Wien (TU Wien) / Fakultät für Architektur und Raumplanung. Adresse: Karlsplatz 13, Wien. Gegründet 1872 – Staatliche Hochschule.
- Technische Universität Graz / Fakultät für Architektur. Adresse: Rechbauerstraße 12, Graz. Gegründet 1975 – Staatliche Hochschule.
- Universität für Künstlerische und Industrielle Gestaltung Linz (Kunstuniversität Linz) / Institut Raum und Design, Studiengang Architektur. Adresse: Hauptplatz 6, Linz. Gegründet 1973 – Staatliche Hochschule.
- Universität Innsbruck (LFU) / Fakultät für Architektur. Adresse: Innrain 52, Innsbruck. Gegründet 1669 – Staatliche Hochschule.
- Universität für Angewandte Kunst Wien (Die Angewandte) / Studiengang Architektur. Adresse: Oskar Kokoschka-Platz 2, Wien. Gegründet 1970 – Staatliche Hochschule.
- Akademie der Bildenden Künste Wien (ABKW) / Institut für Kunst und Architektur. Adresse: Schillerplatz 3, Wien. Gegründet 1692 – Staatliche Hochschule.
- Fachhochschule Joanneum / Institut für Architektur und Management (IAM). Adresse: Alte Poststraße 149, Graz. Gegründet 1995 – Staatliche Hochschule.
- Fachhochschule Kärnten / Schule für Bauingenieurwesen und Architektur. Adresse: Villacher Straße 1, Spittal an der Drau. Gegründet 1995 – Private Hochschule.
- Fachhochschule Campus Wien / Studiengang Architektur und Bauern. Adresse: Favoritenstraße 226, Wien. Gegründet 2001 – Staatliche Hochschule.

## P
Pakistan
Hochschule für Architektur
- Indus Valley School of Art and Architecture, IVS (urdu: انڊس ويلي اسڪول آف آرٽ اينڊ آرڪيٽيڪچر). Adresse: ST-33, Block-2, Scheme-5, Clifton, Karachi. Gegründet 1989 – Private Hochschule.

 Peru
Fakultäten für Architektur

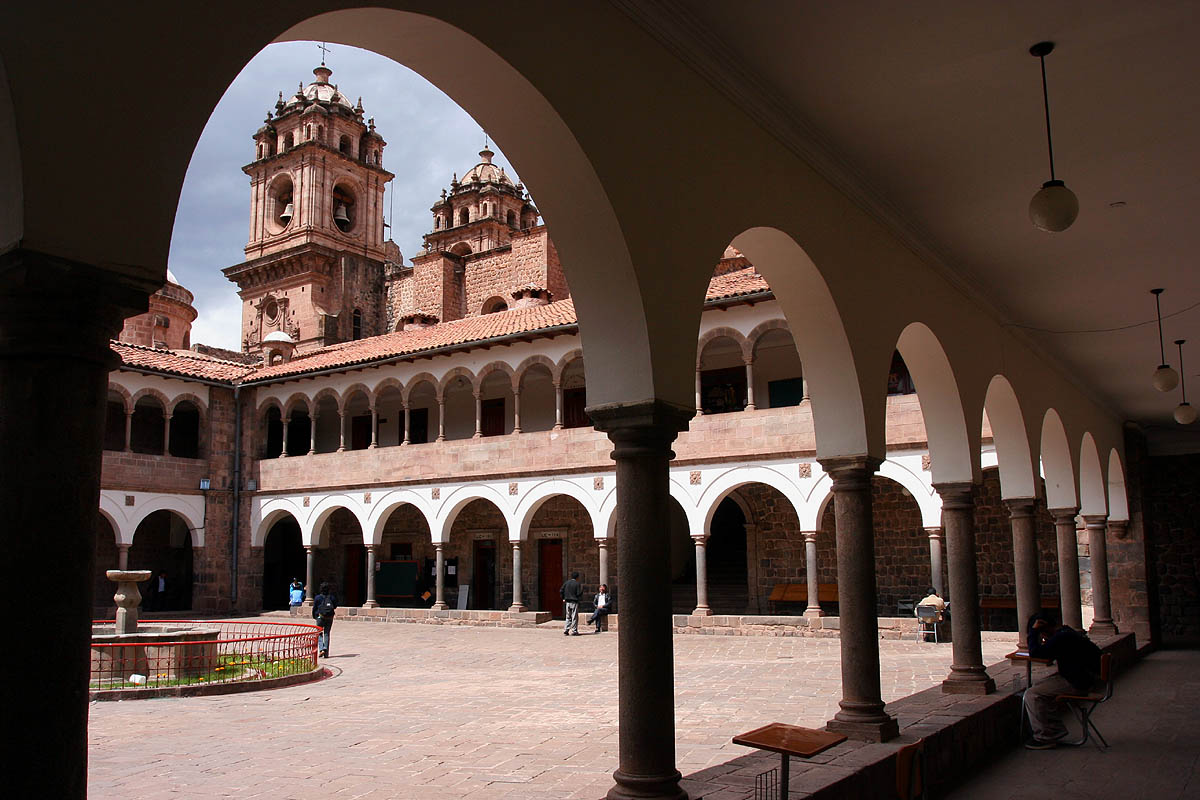
Universidad Nacional de San Antonio Abad del Cusco, Peru

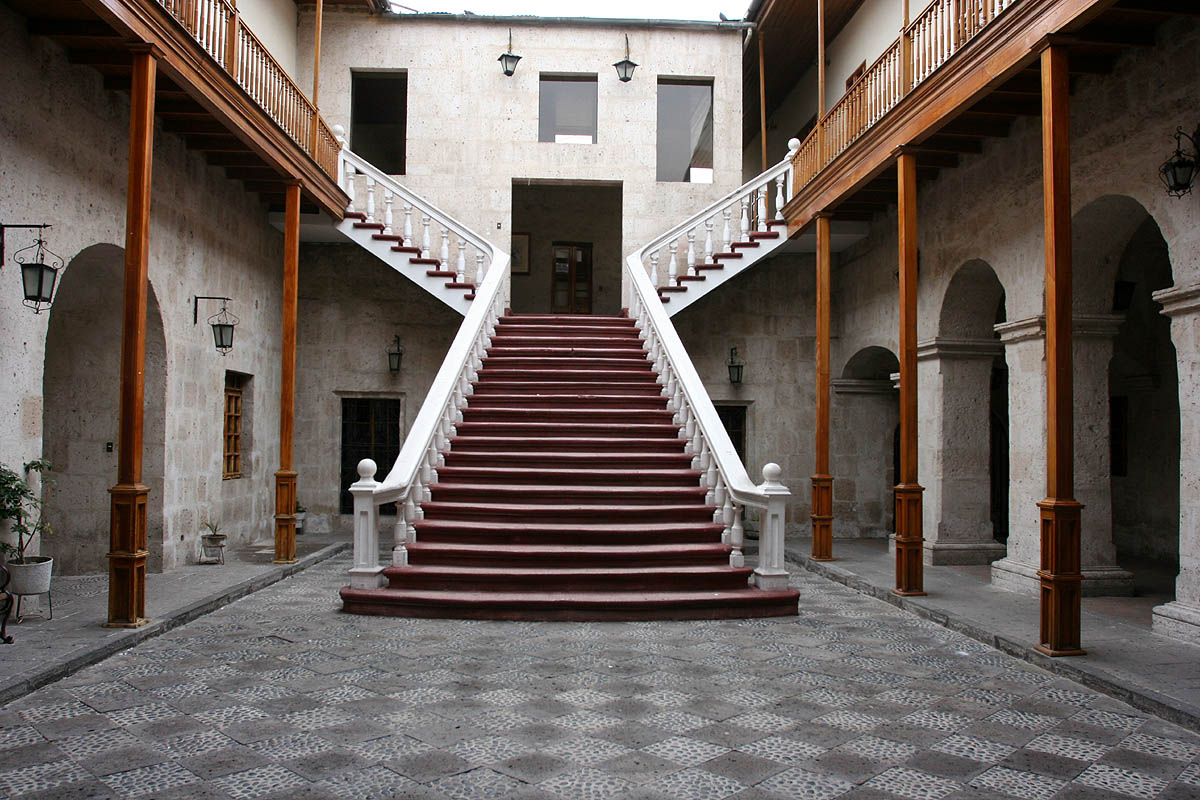
Innenhof der Universidad Nacional de San Agustin Arequipa, Peru

- Universidad Peruana de Ciencias Aplicadas (UPC) / Facultad de Arquitectura. Adresse: Prolongación Primavera 2390, Monterrico, Lima. Gegründet 1994 – Private Hochschule.[32]
- Pontificia Universidad Católica del Perú (PUCP) / Facultad de Arquitectura y Urbanismo. Adresse: Avenida Universitaria 1801, San Miguel, Lima. Gegründet 1917 – Private Hochschule.[33]
- Universidad Ricardo Palma (URP) / Facultad de Arquitectura y Urbanismo. Adresse: Avenida Benávides 5440, Lima. Gegründet 1969 – Private Hochschule.[34]
- Universidad Nacional de Ingeniería (UNI) / Facultad de Arquitectura, Urbanismo y Artes. Adresse: Avenida Túpac Amaru No 210, Lima. Gegründet 1876 – Staatliche Hochschule.
- Universidad de San Martín de Porres (USMP) / Facultad de Ingeniería y Arquitectura. Adresse: Avenida las Calandrias s/n, Lima. Gegründet 1962 – Staatliche Hochschule.[35]
- Universidad Nacional Federico Villareal (UNFV) / Facultad de Arquitectura y urbanismo. Adresse: Paseo Federico Villareal 285, San Miguel, Lima. Gegründet 1963 – Staatliche Hochschule.[36]
- Universidad Nacional de San Agustín de Arequipa (UNSA) / Facultad de Arquitectura y Urbanismo. Adresse: Santa Catalina 117, Arequipa. Gegründet 1828 – Staatliche Hochschule.[37]
- Universidad Nacional de Piura (UDEP) / Facultad de Ingeniería, Arquitectura. Adresse: Avenida Ramón Mugica 131, Urbanización San Eduardo, Piura. Gegründet 1968 – Private Hochschule.[38]
- Universidad Nacional de San Antonio Abad del Cusco (UNSAAC) / Facultad de Arquitectura e Ingeniería civil. Adresse: Avenida de la Cultura Nº 733, Cusco. Gegründet 1692 – Staatliche Hochschule.[39]

 Portugal
Hochschule für Architektur

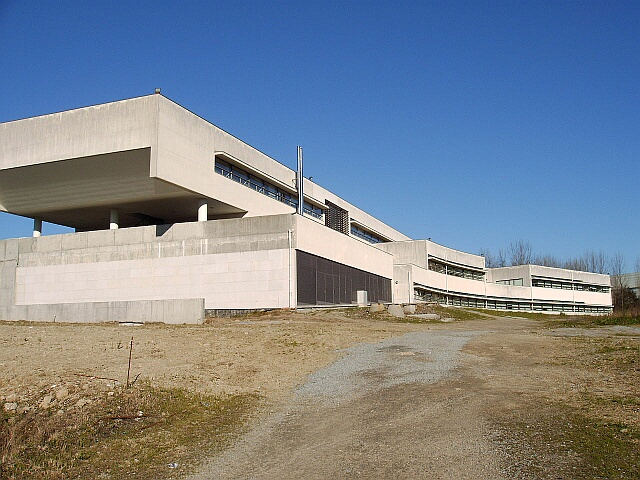
Universität Minho, Campus Azurém, Portugal

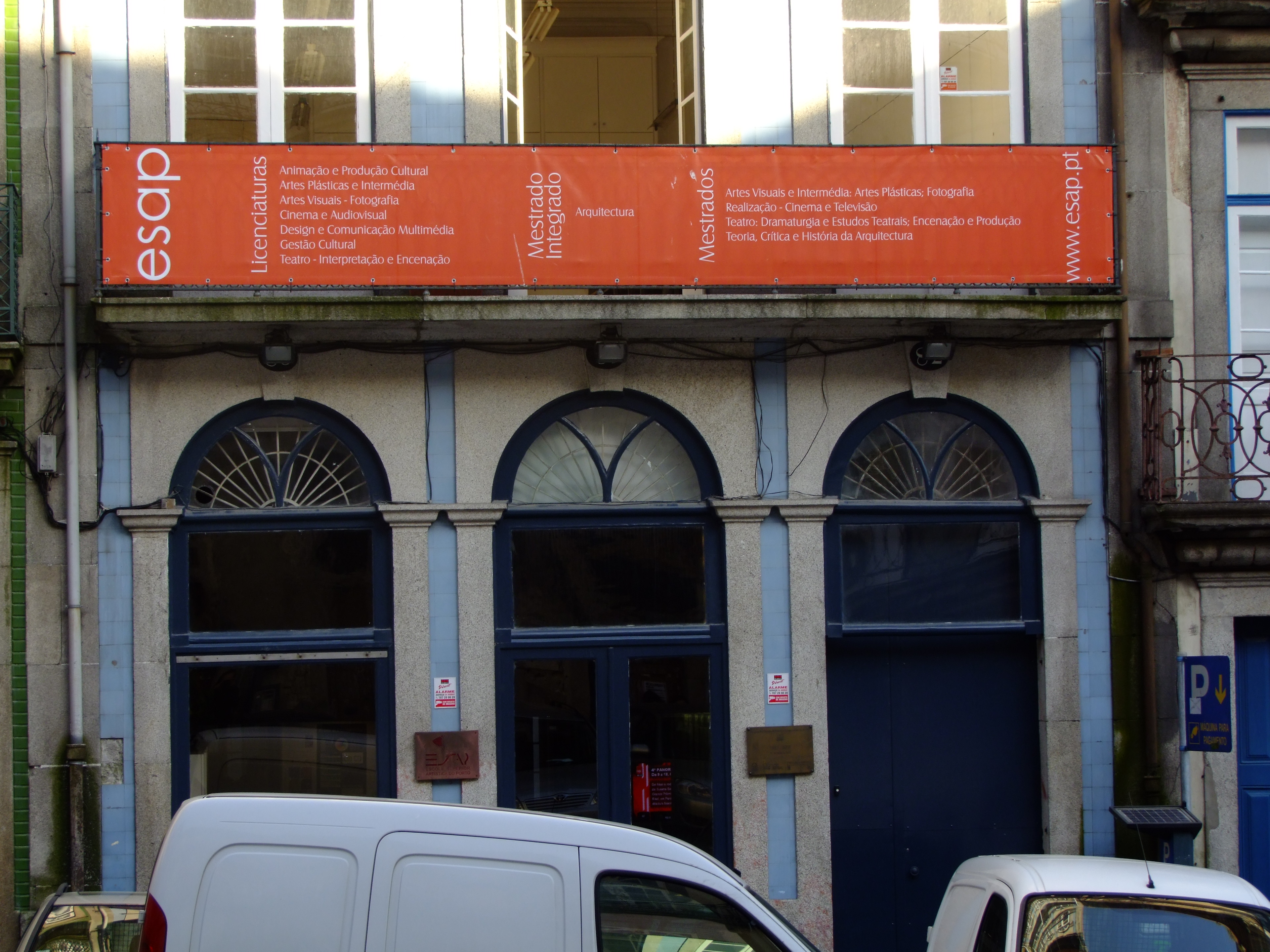
Escola Superior Artística do Porto, Faculdade de Arquitetura, Portugal

- Universidade do Minho / Escola de Arquitetura (EAUM). Adresse der Fakultät: Campus de Azurém, 4800–058 Guimarães. Gegründet .[40][41]

Fakultäten für Architektur
- Escola Superior Artística do Porto (ESAP) / Faculdade de Arquitetura. Adresse der Fakultät: Largo S. Domingos, Porto. Gegründet 1990 – Private Hochschule.
- Universidade do Porto, Faculdade de Arquitetura. Adresse: Praça Gomes Teixeira, Porto. Gegründet 1911 – Staatliche Hochschule.
- Universidade de Coimbra (UC) / Departamento de Arquitetura. Adresse: Paço das Escolas, Coimbra. Gegründet 1290 – Staatliche Hochschule.[42]
- Instituto Universitário de Lisboa (ISCTE) / Mestrado Integrado em Arquitetura (MIA). Adresse: Avenida das Forças Armadas, Lissabon. Gegründet 1972 – Staatliche Hochschule.[43]

## R
Rumänien
Hochschule für Architektur

Polytechnische Universität Temeswar, Fakultät für Architektur, Rumänien

- Universitatea de Arhitectura si Urbanism Ion Mincu din Bucuresti (UAUIM). Adresse: Strada Academiei 18-20, Bukarest. Gegründet 1952, Vorgängerinstitutionen gehen bis 1892 zurück – Staatliche Hochschule.

Fakultäten für Architektur
- Universitatea Tehnica din Cluj-Napoca / Facultatea de Arhitectura si Urbanism. Adresse: Strada Memorandumului 28. Gegründet 1948, Vorgängerinstitution reicht bis 1912 zurück – Staatliche Hochschule.
- Universitatea Politehnica din Timisoara (UPT) / Facultatea de Arhitectura. Adresse: Piaa Victoriei 2, Timișoara. Gegründet 1920 – Staatliche Hochschule.
- Universitatea Tehnica Gheorghe Asachi din Iași (TUIASI) / Facultatea de Arhitectura G. M. Cantacuzino. Adresse: Bulevardul Profesor Dimitrie Mangeron 67, Iasi. Gegründet 1937, Vorgängerinstitutionen können bis 1813 zurückdatiert werden – Staatliche Hochschule.
- Universitatea Spiru Haret (USH) / Facultatea de Arhitectura. Adresse: Strada Ion Ghica 13, Sector 3, Bukarest. Gegründet 1991 – Private Hochschule.
- Universitatea Dunarea de Jos din Galati (UDJG) / Facultatea de Arhitectura Navala (Fakultät für Werftarchitektur). Adresse: Strada Domneascã 47, Galati. Gegründet 1974, Vorgängerinstitutionen wurden 1951 gegründet – Staatliche Hochschule.

 Russland
Hochschulen für Architektur

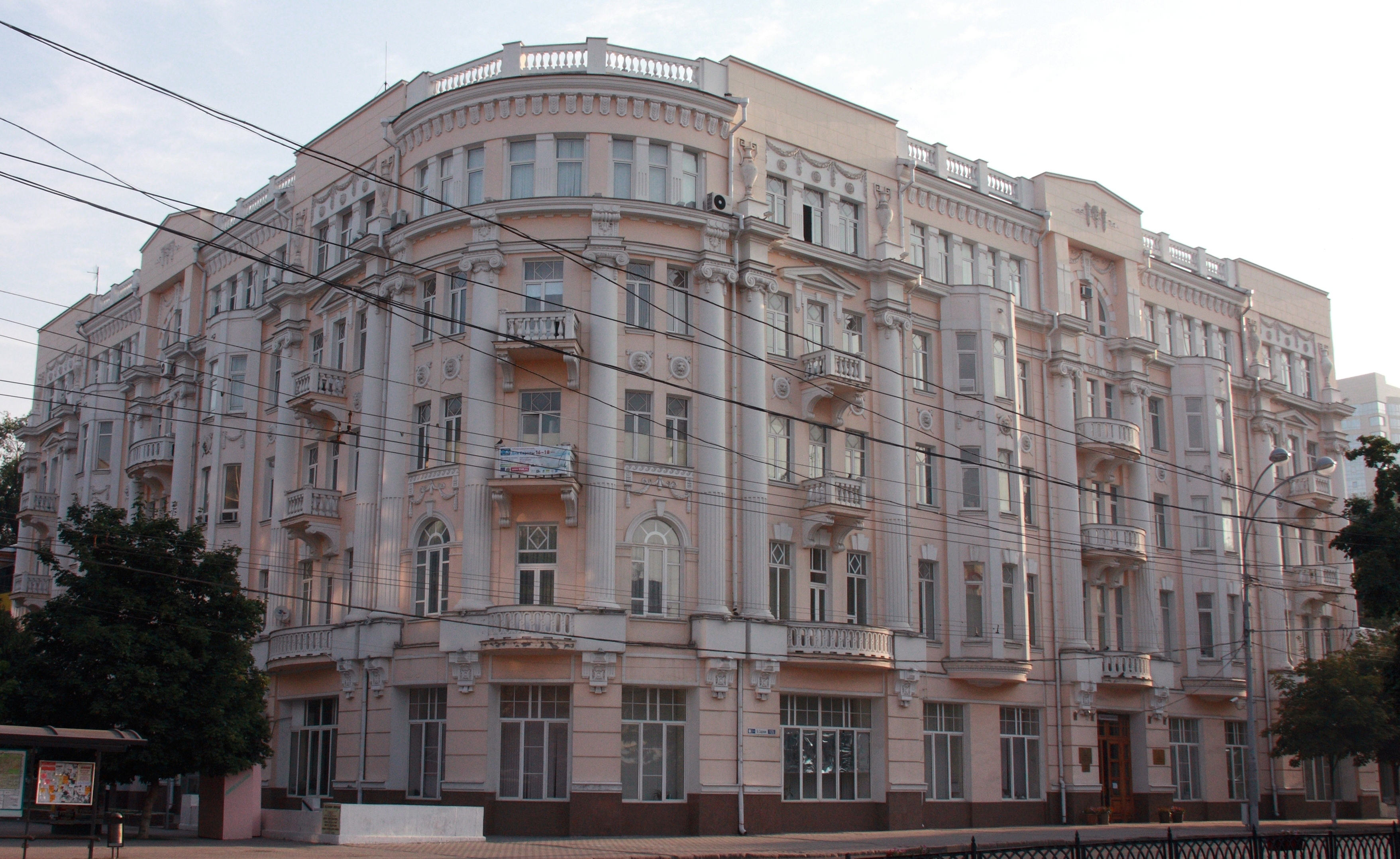
Südliche Föderale Universität, Hauptgebäude, Rostow am Don, Russland.

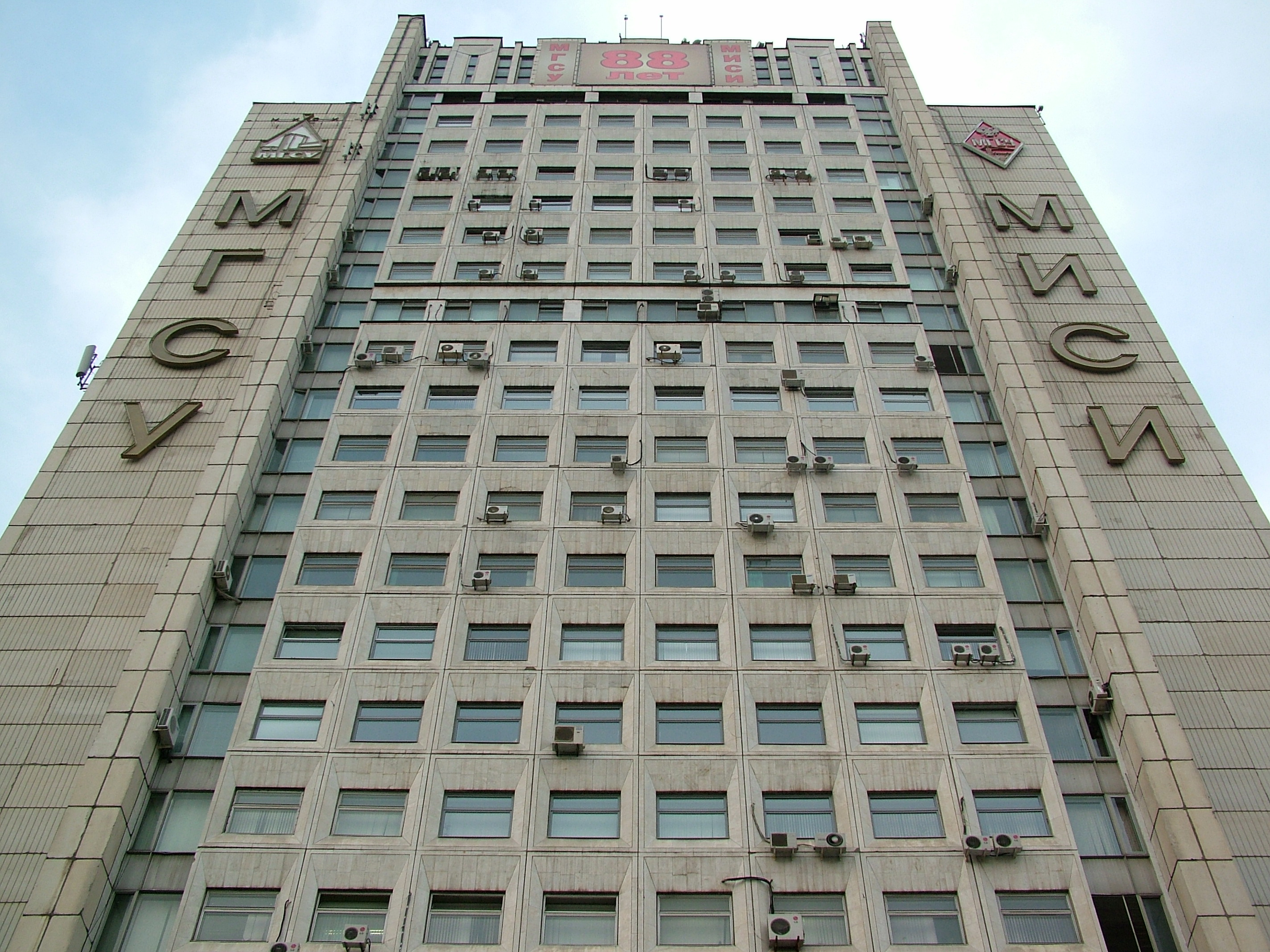
Moskauer Staatliche Forschungsuniversität für Bauwesen, Russland.

- Staatliche Universität für Architektur und Ingenieurwesen Kasan, KSUAE (russisch: Казанский государственный архитектурно-строительный университет). Adresse: Zelenaya Street, 1 Kasan. Gegründet 1930 – Staatliche Hochschule.
- Staatliche Universität für Architektur und Bauwesen Nischni Novgorod, NNGASU (russisch: Нижегородский государственный архитектурно-строительный университет). Adresse: 65 Ilyinskaja Street, Nischni Novgorod. Gegründet 1930 – Staatliche Hochschule.
- Staatliche Universität für Architektur und Bauwesen Nowosibirsk (russisch: Новосибирский государственный архитектурно-строительный университет). Adresse: Leningradskaya Str. 113, Nowosibirsk. Gegründet 1930 – Staatliche Hochschule.
- Staatliche Universität für Architektur und Bauwesen Penza (russisch: Пензенский государственный университет архитектуры и строительства). Adresse: ul. Titov, 28, Pensa. Gegründet 1958 – Staatliche Hochschule.
- Staatliche Universität für Architektur und Bauwesen St. Petersburg, SPSUACE (russisch: Санкт-Петербургский государственный архитектурно-строительный университет). Adresse: 2-aya Krasnoarmeiskaya Street, 4, Sankt Petersburg. Gegründet 1832 – Staatliche Hochschule.
- Staatliche Universität für Architektur und Bauwesen Tomsk, TSUAB (russisch: Томский государственный архитектурно-строительный университет). Adresse: Solyanaya Sq. 2, Tomsk. Gegründet 1952 – Staatliche Hochschule.
- Staatliche Universität für Architektur und Bauwesen Volgograd, VolgGASU (russisch: Волгоградский государственный архитектурно-строительный университет). Adresse: Akademicheskaya Street 1, Volgograd. Gegründet 1952 – Staatliche Hochschule.
- Staatliche Universität für Architektur und Bauwesen Woronesch (Воронежский государственный архитектурно-строительный университет). Adresse: prosp. Revoljucii 19, Woronesch. Gegründet 1930 – Staatliche Hochschule.

Fakultäten für Architektur
- Moscow University of Information and Technology / Moscow Institute of Architecture and Civil Engineering, MITU-MASI (russisch: Московский информационно-технологический университет / Московский архитектурно-строительный институт). Adresse: 32, Volgorgadskiy Avenue, Building 11, Moskau. Gegründet 1990 – Private Hochschule.
- Südliche Föderale Universität (russisch: Южный Федеральный Университет) / Akademie für Architektur und Kunst. Adresse: 105/42 Bolshaya Sadovaya Street, Rostow am Don. Gegründet 1915 – Staatliche Hochschule.[44]
- Moskauer Staatliche Forschungsuniversität für Bauwesen (russisch: Московский государственный строительный университет) / Institut für Bauwesen und Architektur (ISA). Adresse: Jaroslavskoe shosse 26, Moskau. Gegründet 1921 – Staatliche Hochschule.[45]

## S
Schweden
Fakultäten für Architektur

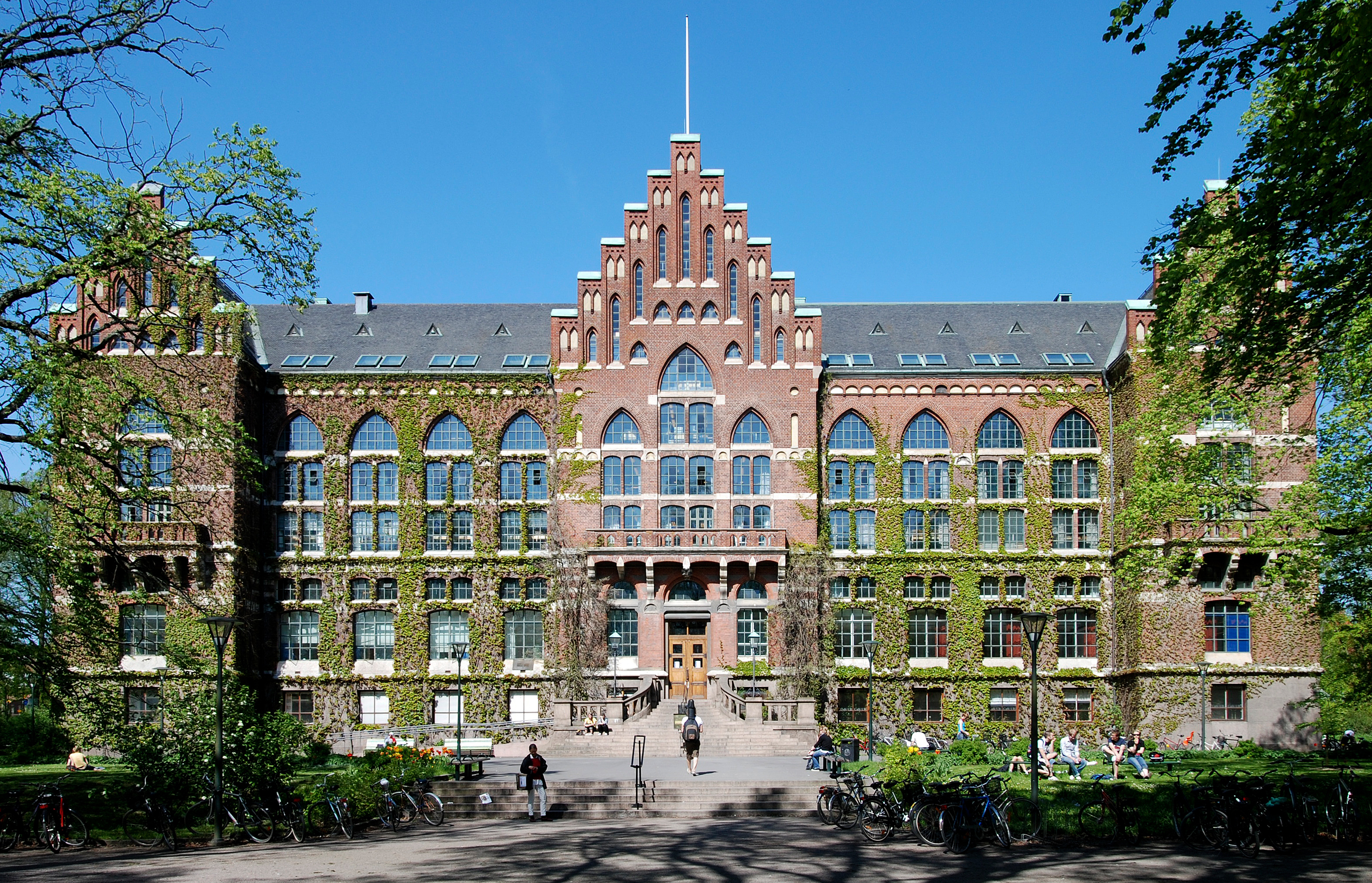
Bibliothek der Universität Lund, Schweden

- Königliche Technische Hochschule, KTH (schwedisch: Kungliga Tekniska högskolan) / Arkitektskola. Adresse: Valhallavägen 79, Stockholm. Gegründet 1827 – Staatliche Hochschule.[46]
- Technische Hochschule Chalmers, CHALMERS (schwedisch: Chalmers tekniska högskola) / Institut für Architektur und Bauingenieurwesen. Adresse: Chalmersplatsen, Göteborg. Gegründet 1829 – Staatliche Hochschule.[47]
- Universität Lund, LU (schwedisch: Lunds universitet) / Abteilung für Architektur und gebaute Umwelt. Adresse: PO Box 117, Lund. Gegründet 1666 – Staatliche Hochschule.[48]
- Universität Umeå (UmU) (schwedisch: Umeå universitet) / Architekturhochschule. Adresse: Campus Umeå, Umeå. Gegründet 1965 – Staatliche Hochschule.[49]

 Schweiz
Hochschulen für Architektur

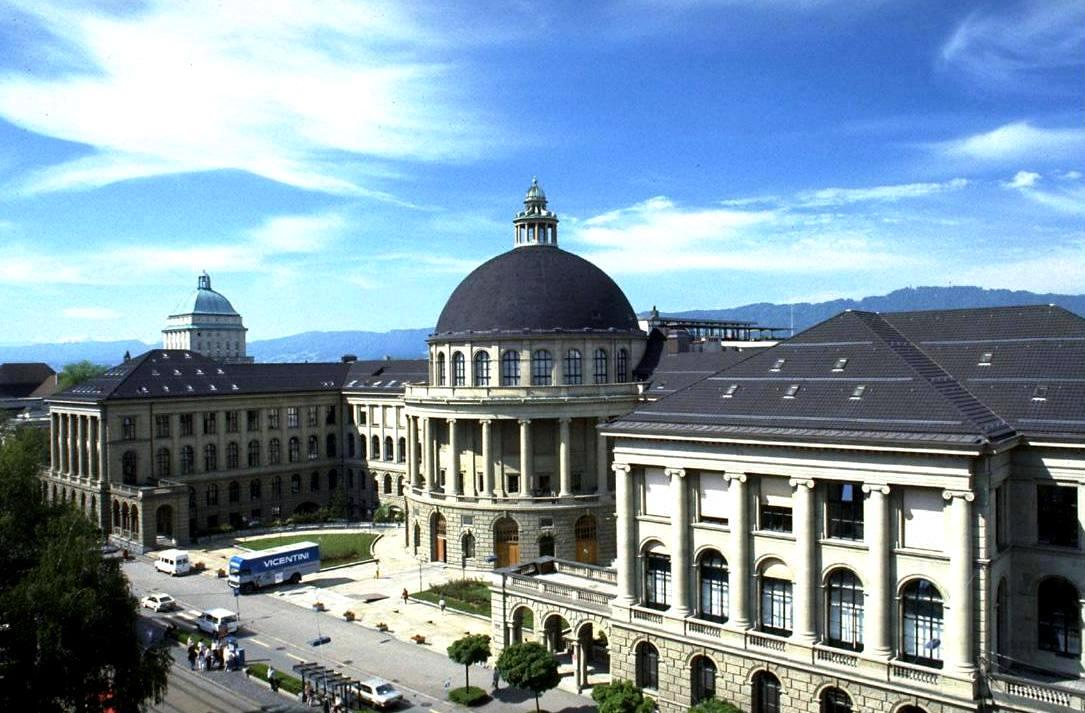
Hauptgebäude der Eidgenössischen Technischen Hochschule Zürich, Schweiz

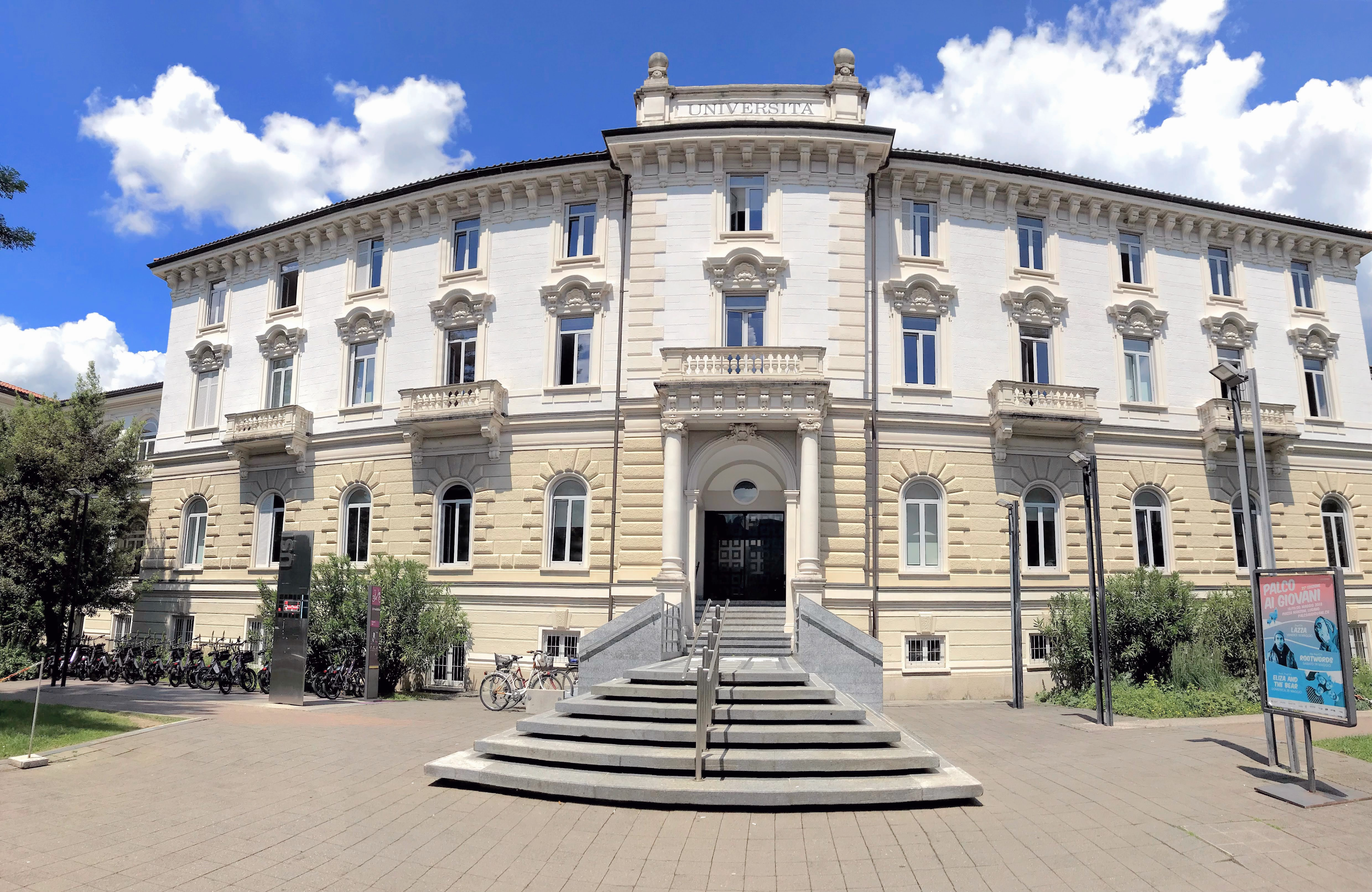
Universitá della Svizzera Italiana, Lugano, Schweiz.

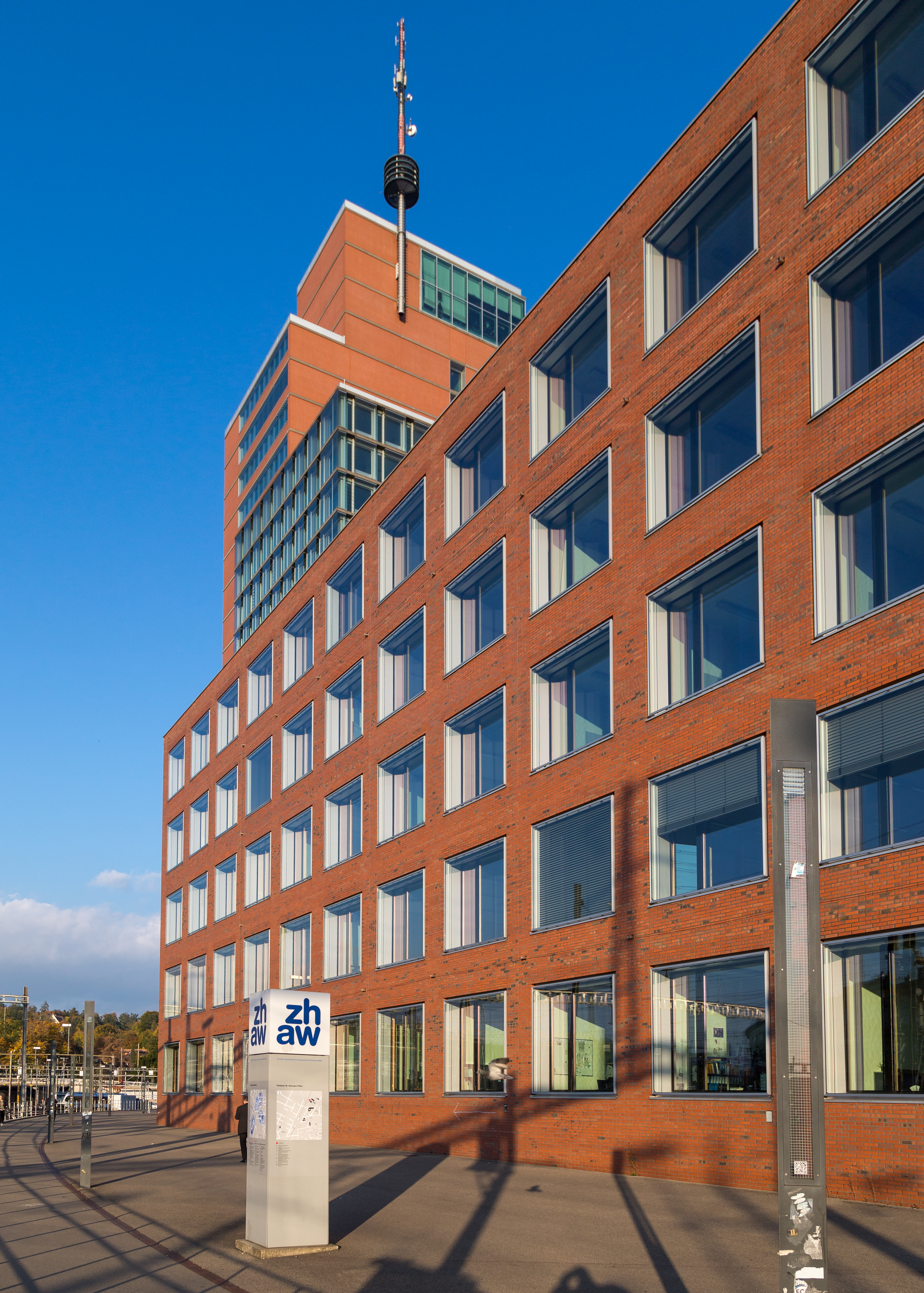
ZHAW, Winterthur, Schweiz.

- Athenaeum, École d'Architecture et de Design. Adresse: Swiss Design Center, Avenue Louis-Ruchonnet 2 (Place de la Gare), Lausanne. Gegründet 1945 – Private Hochschule.[50]
- Haute École du paysage, d'ingénierie et d'architecture de Genève (HEPIA) / École d'ingénierie et architecture. Adresse: Rue de la Prairie 4, Genève. Gegründet 1901 – Staatliche Hochschule.
- Haute école d'ingénierie et d'architecture de Fribourg (HEIA-FR). Studiengang für Architektur. Adresse: Bd de Pérolles 80, 1700 Fribourg. Gegründet 1896 – Staatliche Hochschule.[51]
- École spéciale d'architecture de Lausanne (ESAR). Adresse: Rue Voltaire 12bis, Lausanne. Gegründet 2008 – Private Hochschule.[52]
- idées house, École d’Architecture et Design d’Intérieur Lausanne. Adresse: Auguste-Pidou 8, Lausanne. Gegründet 2002 – Private Hochschule.[53]

Fakultäten für Architektur
- Fachhochschule Nordwestschweiz (FHNW), Studiengang für Architektur, Bau und Geomatik. Adresse: Bahnhofstrasse 6, Windisch. Gegründet 2006 – Staatliche Hochschule.
- École Polytechnique Fédérale de Lausanne (EPFL) / Faculté Environnement, Naturel, Architectural et Construit (ENAC), Section d'architecture (SAR). Adresse: Ecublens, Lausanne. Gegründet 1969 – Staatliche Hochschule.
- Eidgenössische Technische Hochschule Zürich (ETH Zürich) / Abteilung für Architektur (DARCH). Adresse: Rämistrasse 101, Zürich. Gegründet 1855 – Staatliche Hochschule.
- Università della Svizzera Italiana (USI) / Accademia d'Architettura Mendrisio (AAM). Adresse: Via G. Buffi 13, Lugano. Gegründet 1996 – Staatliche Hochschule.
- Hochschule Luzern (HSLU) / Studiengang Technik und Architektur. Adresse: Frankenstrasse 9, Luzern. Gegründet 1997 – Staatliche Hochschule.
- Berner Fachhochschule (BFH) / Fakultät für Architektur. Adresse: Hallerstrasse 10, Bern. Gegründet 1997 – Staatliche Hochschule.
- Fachhochschule Graubünden / Fakultät für Bauen im Alpinen Raum (IBAR). Adresse: Chur. Gegründet 1963 – Staatliche Hochschule.
- Zürcher Hochschule für Angewandte Wissenschaften (ZFH) / Fakultät für Architektur, Gestaltung und Bauingenieurwesen. Adresse: Gertrudstrasse 15, Winterthur. Gegründet 1995 – Staatliche Hochschule.
- Fachhochschule Ostschweiz / Institut für Architektur (IFA). Adresse: Rosenbergstrasse 59, Postfach, St. Gallen. Gegründet 1999 – Staatliche Hochschule.

 Senegal
Hochschule für Architektur
- Collège Universitaire d'Architecture de Dakar (CUAD). Adresse: Dakar. Gegründet 2008 – Private Hochschule.[54]

Fakultät für Architektur
- Institut Polytechnique Panafricain (IPP) / Faculté d'Architecture. Adresse: Almadies, zone 8, près corps de la paix americain, Dakar. Gegründet 2008 – Private Hochschule.[55][56]

 Spanien
Fakultäten für Architektur

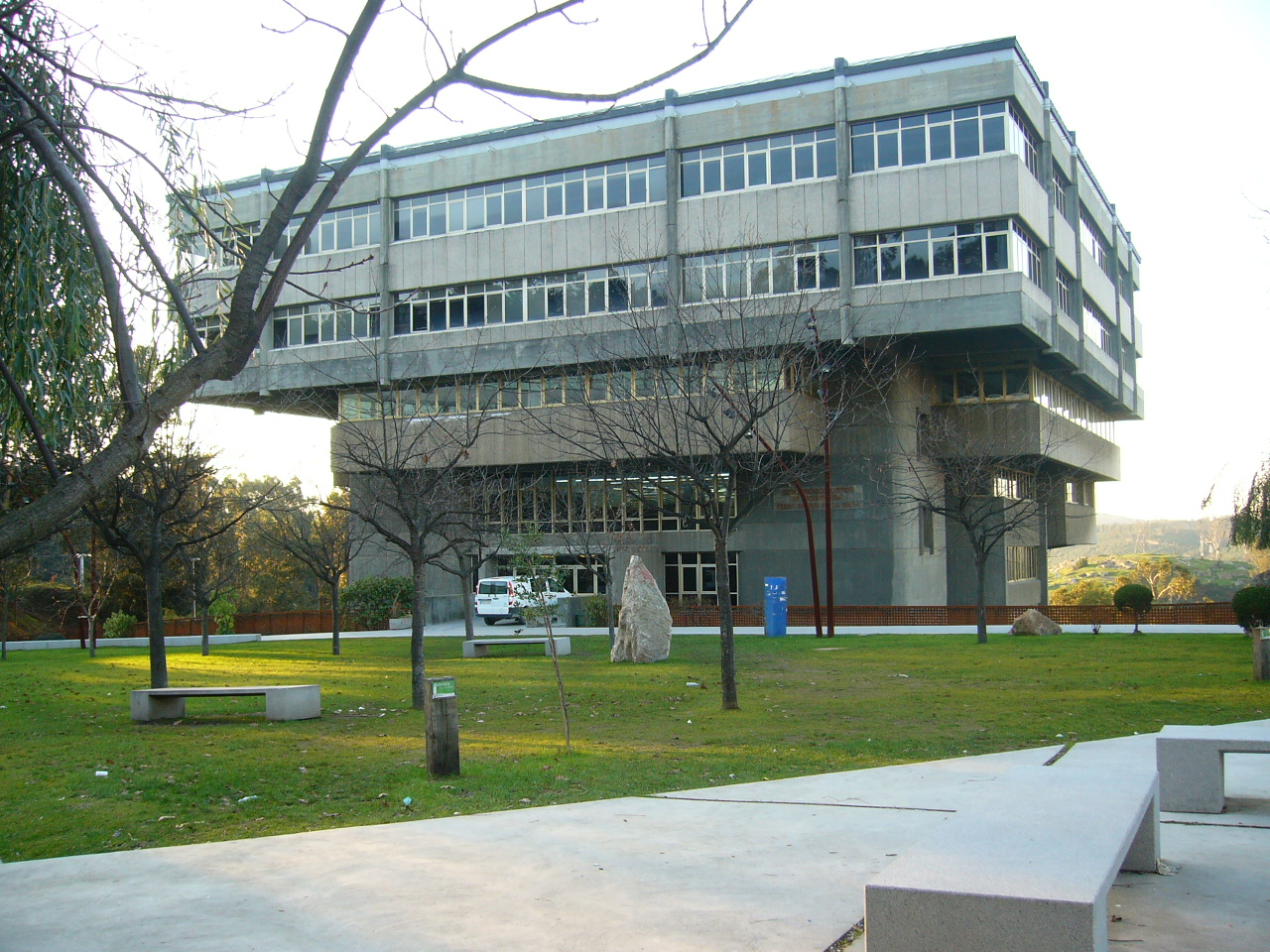
Escuela Técnica Superior de La Coruña, Spanien

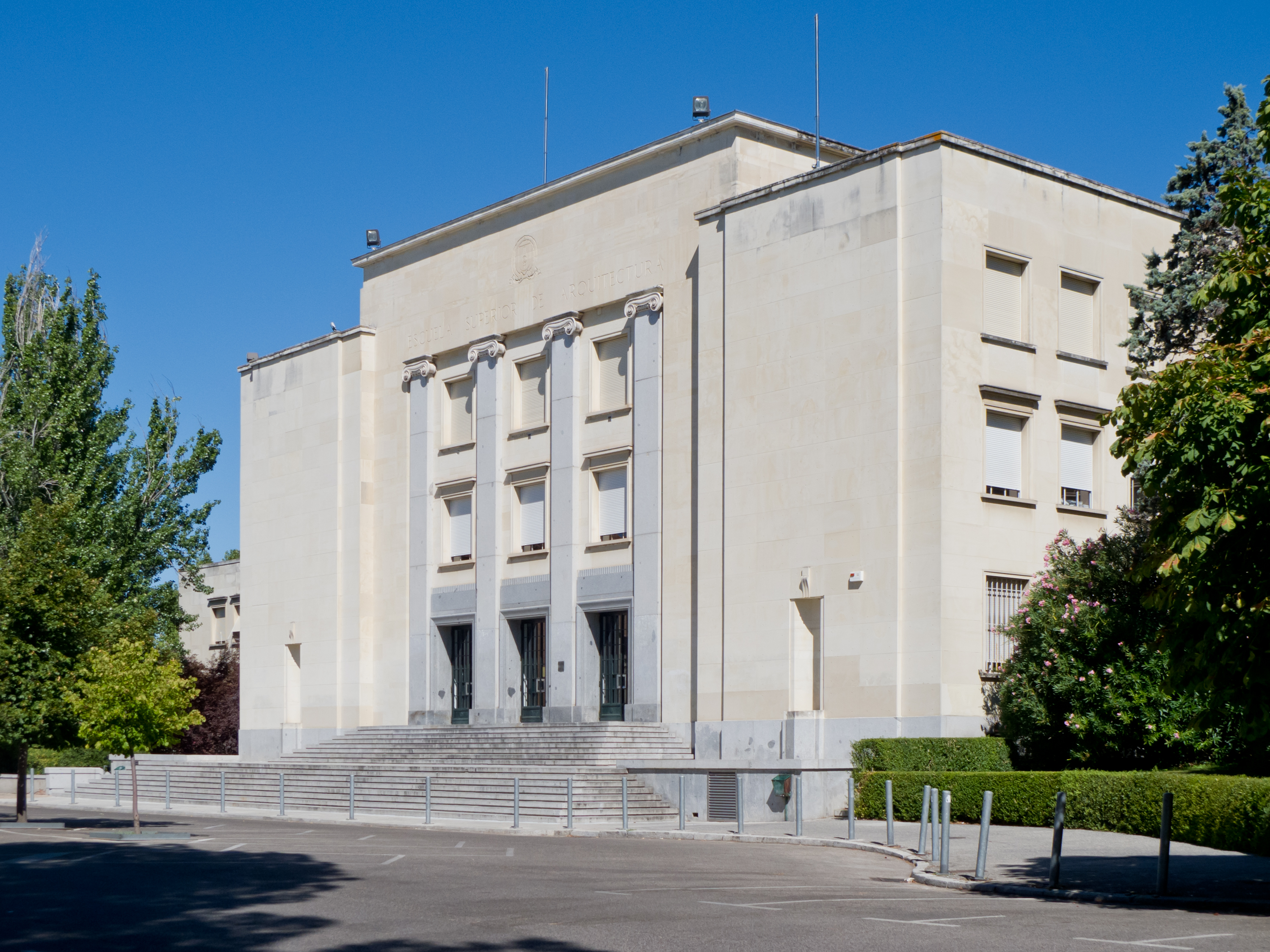
Escuela Técnica Superior de Arquitectura de Madrid, Spanien.

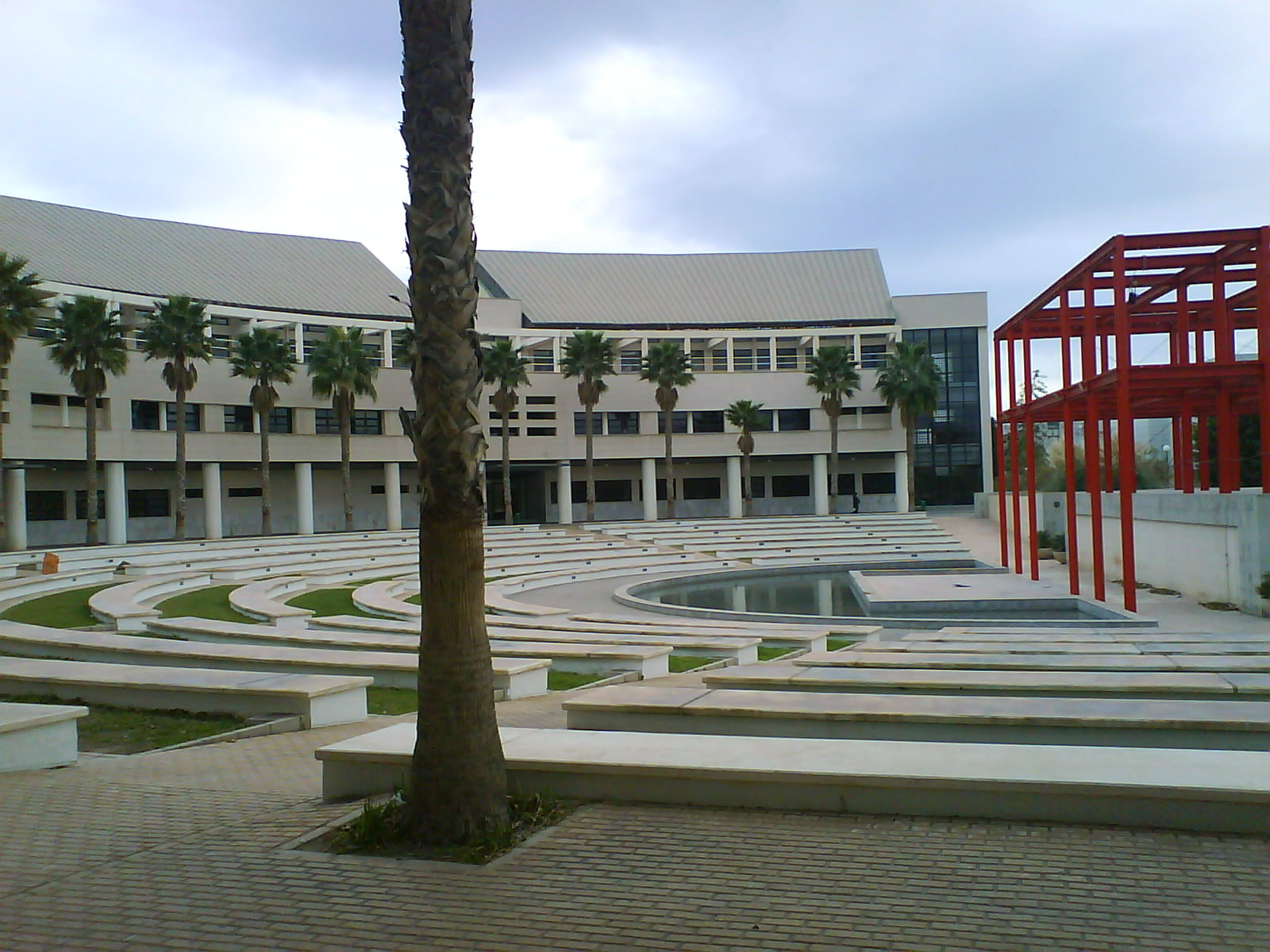
Universität Alicante, Spanien.

- Universidad CEU Cardenal Herrera de Valencia (UCH-CEU) / Area Arquitectura. Adresse: Carrer Lluís Vives1, Alfara del Patriarca. Gegründet 1999 – Private Hochschule.[57]
- Universidad de Alcalá (UAH) / Escuela de Arquitectura. Adresse: Calle Santa Úrsula 8, Alcalá de Henares. Gegründet 1499 – Staatliche Hochschule.[58]
- Universidad de Alicante / Escuela Técnica Superior de Arquitectura de Alicante. Adresse: Carretera S. Vicente del Raspeig s/n, San Vicente del Raspeig. Gegründet 1979 – Staatliche Hochschule.
- Universidad Politécnica de Cataluña / Escola Tècnica Superior d'Arquitectura de Barcelona (ETSAB). Adresse: Av. Diagonal 649, Barcelona. Gegründet 1971 – Staatliche Hochschule.[59]
- Universidad Politécnica de Cartagena (UPCT) / Escuela Técnica Superior de Arquitectura y Édificación. Adresse: Plaza del Cronista Isidoro Valverde s/n, Edificio "La Milagrosa" Cartagena. Gegründet 1998 – Staatliche Hochschule.[60]
- Universidad da Coruña (UDC) / Escuela Técnica Superior de Arquitectura. Adresse: Campus da Zapateira, A Coruña. Gegründet 1989 – Staatliche Hochschule.[61]
- Universidad de Gerona (UDG) / Escuela Técnica Superior de Arquitectura de Gerona (ETSAG). Adresse: Edifici Les Àligues, Plaça Sant Domènec 3, Girona. Gegründet 1992 – Staatliche Hochschule.[62]
- Universidad de Granada (UGR) / Escuela Técnica Superior de Arquitectura de Granada. Adresse der Schule: Campo del Príncipe, Granada. Gegründet 1531 – Staatliche Hochschule.
- Universidad Politécnica de Madrid (UPM) / Escuela Técnica Superior de Arquitectura de Madrid (ETSAM). Adresse: Avenida Juan de Herrera 4, Madrid. Gegründet 1971 – Staatliche Hochschule.
- IE University / IE School of Architecture and Design. Adresse: Campus de Santa Cruz La Real, Calle Cardenal Zúñiga 12, Segovia. Gegründet 1997 – Private Hochschule.
- Universidad de Málaga / Escuela Técnica Superior de Arquitectura de Málaga. Adresse: Avda. Cervantes 2, Málaga. Gegründet 1972 – Staatliche Hochschule.[63]
- Universidad de Navarra (UNAV) / Escuela Técnica Superior de Arquitectura de Navarra. Adresse: Campus Universitario s/n, Pamplona. Gegründet 1952 – Private Hochschule.
- Universidad de Las Palmas de Gran Canaria (ULPGC) / Escuela Técnica Superior de Las Palmas de Gran Canaria. Adresse: Calle Juan de Quesada 30, Las Palmas de Gran Canaria. Gegründet 1979 – Staatliche Hochschule.[64]
- Universidad Rovira i Virgili / Escuela Técnica Superior de Reus. Adresse: Avenida Catalunya 35, Tarragona. Gegründet 1991 – Staatliche Hochschule.
- Universidad del País Vasco / Escuela Técnica Superior de San Sebastian. Adresse: Plaza Oñati 2, Donostia, San Sebastián. Gegründet 1968 – Staatliche Hochschule.
- Universidad de Zaragoza (UZA) / Escuela de Ingeniería y Arquitectura. Adresse: Campus San Francisco, Calle Pedro Cerbuna 12, Saragossa. Gegründet 1542 – Staatliche Hochschule.[65]
- Universidad de Sevilla / Escuela Técnica Superior de Arquitectura de Sevilla. Adresse: Avda. Reina Mercedes nº 2, Sevilla. Gegründet 1505 – Staatliche Hochschule.[66]
- Universidad Politécnica de València (UPV) / Escuela Técnica Superior de Arquitectura. Adresse: Camino de Vera s/n, Valencia. Gegründet 1968 – Staatliche Hochschule.[67]
- Universidad de Valladolid (UVA) / Escuela Técnica Superior de Arquitectura de Valladolid (ETSAVA). Adresse: Avenida Salamanca18, Valladolid. Gegründet 1346 – Staatliche Hochschule.[68]
- Universidad Politécnica de Cataluña (UPC) / Escola Tècnica Superior d'Arquitectura del Vallès (ETSAV). Adresse: Barcelona. Gegründet 1971 – Staatliche Hochschule.[69]

## T
Thailand
Fakultäten für Architektur

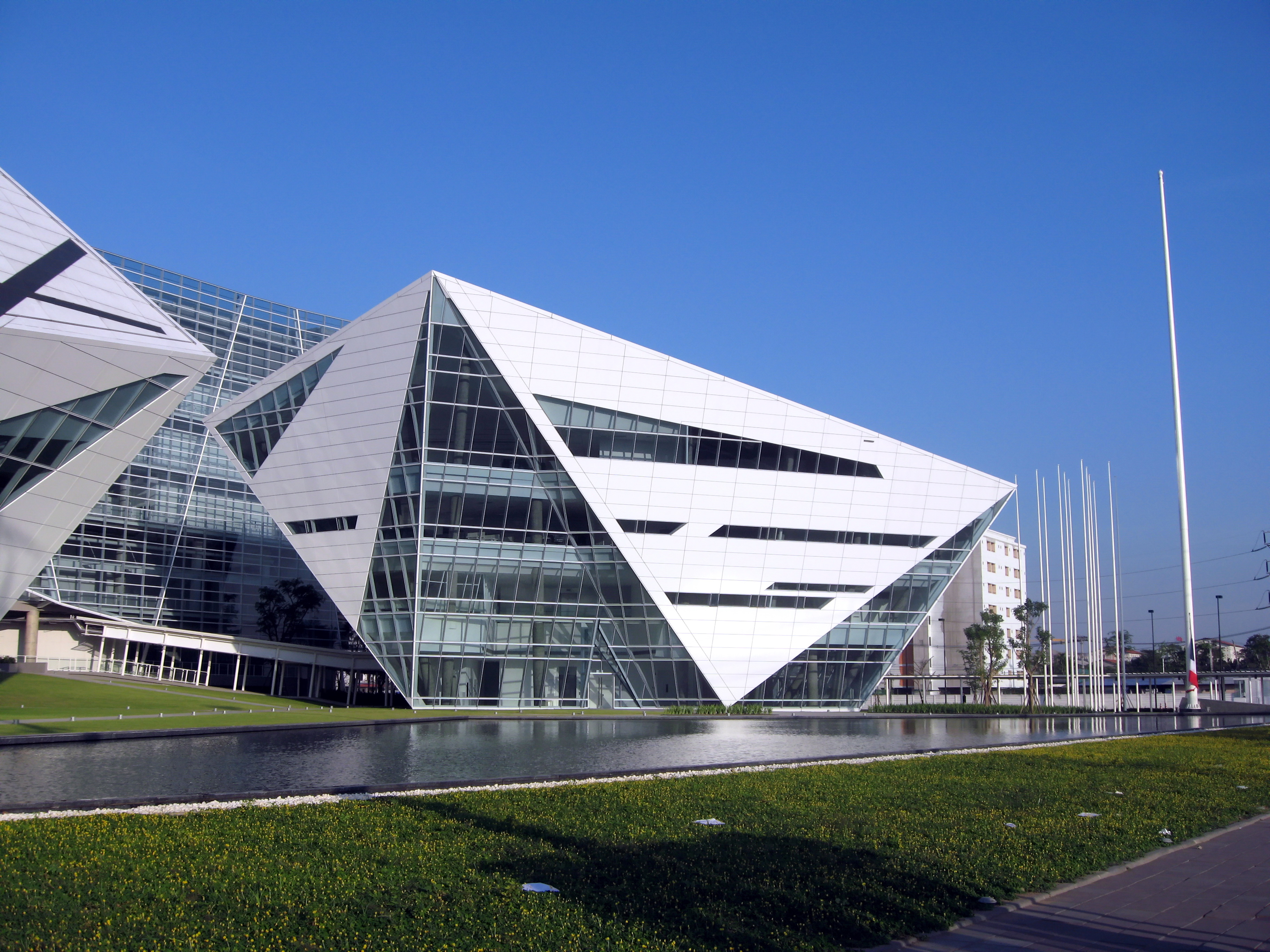
Bangkok University, Rangsit Campus, Bangkok, Thailand.

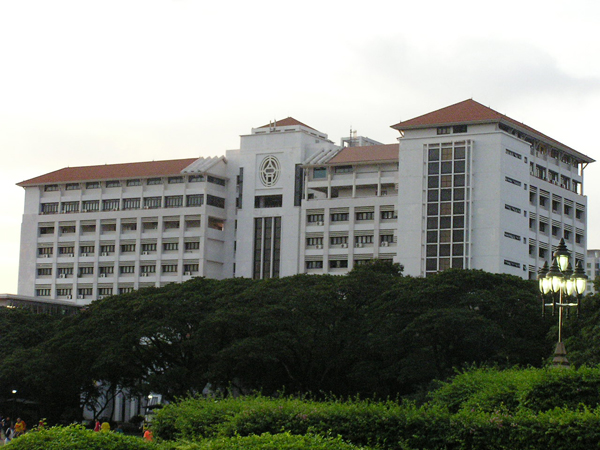
Chulalongkorn University, Fakultät für Architektur, Bangkok, Thailand

- Bangkok University, BU (thailändisch: มหาวิทยาลัยกรุงเทพ) / School of Architecture. Adresse: 40/4 Rama IV Road, Khlong Toei, Bangkok. Gegründet 1962 – Private Hochschule.[70]
- Chulalongkorn University, CU (thailändisch: จุฬาลงกรณ์มหาวิทยาลัย) / Faculty of Architecture. Adresse: 254 Phyathai Road, Pathumwan, Bangkok. Gegründet 1917 – Staatliche Hochschule.

 Togo
Hochschule für Architektur
- École africaine des métiers de l'architecture et de l'urbanisme (EAMAU). Adresse: Lomé. Gegründet 1976 – Überstaatliche Schule von vierzehn französischsprachigen Ländern West- und Zentralafrikas: Benin, Burkina Faso, Kamerun, Zentralafrikanische Republik, Elfenbeinküste, Republik Kongo, Gabun, Guinea-Bissau, Äquatorialguinea, Mali, Niger, Senegal, Tschad, Togo.[71]

 Tschechien
Hochschule für Architektur

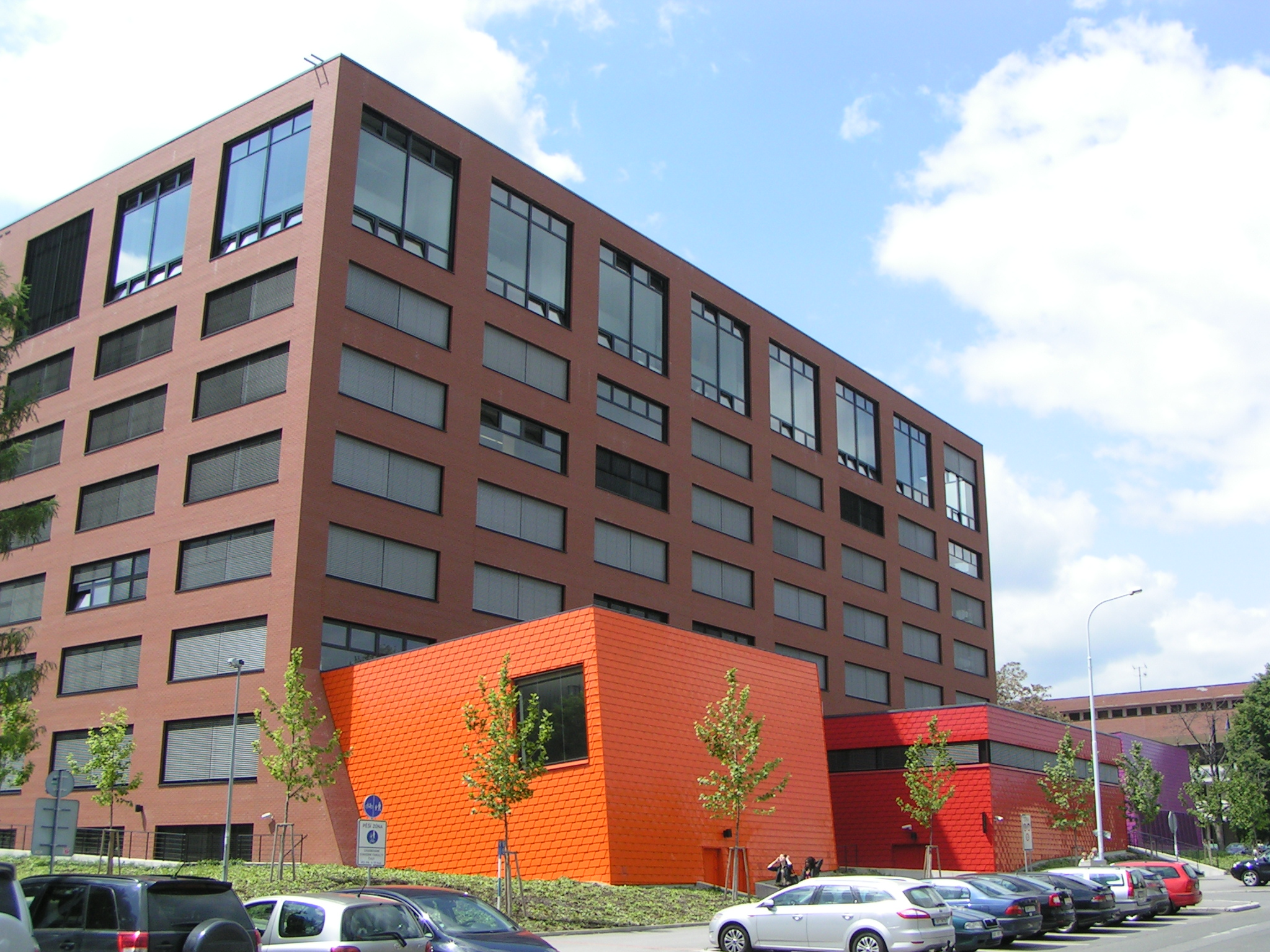
Tschechische Technische Universität Prag, Tschechien

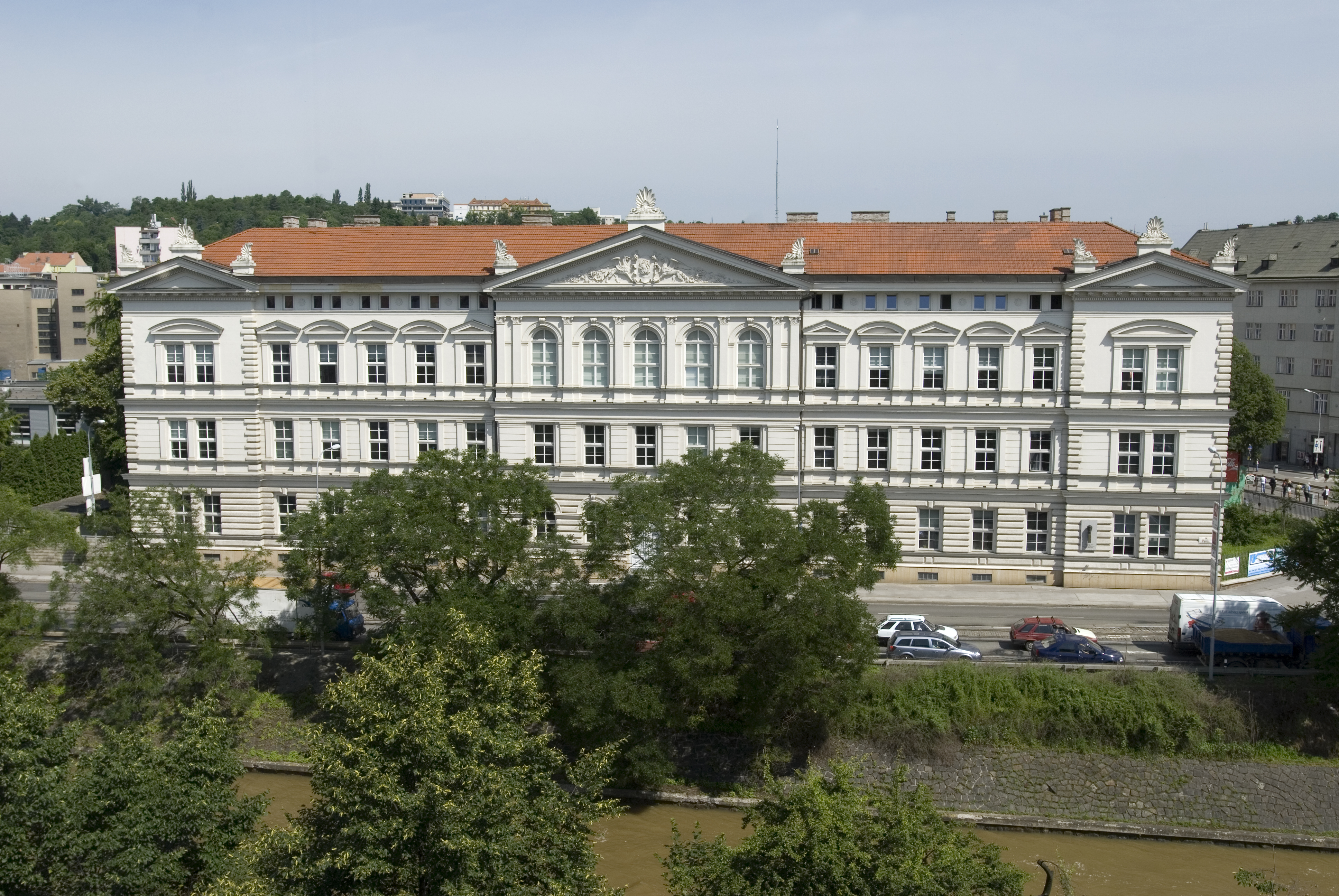
Technische Universität Brno, Fakultät für Architektur, Tschechien

- Architektur-Institut Prag (ARCHIP). Adresse: Poupetova 1339/3, Prag. Gegründet 2010 – Private Hochschule.

Fakultäten für Architektur
- Tschechische Technische Universität Prag (CVUT/CTU) / Fakultät für Architektur. Adresse: Jugoslávských partyzánu 1580/3, Prague. Gegründet 1707 – Staatliche Hochschule.
- Technische Universität Brünn (VUT/BUT) / Fakultät für Architektur. Adresse: Antoninska 548/1, Brno. Gegründet 1899 – Staatliche Hochschule.
- Technische Universität Liberec (TUL) / Faculté d'architecture. Adresse: Studentská 2, Liberec. Gegründet 1953 – Staatliche Hochschule.

 Tunesien
Hochschulen für Architektur

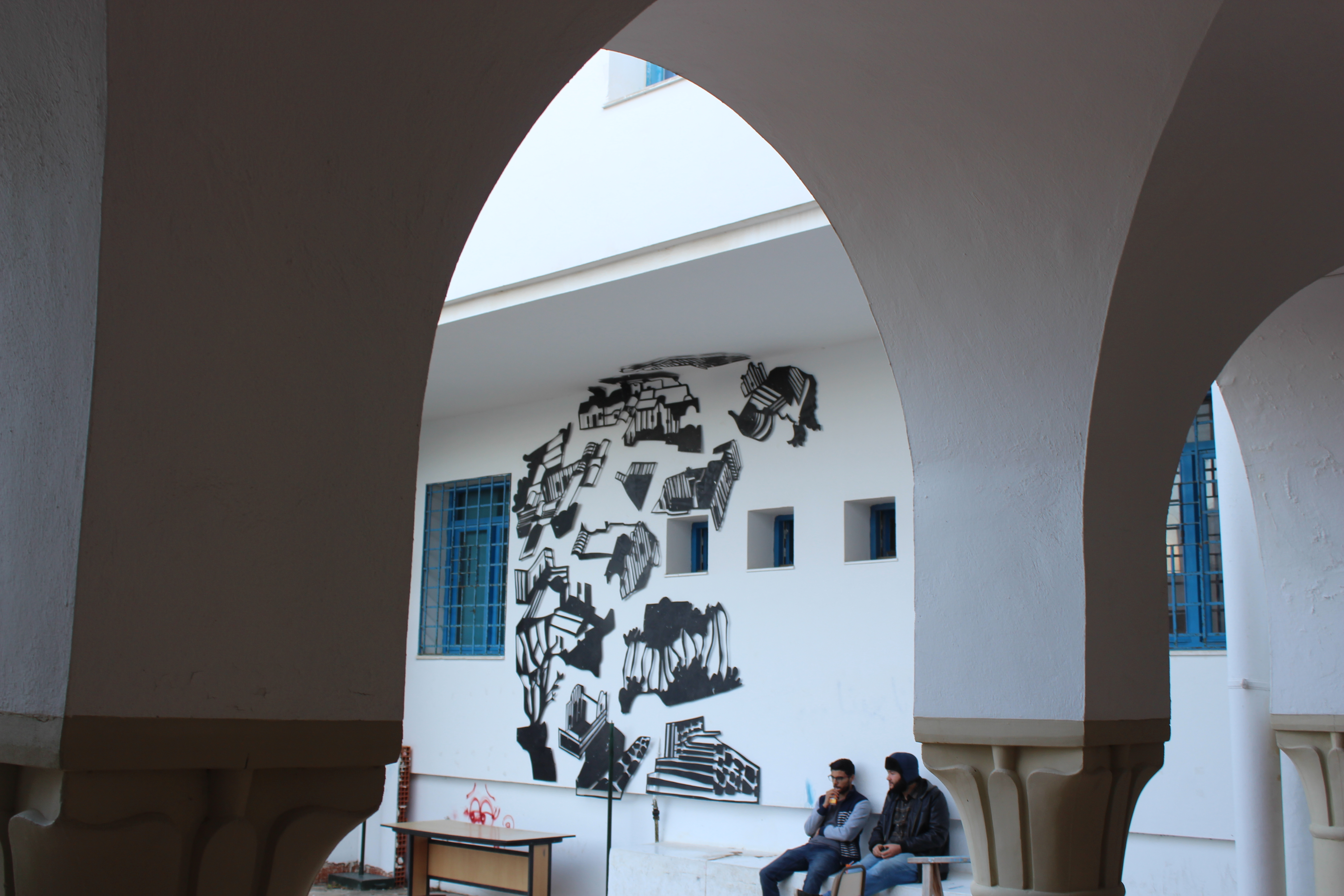
École nationale d'architecture et d'urbanisme de Tunis, Tunesien

- Université de Carthage, UCAR (arabisch: جامعة 7 نوفمبر بقرطاج) / École nationale d'architecture et d'urbanisme de Tunis (ENAU). Adresse: Rue El Quods, site archéologique de Carthage 2026, Karthago. Begründet 1987 – Staatliche Hochschule.[72]
- École Supérieure Privée d'Architecture, d'Audiovisuel et de Design, ESAD (arabisch: كلية الدراسات العليا للسمعي والبصري والتصمي). Adresse: 1 Rue Baudelaire El Omrane, Tunis. Gegründet 2004 – Private Hochschule.

Fakultäten für Architektur
- Université libre de Tunis, ULT (arabisch: جامعة تونس الخاصة) / École Supérieure d'Architecture et de Design. Adresse: 30, Avenue Khéreddine - Pacha, Tunis. Gegründet 1992 – Private Hochschule.
- Université Tunis Carthage, UTC (جـامعة تـونس قـرطاج الخـاصة) / Carthage School of Science and Engineering, Abteilung für Architektur. Adresse: Avenue Fatouma Bourguiba, La Soukra, Ariana. Gegründet 1993 – Private Hochschule.
- Université Ibn Khaldoun, UIK (arabisch: لجـامعة الخــاصة ابـن خـلدون) / Formation en Architecture. Adresse: 4, Rue 8010 - Montplaisir, Tunis. Gegründet 2005 – Private Hochschule.
- École Polytechnique Internationale Privée de Tunis, PI (arabisch: المدرسة الدولية العليا الخاصة للتقنيات) / Formation en Architecture. Adresse: Rue du Lac d'Annecy Les Berges du Lac, Tunis. Gegründet 2013 – Private Hochschule.[73]
- Institut International de Technologie, IIT (arabisch: المدرسة العليا الدولية الخاصة للتكنولوجيا بصفاقس) / International School of Architecture (ISA). Adresse: Route Mharza KM 1,5, Sfax. Gegründet 2012 – Private Hochschule.[74]
- École Polytechnique de Sousse, EPS (المدرسة العليا الخاصة للتقنيات بسوسة), Faculté de. Adresse: Rue Khlifa Karoui - Immeuble Zaàtir, Hammam Sousse, Sousse. Gegründet xxx – Private Hochschule.[75]

 Türkei
Fakultät für Architektur

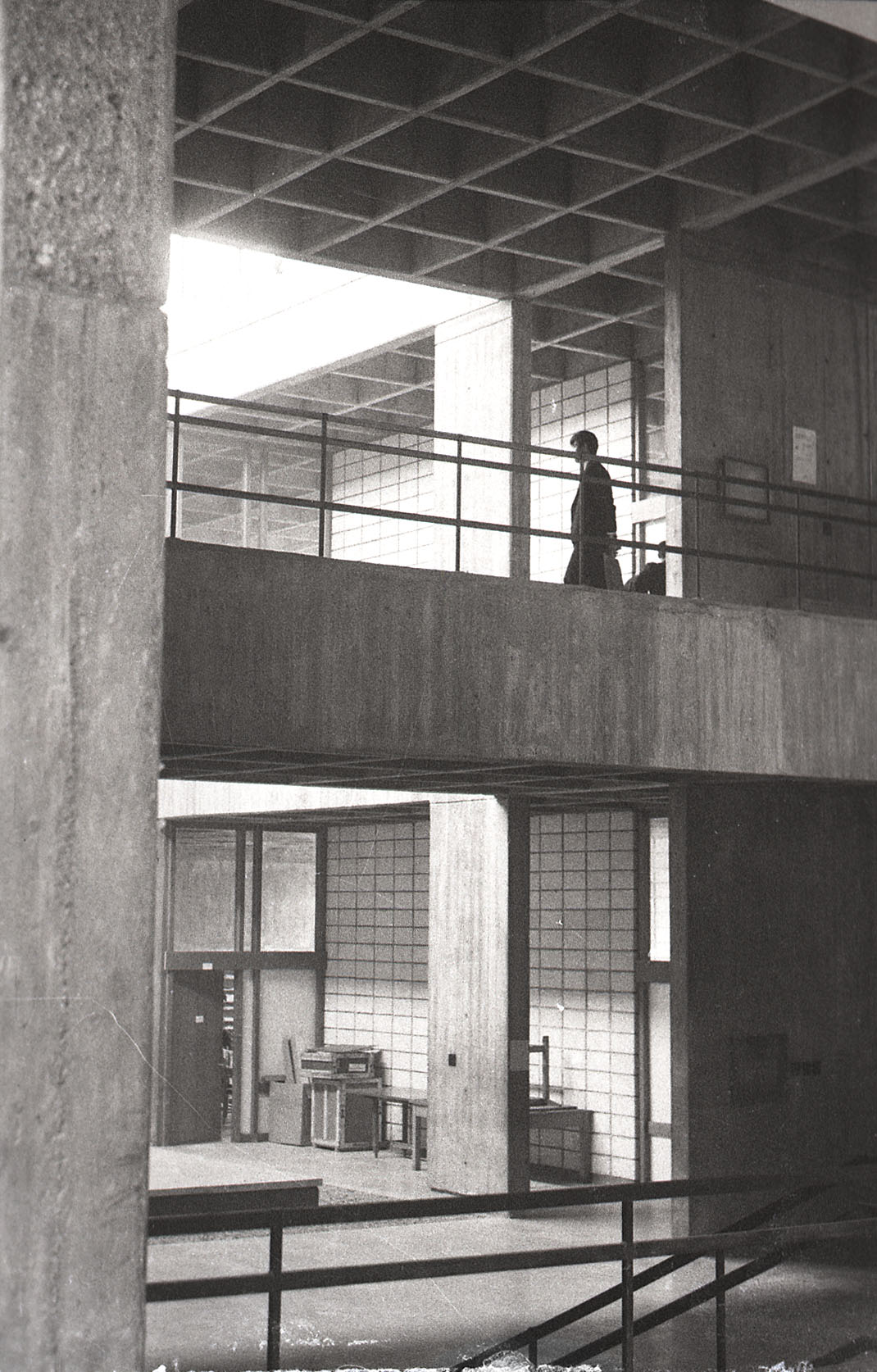
METU, Fakultät für Architektur, Türkei

- Middle East Technical University, METU (türkisch: Orta Dogu Teknik Üniversitesi, ODTÜ) / Faculty of Architecture. Adresse: Üniversiteler Mah. Dumlupinar Blv. No:1, Çankaya, Ankara. Gegründet 1956 – Staatliche Hochschule.

 Turkmenistan
Hochschule für Architektur
- Turkmen State Institute of Architecture and Construction, TGASI (Türkmen Döwlet Binagärlik Gurluşyk Instituty). Adresse: B. Annanova street 62, Ashgabat. Gegründet 1963 – Staatliche Hochschule.

## U
Ukraine
Hochschulen für Architektur

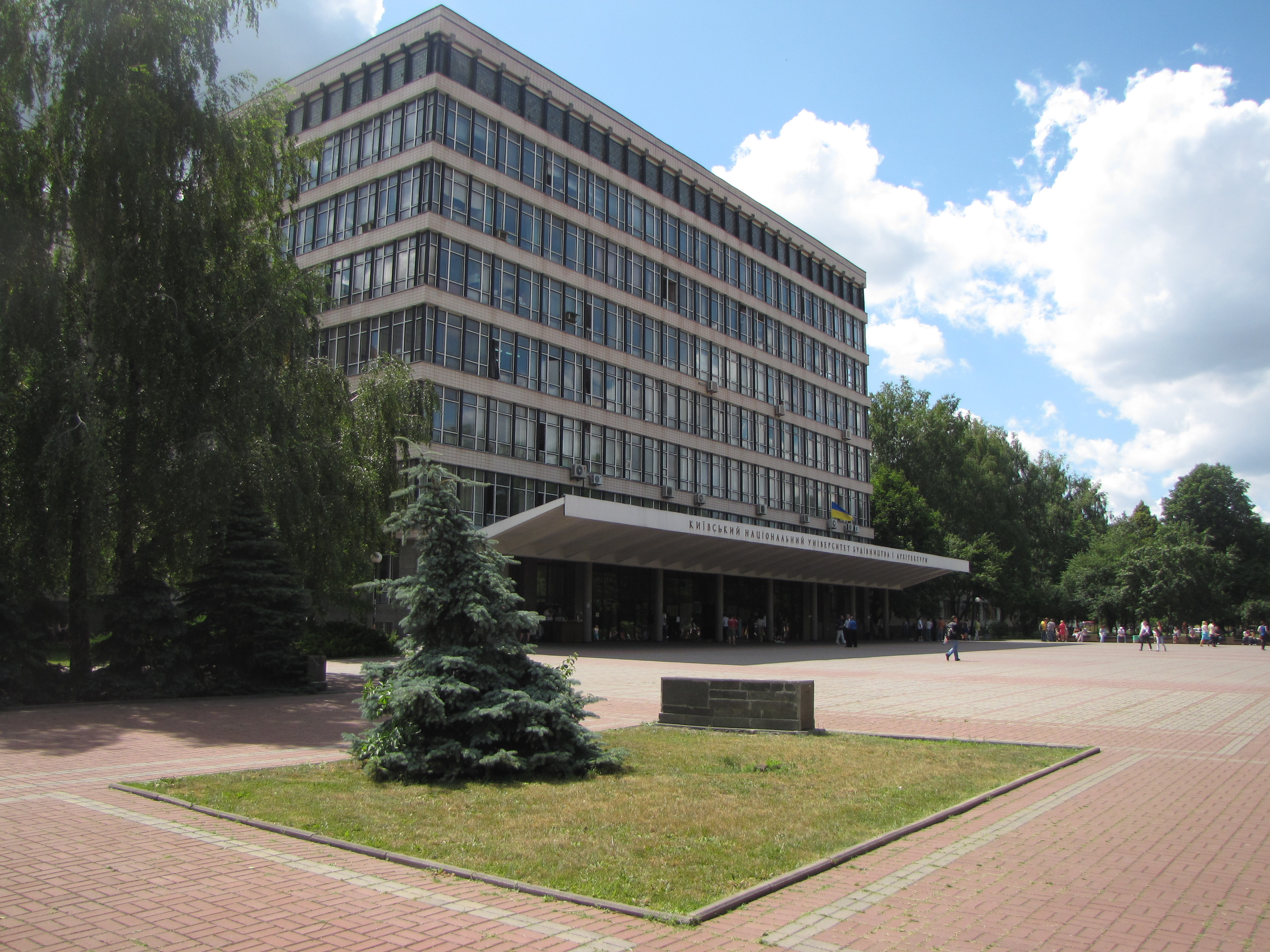
Nationale Universität für Bauwesen und Architektur in Kiew, Ukraine

- Donbas National Academy of Civil Engineering and Architecture, Kramatorsk. – Staatliche Hochschule.
- Kharkiv National University of Civil Engineering and Architecture, KhNUCEA (ukrainisch: Харківський національний університет будівництва та архітектури). Adresse: Sumskaya Street, 40, Charkiv. Gegründet 1930 – Staatliche Hochschule.
- Kiev College of Civil Engineering, Architecture and Design (ukrainisch: Київський коледж будівництва, архітектури та дизайну). Adresse: street. Stadium 2/10, Kiew. Gegründet 1946 – Staatliche Hochschule.
- Kyiv National University of Construction and Architecture, KNUCA (ukrainisch: Київський національний університет будівництва і архітектури). Adresse: Povitroflotsky Avenue, 31 Kiew. Gegründet 1930 – Staatliche Hochschule.
- National Academy of Visual Arts and Architecture (ukrainisch: Нацiональна академія образотворчого мистецтва i архiтектури). Adresse: Smirnova-Lastochkina Street 20, Kiew. Gegründet 1917 – Staatliche Hochschule.
- Odessa State Academy of Civil Engineering and Architecture, OSACEA (ukrainisch: Одеська державна академія будівництва та архітектури). Adresse: Didrihsona Street, 4, Odessa. Gegründet 1930 – Staatliche Hochschule.
- Prydniprovska State Academy of Civil Engineering and Architecture, PSACEA (ukrainisch: придніпровська державна академія будівництва та архітектури). Adresse: Chernyshevs'koho Street, 24a, Dnipro. Gegründet 1930 – Staatliche Hochschule.

 Uruguay
Fakultät für Architektur
- Universidad ORT Uruguay / Faculdad de Arquitectura. Adresse: Cuareim 1451, Montevideo. Gegründet 1943 – Private Hochschule des ORT-Bildungsnetzwerkes.

## V
Venezuela
Fakultäten für Architektur

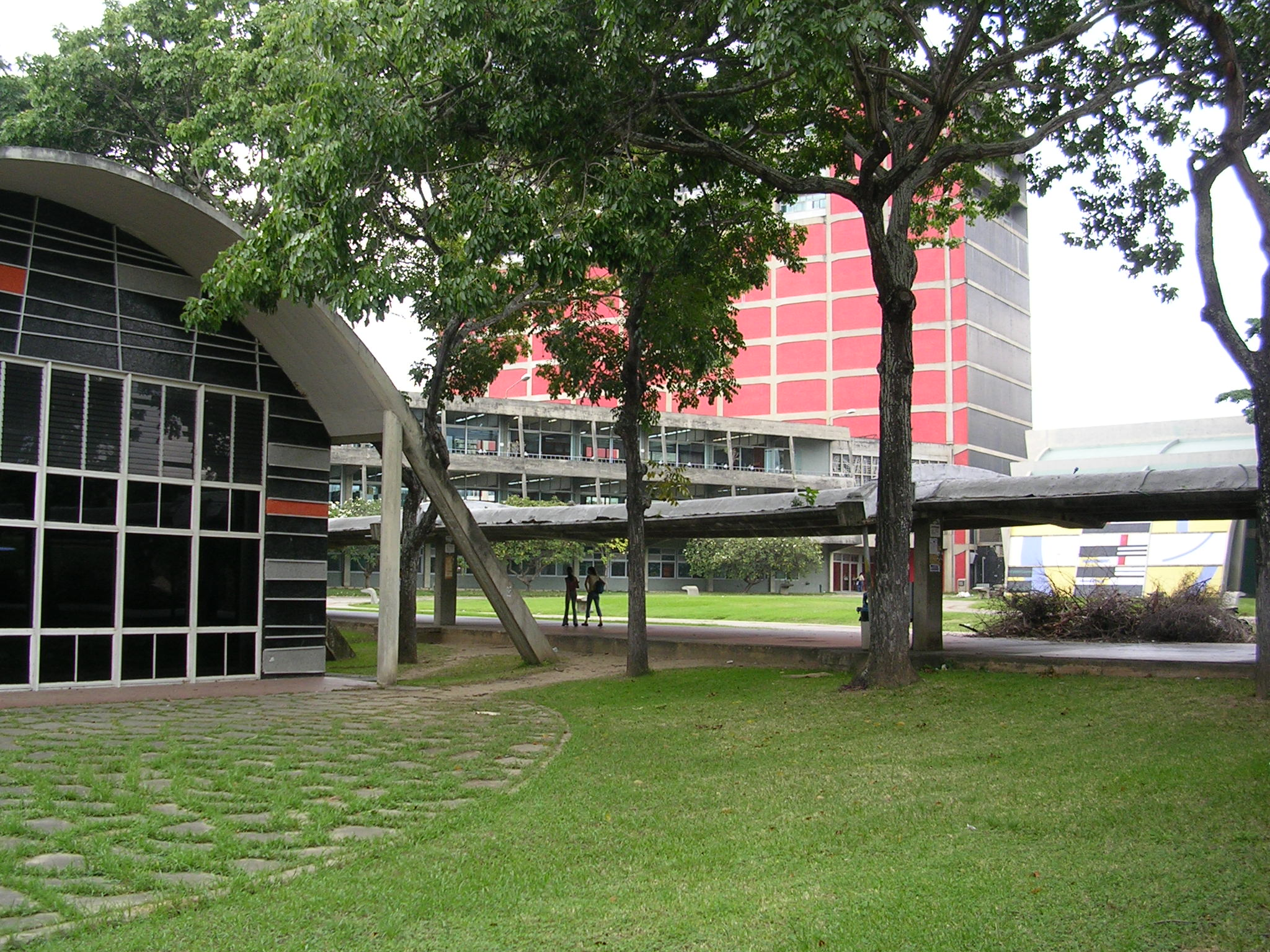
UCV, Venezuela

- Universidad Central de Venezuela (UCV) / Faculdad de Arquitetura y Urbanismo (FAU). Adresse: Apartado postal 1050, Ciudad Universitaria, Caracas. Gegründet 1721 – Staatliche Hochschule.[76]
- Universidad Simón Bolivar (USB) / Facultad de Arquitectura. Adresse: Sartenejas, Baruta, Edo. Miranda, Apartado 89000, Caracas. Gegründet 1967 – Staatliche Hochschule.
- Universidad de Los Andes (ULA) / Factultad de Arquitectura y Diseño (FADULA). Adresse: Avenida 3, Edificio del Rectorado, Mérida. Gegründet 1810 – Staatliche Hochschule.[77]
- Universidad de Oriente (UDO) / Departamento de Arquitectura. Adresse: Avenida Universidad, Cumaná, Sucre. Gegründet 1958 – Staatliche Hochschule.

 Vereinigte Staaten von Amerika
Hochschulen für Architektur

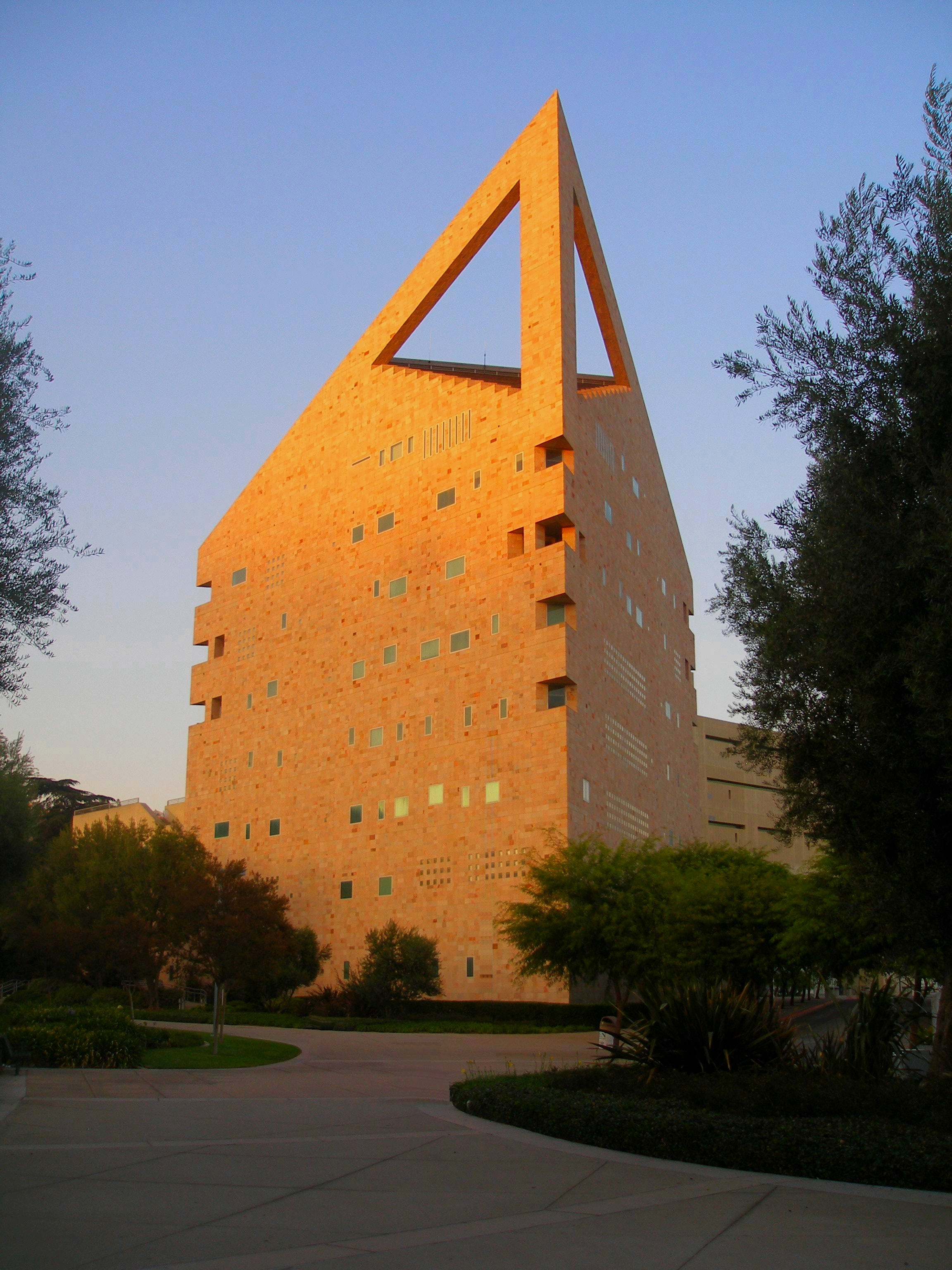
CLA Building, Cal Poly, USA

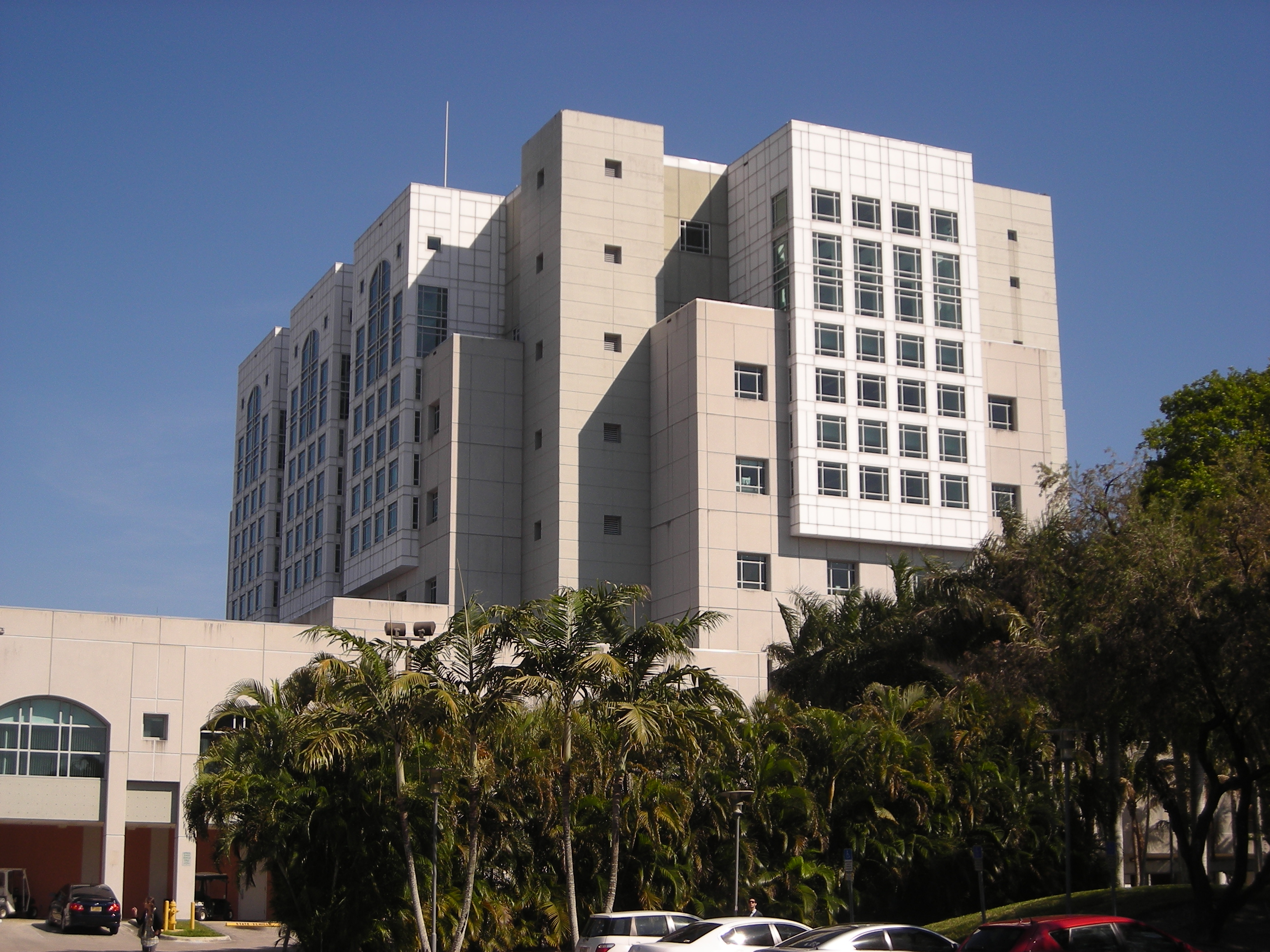
FIU Bibliothek, Miami, USA

- Boston Architectural College (BAC). Adresse: 320 Newbury Street, Boston. Gegründet 1889 – Private Hochschule.
- NewSchool of Architecture and Design. Adresse: 1249 F Street, San Diego. Gegründet 1980 – Private Hochschule.
- Southern California Institute of Architecture (SCI-Arc). Adresse: 960 E. 3rd Street, Los Angeles. Gegründet 1972 – Private Hochschule.
- School of Architecture at Taliesin. Adresse: 12621 N. Frank Lloyd Wright Boulevard, Scottsdale. Gegründet 1932 – Private Hochschule.

Fakultäten für Architektur
- California Polytechnic State University (Cal Poly) / College of Architecture and Environmental Design. Adresse: 1 Grand Avenue, San Luis Obispo. Gegründet 1901 – Staatliche Hochschule.
- University of Cincinnati (UC) / College of Design, Architecture, Art and Planning. Adresse: 2624 Clifton Avenue, Cincinnati. Gegründet 1819 – Staatliche Hochschule.[78]
- Cornell University / College of Architecture, Art and Planning. Adresse: 300 Day Hall, Ithaca. Gegründet 1865 – Private Hochschule.[79]
- Yale University (YU) / School of Architecture. Adresse: Woodbridge Hall, New Haven. Gegründet 1701 – Private Hochschule.
- University of Texas at Austin (UT Austin) / School of Architecture. Adresse: 110 Inner Campus Drive, Austin. Gegründet 1883 – Staatliche Hochschule.
- Kansas State University (KSU) / College of Architecture, Planning and Design. Adresse: 919 Mid-Campus Drive, Anderson Hall, Manhattan. Gegründet 1863 – Staatliche Hochschule.
- University of Michigan / Taubman College of Architecture and Urban Planning. Adresse: 503 Thompson Street, Ann Arbor. Gegründet 1817 – Staatliche Hochschule.
- Columbia University in the City of New York / Graduate School of Architecture, Planning and Preservation. Adresse: West 116 Street and Broadway, New York City. Gegründet 1754 – Private Hochschule.
- Syracuse University / School of Architecture. Adresse: 900 South Crouse Avenue, Syracuse. Gegründet 1870 – Private Hochschule.
- Florida International University (FIU) / College of Architecture and Arts. Adresse: 11200 S. W. 8 Street, Miami. Gegründet 1965 – Staatliche Hochschule.
- Massachusetts Institute of Technology (MIT) / School of Architecture and Planning. Adresse: 77 Massachusetts Avenue, Cambridge. Gegründet 1861 – Private Hochschule.

 Vereinigtes Königreich
Hochschulen für Architektur

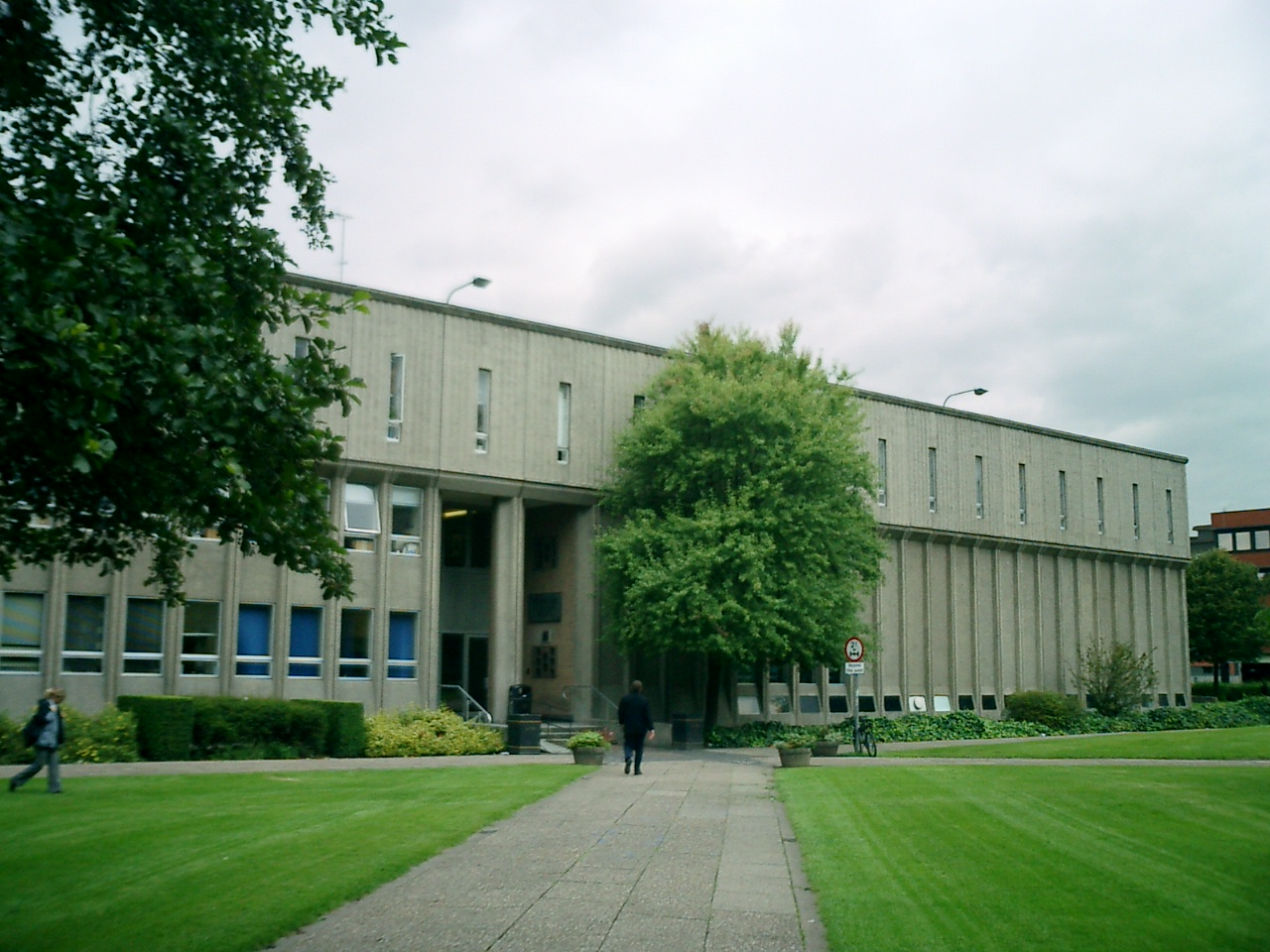
Manchester School of Architecture, Vereinigtes Königreich.

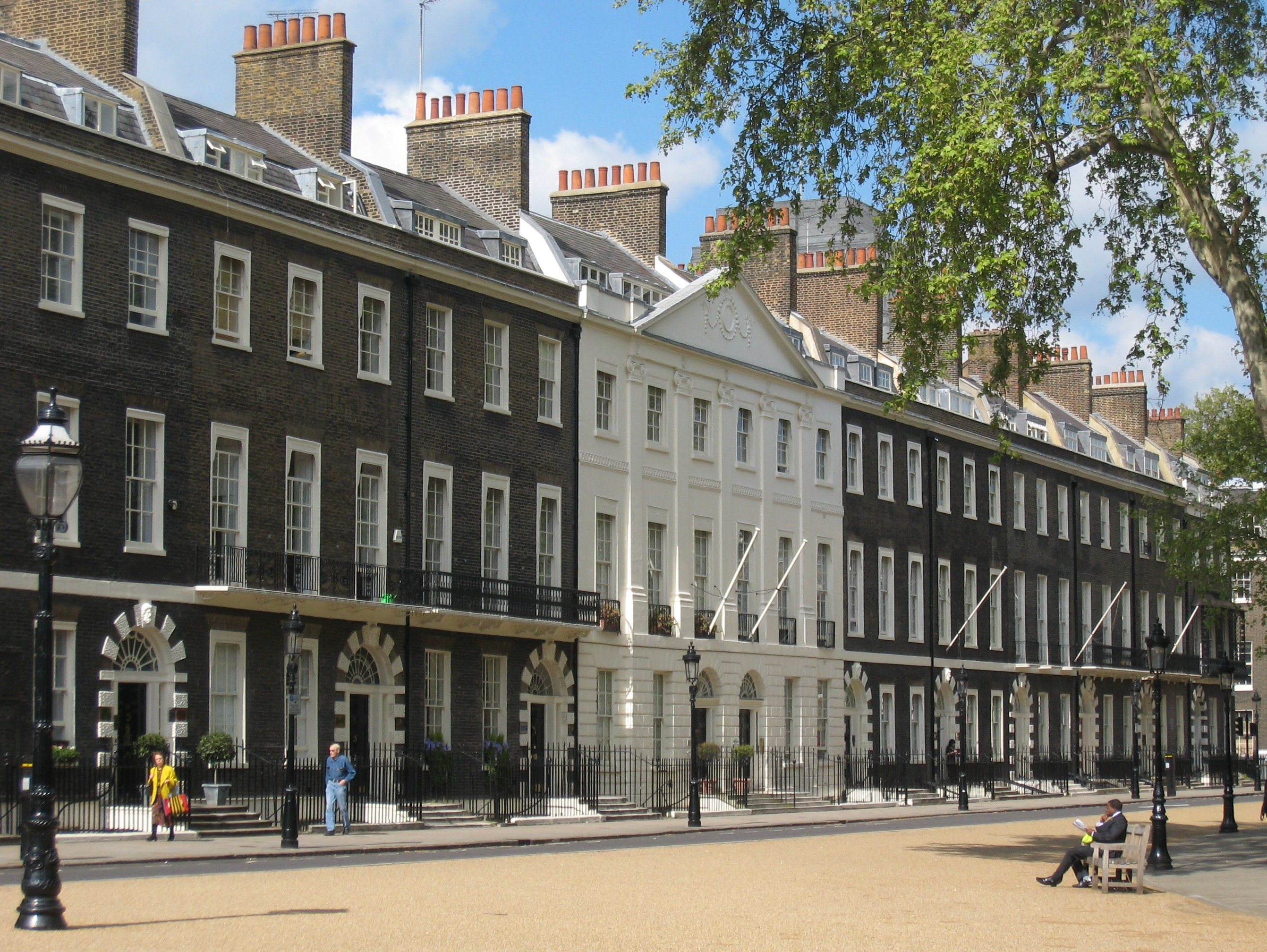
AA School of Architecture, Vereinigtes Königreich

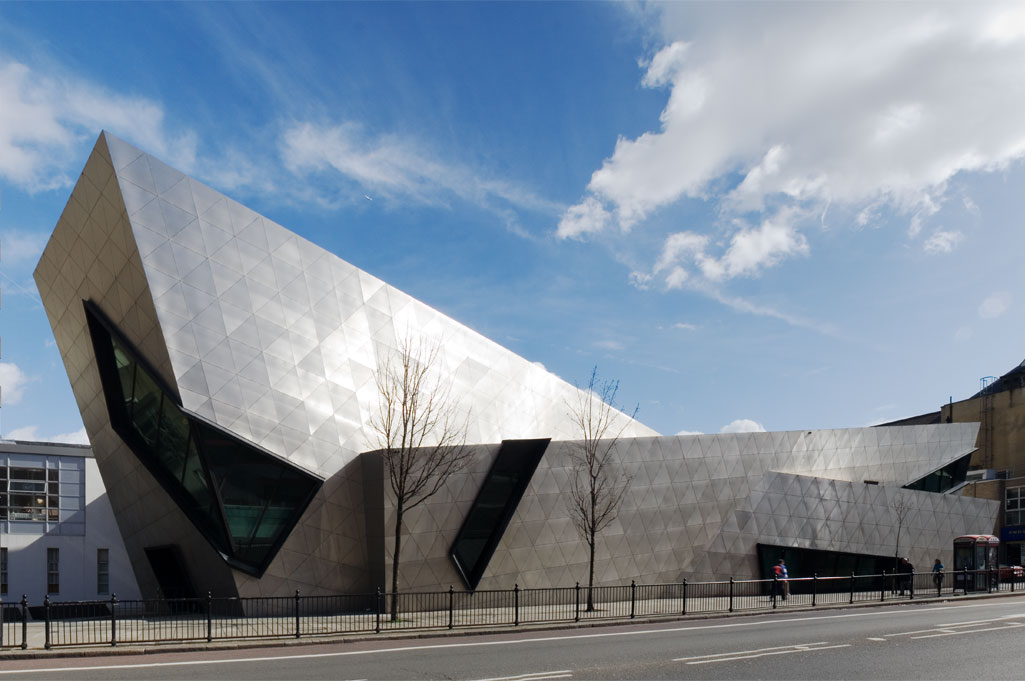
London Metropolitan University, Vereinigtes Königreich.

- Architectural Association School of Architecture. Adresse: 38 Bedford Square, London. Gegründet 1847 – Private Hochschule.
- Manchester School of Architecture (MSA). Adresse: Chatham Building, Cavendish Street, Manchester. Gegründet 1996 – Staatliche Hochschule.

Fakultäten für Architektur
- Newcastle University / School of Architecture, Planning and Landscape. Adresse: Newcastle upon Tyne. Gegründet 1922 – Staatliche Hochschule.
- University of Bath / School of Architecture and Civil Engineering. Adresse: Claverton Down, Bath. Gegründet 1966 – Staatliche Hochschule.
- Cardiff University / Welsh School of Architecture. Adresse: Cardiff University, Cardiff. Gegründet 1997 – Staatliche Hochschule.[80]
- Edinburgh College of Art / Edinburgh School of Architecture and Landscape Architecture (ESALA). Adresse: 74 Lauriston Place, Edinburgh. Gegründet 1760 – Staatliche Hochschule.[81]
- Glasgow School of Art (GSA) / Mackintosh School of Architecture. Adresse: 167 Renfrew Street, Glasgow. Gegründet 1845 – Staatliche Hochschule.
- Kingston University / Faculty of Art, Design and Architecture. Adresse der Fakultät: Campus Knights Park; Adresse der Universität: River House, 53-57 High Street, Kingston upon Thames. Gegründet 1992 – Staatliche Hochschule.
- London Metropolitan University / Faculty of Architecture and Spatial Design. Adresse: 166-220 Holloway Road, London. Gegründet 1848 – Staatliche Hochschule.
- University of Cambridge / School of Arts and Humanities, Department of Architecture. Adresse: The Old Schools, Trinity Lane, Cambridge. Gegründet 1209 – Staatliche Hochschule.
- University of East London (UEL) / School of Architecture and Visual Arts. Adresse: Docklands Campus, 4-6 University Way, London. Gegründet 1992 – Staatliche Hochschule.
- University of Greenwich / School of Architecture and Construction. Adresse: 30 Park Row, Greenwich, London. Gegründet 1890 – Staatliche Hochschule.
- De Montfort University / Leicester School of Architecture. Adresse: Trinity House, The Gateway, Leicester. Gegründet 1897 – Staatliche Hochschule.[82]
- University of Sheffield / Sheffield School of Architecture. Adresse: Western Bank, Sheffield. Gegründet 1905 – Staatliche Hochschule.[83]
- University of Strathclyde / Faculty of Architecture. Adresse: 16 Richmond Street, Glasgow. Gegründet 1964 – Staatliche Hochschule.[84]

 Vietnam
Hochschulen für Architektur
- Hanoi Architectural University, HAU (vietnamesisch: Trường Đại học Kiến trúc Hà Nội), Nguyen Trai Street, Thanh Xuan District, Hanoi, gegründet 1961 – Staatliche Hochschule.
- Ho Chi Minh City University of Architecture, HCMUARC (vietnamesisch: Trường Đại học Kiến trúc TP Hồ Chí Minh), 196, Rue Pasteur, Q. 3, Ho Chi Minh Stadt, gegründet 1976 – Staatliche Hochschule.

 Volksrepublik China
Hochschulen für Architektur

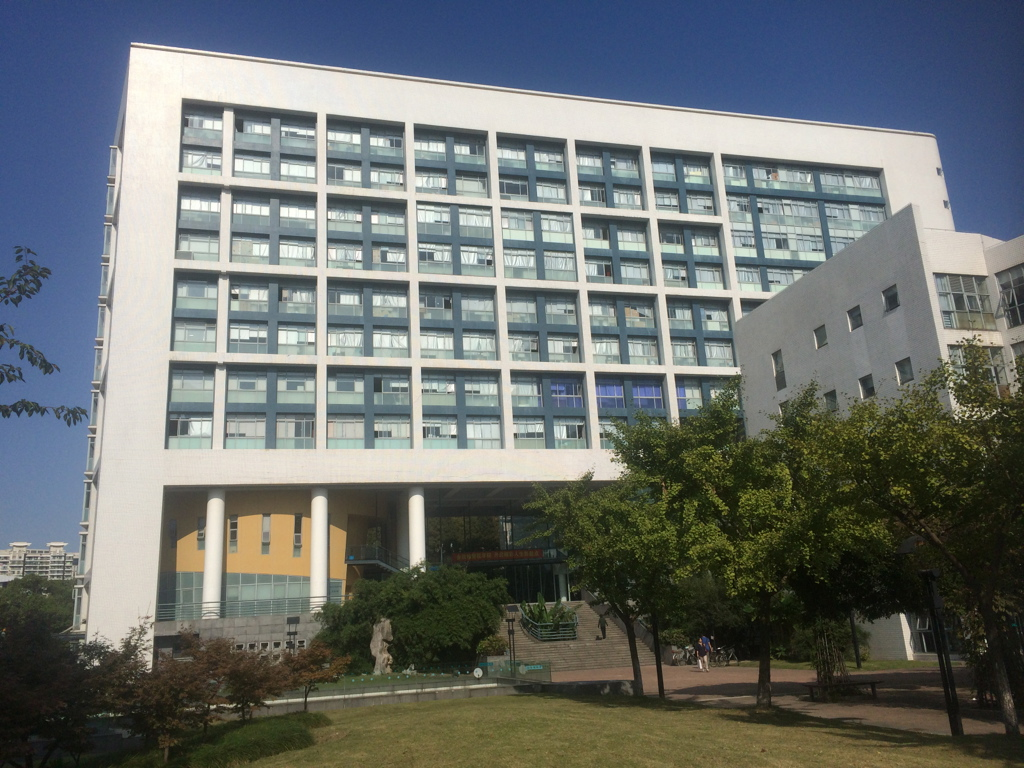
Medizinische Fakultät der Universität Tongji, Shanghai, China.

- Beijing University of Civil Engineering and Architecture, BUCEA (chinesisch: 北京建筑大学). Adresse: 1 Zhanlanguan Road, Xicheng District, Peking. Gegründet 1936 – Staatliche Hochschule.
- Changchun Architecture and Civil Engineering College (chinesisch: 长春建筑学院). Adresse: Changchun. Private Hochschule.
- Hebei University of Architecture (chinesisch: 河北建筑工程学院). Adresse: Zhangjiakou, Hebei. Gegründet 1950 – Staatliche Hochschule.

Fakultäten für Architektur
- Tongji University / Department of Architecture (chinesisch: 同济大学). Adresse: 1239 Siping Road, Shanghai. Gegründet 1907 – Staatliche Hochschule.
- Qingdao University of Science and Technology / Department of Architecture. Adresse: 53 Zhengzhou Road, Qingdao. Gegründet 1950 – Staatliche Hochschule.